# BORUTO-ボルト- -NARUTO NEXT GENERATIONS-
『BORUTO-ボルト- -NARUTO NEXT GENERATIONS-』（ボルト ナルト ネクスト ジェネレーションズ）は、原作・監修：岸本斉史、作画：池本幹雄、脚本：小太刀右京による日本の漫画作品。『週刊少年ジャンプ』（集英社）にて2016年23号から2019年28号まで月1で連載された後、同じく集英社の『Vジャンプ』に移籍して2019年9月号から連載。
2023年10月号からは、第二部にあたる『BORUTO-ボルト- -TWO BLUE VORTEX-』が『Vジャンプ』にて連載中。
漫画『NARUTO -ナルト-』のその後を描く正統続編にあたり、主人公はうずまきナルトの息子・うずまきボルトである。

## 概要
発端は『NARUTO -ナルト-』連載終了の間際、原作者・岸本斉史が「『NARUTO -ナルト-』をリブートして別の人が描いたら面白いのではないか」と考えたことから始まる。その後集英社側から『NARUTO -ナルト-』の続編の執筆を打診された岸本が「自分はもう描ききったからやらないが、池本に任せるならいい」と答えたことから話が進み、長年岸本のアシスタントを務めていた池本幹雄が作画を担当することとなった。岸本は原作監修という形で作品に関わっている。
脚本は企画が本格化する前に制作された劇場アニメ『BORUTO -NARUTO THE MOVIE-』に脚本協力として参加・ノベライズ版を担当した小太刀右京が漫画版51話まで担当しており、漫画の始まりのストーリー（冒頭のシーンを除く単行本の3巻の途中まで）はこの映画のものに修正・変更を加えたものになっている。テレビアニメ化にあたっては、映画や漫画よりも前の時系列にあたる忍者学校でのエピソードが制作され、アニメとノベライズにて描かれている。

## 世界設定
物語のプロローグでは木ノ葉隠れの里は壊滅しており、青年へと成長したボルトが、火影岩で謎の青年・カワキと相対するシーンから始まる。
テレビアニメ第24話において、『NARUTO』における第四次忍界大戦から15年の時が経過していることが明かされた（その為、前作からの登場人物の年齢は第四次忍界大戦時の年齢に15年加算した年齢となる）。
戦前に各国で使われていた軍事技術の民生転用が行われた結果、テレビやパソコンなどの電子機器やファストフード、鉄道の存在が当たり前になるなど近代化が進んでいる。表面上は平和となった反面、平和な時期が長期間続いたことで若い世代の忍の意識低下や実力不足、国境地帯の治安悪化、忍五大国以外の小国の情勢不安、急激な経済成長に伴う貧富の差が深刻な問題となっている。

## 用語
神術（しんじゅつ）
大筒木の祖先・大筒木シバイによって生み出された術。印を結ばずとも発動出来る。三途アマド曰く「神の力」。
楔（カーマ）
ボルトの右手、カワキの左手の手の平にそれぞれ現れた黒い菱形の紋様。大筒木一族の者が死ぬ時に「器」と呼ばれる対象者に刻み付けるバックアップファイル。時間をかけて少しずつ解凍され、完全に解凍が終った時には「器」の存在は大筒木のそれに上書きされる。「器」を複数用意することは出来るが、その中の一つの「器」を使って大筒木が転生をする際には、他の全ての「器」から楔が一斉に消える。なお、コードに刻まれた白い楔は不完全なもので、それゆえに「器」にはなれなかったが、強力な武器としての側面のみが残った。
楔はチャクラを練って作り出された物は吸収できるが、自然界にもともと存在する物は吸収できない。また、発動する際は、紋様が手の平の菱形を起点に腕から顔にまで広がり、解凍が進むと器の額に角が生える。それは、器の体が大筒木の体になりかけているため、一度解凍が大幅に進んだ器は十尾が神樹になるための生贄にすることが出来る。
楔には大筒木一族の戦闘経験が蓄積されている。よって、器が楔を発動すると、戦闘能力が大幅に向上する。
爪痕（つめあと）
コードが使用。爪痕を残した人間や場所へ、移動することが可能。
反射（はんしゃ）
デイモンが使用。如何なる相手の攻撃も反射する。相手からの殺意が強ければ強いほど、反射は強力になる。ただし、デイモンの掌に他者が触れた時にしか反射出来ない。
千里眼（せんりがん）
エイダが使用。如何なる場所からも、産まれてからの過去から現在にかけての出来事を見ることが出来る。ただし、他人の思考や未来のことは見通せない。
十方（じっぽう）
果心居士が使用。これから起こりゆる、あらゆる未来の一部始終を視ることが出来る。
全能（ぜんのう）
究極の神術。エイダが使用。理想を具現化する。エイダの場合、理想を具現化した結果、同性でも異性でも彼女の目を見ただけで、彼女の「虜（とりこ）」になってしまい、攻撃を仕掛けられない（能力の効き目には個人差がある）。
カワキの場合、人々の記憶でカワキとボルトの立場が入れ替わり、カワキは七代目の息子の「うずまきカワキ」、ボルトは殻に追われていた身で恩師のナルトに手をかけた反逆者「ボルト」という認識になってしまった。
なお、大筒木一族にはこの能力が効かず、理由は不明だが、うちはサラダと筧スミレにも能力の影響は受けない。
科学忍具（かがくにんぐ）
近代技術を組み込んだ新型の忍具の総称。木ノ葉隠れが率先して開発しているが、「殻」に一部技術が流出している。
忍籠手（しのびごて）
手首に装着して使用するガントレット型の忍具。あらかじめ忍術を封入した巻物型カートリッジを装填し、そこに保存された忍術を発動する。カートリッジに術を封入した者のチャクラを用いるため、本来の実力以上の術を使えるようになるが、それゆえの危うさも孕んでいる。
義手
大筒木モモシキが使う「高皇産霊尊」のチャクラ吸収能力を再現した義手。
シジマ
設置箇所から一定範囲内の空間内で生じた音を、特定位相の音波をぶつけて相殺し消す装置。アニメでは登場しない。
煙閃光弾（けむりせんこうだん）
煙玉や光玉の発展系にあたり、強烈な音と光で相手の感覚を麻痺させる。
チャクラ刀（チャクラとう）
使用者のチャクラを吸収しチャクラの刀身を形成するが、試作段階のため起動中はチャクラを急激に消費し続けてしまう欠点を持つ。
御鏡ドローン（みかがみドローン）
「殻」が発明した科学忍具。チャクラで遠隔操作される円盤型ドローン。上空から術弾で攻撃を行う。
科学忍具班（かがくにんぐはん）
科学忍具を研究・開発する部署。研究所は木ノ葉隠れ郊外に本拠地が置かれていたが、中忍試験の騒動で一時活動休止となり、再始動の際には里外に新設した先端技術研究所に主要な機能を移している。
雷門カンパニー（かみなりもんカンパニー）
第四次忍界大戦後に雷門エレキが一代で立ち上げた木ノ葉隠れ一の大企業。電化製品や鉄道事業、外食産業など多岐に渡り扱っている。
雷車（らいしゃ）
忍界を走る鉄道。木ノ葉隠れの里内を走る路線は勿論、他里への長距離路線もある。
雷バーガー（かみなりバーガー）
雷門カンパニー系列のハンバーガーショップ。ボルトやその同期の忍たちがよく集まる場所になっている。
警務部（けいむぶ）
第四次忍界大戦後に木ノ葉隠れの里に作られた組織。里の治安維持や防犯、事件の取り締まりと警察組織の役割をしている。大事件の時は木ノ葉の忍達に応援要請もする。
かつて二代目火影が創設しうちは一族が率いていた「木ノ葉警務部隊」を前身としており、シンボルマーク・庁舎などは全部木ノ葉警務部隊が使用していたものを使っている。
激・忍絵巻（げき・しのびえまき）
ボルトたちの世代の男子の間で流行っているトレーディングカードゲームで、通称は「ゲマキ」。歴代の著名な忍をモチーフにしたカードが存在する（例として、うずまきナルトや大蛇丸、油女シノなど）。実はデンキの父のエレキが唯の趣味で作ったもの。大蛇丸の反応からイラスト化されている本人に許可を取ってない可能性がある。
シノビバウト
カードゲームの一種で、カードの種類や遊び方はUNOに類似している。
央海（おうかい）
火の国と水の国の間に広がる海域。定期的に客船が運航しており、両国の往来が行われている。火の国と水の国、同海域にある波の国と海の国の4国で平和条約締結が進められているが、波の国と海の国は勢力拡大を推し進め、それを快く思わない水の国の大名も平和条約に難色を示す等現在は緊張状態にある。
伊豆野一族（いずのいちぞく）
主な一族は伊豆野ワサビ、伊豆野ダルマ、伊豆野アマギなど。木ノ葉の里では名家ではなく、上忍の忍が今現在不在なこともあり、若い忍に過剰な期待を寄せられている。

## 登場人物
声の項はメディアミックスにおける声優。

### 主要人物
うずまきボルト
声 - 三瓶由布子
本作の主人公。七代目火影・ナルトとヒナタの息子。一人称は「オレ」。口癖は「～ってばさ」。身長145cm（第1部）→163cm（第2部）。
少年時代のナルトと瓜二つの容姿。頬には父譲りの猫髭のような2本線があるものの、髪質や顔の輪郭などは母・ヒナタ譲り。忍装束は表が黒、裏がマゼンタのジャケットを羽織っており、ねじのような形状のペンダントを身につけている。ナルトのことは「父ちゃん」又は「親父」、ヒナタのことは「母ちゃん」と呼んでいる。右眼には「淨眼」という瞳術を宿しており、特殊なチャクラを視認することができるが、本人も詳細を把握しきれていない。モモシキとの戦いの後には、右掌に「楔」が表れている。
火影に就任してから激務のために構ってくれなくなったナルトおよび火影という立場への反感から、構ってもらいたいがために顔岩への落書きなどの悪戯を繰り返していた。要領が良く忍としての素養は高いが、努力や地道な修行を嫌ってすぐに楽な道を選ぼうとしたり、チームワークを欠いて個人プレーに走ったりする部分がある。また勉学は優秀だが向学心は薄く、戦前の話や両親の過去についても伝聞で得た情報だけで済ませており詳細を知らない。一方で仲間意識が強く、忍者学校時代ではクラスメイトであるスミレが後述の「ゴースト事件」の首謀者であったにも関わらず仲間として説得して改心させたりクラスの中心として皆をまとめ卒業試験を乗り切ったほか、ミツキの里抜けでも彼を最後まで信じ抜くといった父譲りの面が強いなど、実際は友達や家族想いの優しい性格の持ち主。
初めての中忍試験では五影が揃って観戦することを知り、ナルトを実力で見返すために受験を決意。事前にサスケに弟子入りして修行を付けてもらうなど、それまでしなかった鍛錬に励むが、第一試験ではほとんど何もすることができず、焦りから第二試験からは使用を禁止されていた科学忍具を使用してしまい、第三試験ではそれがナルトに見破られて失格とされ、額当てを取り上げられてしまう。直後に試験会場がモモシキに襲撃された際には、自分達を守る父の姿を目にし、またサスケの言葉を受けて父の偉大さと自身の過ちや未熟さに気付き、ナルトを救うためサスケと五影と共にモモシキ達の元へ向かい、最後はサスケの援護を受けて自身とナルトのチャクラを合わせた巨大な「螺旋丸」を当ててモモシキを倒した。
中忍試験の騒動以降はナルトとの関係も多少改善され、彼が説く「教わっていくこと」の大切さを理解するが、父のような火影ではなく、サスケのような「火影を支える忍」を目指すようになる。
舟戸との戦いでは初めて本格的な戦争に巻き込まれることとなり、そこでかぐらや蛇苺が殺され、その復讐としてフナムシを殺す。その後フナムシの息子コブナに仇として攻撃されたことで復讐が連鎖する事を実感する。更に道中で親しくなったイカダの姉も自分が殺してしまった事を知り、一度は精神的に追い詰められる。しかしミツキの言葉で自分のやりたい事を見つめ直すことで奮起し、戦争を止めるべく行動。命懸けの説得によって戦争を止める事に成功し、イカダとも和解する。
ウラシキの騒動では少年期のナルトの時代にタイムスリップした際、人柱力ゆえの孤独やサスケの里抜けなど、世間に伝わっていないナルトたちの実態について知ることになる。
「殻」のボロとの戦いでは、一時的にモモシキの意識が発現するが、ボルト自身はそのことに関して記憶が無い。木ノ葉の里に降り立った大筒木イッシキをサスケとナルトと共に迎え撃ち、モモシキに乗っ取られる不安の心境をサスケに打ち明け、サスケから譲られた額当てを巻き覚悟でイッシキに挑む。イッシキとの戦闘で自身をイッシキが殺せないことに気づきそれを利用して戦うも怪我とチャクラの消耗で気を失ってしまい、再度モモシキに意識を乗っ取られてしまうが、カワキによって阻止され、意識が戻る。イッシキとの戦いを終えて里に帰還した後、これまで二度の戦いでモモシキに楔を通じて意識を乗っ取られた経緯から、里の上層部により任務活動の停止を言い渡され、更に四六時中里の監視下に置かれた。カワキがチャクラを消して監視から逃れた際には独自の繋がりからカワキの後を追いかけ、カワキを捉えにきたコードと交戦する。初めはコードとの圧倒的な実力差に押されるも、アマドからの薬の影響で正気を保ちながらもモモシキの力をある程度使えるようになり互角の戦いを繰り広げる。しかし薬でも完全には力を制御出来ず、モモシキに乗っ取られてしまう。そして駆けつけたナルトやコードをまとめて始末しようとするもカワキが「楔」を復元した事で失敗、更にボルト自身も意識を取り戻す。しかし今回の一件でこのままでは自分が大切な人をいずれ殺してしまうと確信し、自らの意志でカワキに頼み胴体を貫かれて死亡する。その直後に「器」を失うのを拒んだモモシキによって蘇生されるが、それによって完全な大筒木となる。
その後は任務活動の停止を撤回され、シカマルから能力が聞かないことから新しくエイダやデイモンとのルームシェア任務を任され、同居することになる（実際はその周りを更に多数が監視しており、エイダやカワキ共々危険な爆弾として事実上の軟禁状態にある）。しかしカワキは色々な事情から精神的に余裕がなく、デイモンにも唐突に攻撃されたりと散々な目に遭わされる。また、蘇生した際にモモシキと思考が混線するようになったため、心の中で話すことが可能となっており、もう間も無く全てを失って絶望することを伝えられたり、アマドの言葉に嘘が紛れていることを教えてもらっている。しかしモモシキと話していることがカワキにバレてしまい、そのままチャクラを消して行方をくらませてしまう。カワキによって両親が行方不明になったことを知ると彼を探し回り、現れたカワキから大筒木だからと殺されそうになり交戦。ボルトを助けようとしたサラダを逆に庇って右目を失ってしまい、駆けつけたシカマル達によって助かるもモモシキに精神を乗っ取られたことでカワキを逃してしまう。そしてモモシキから終わりが始まったことを告げられる。その後、エイダが無意識に発動した「全能」によってカワキの願いが具現化した結果、ボルトとカワキの立場が逆転し、ただのボルトとうずまきカワキになってしまう。そして仲間だった筈の相手から敵として認識されてしまい追い詰められるも、サラダに説得されたサスケによって助けられる。その後は立場が逆転したことでカワキの不安や孤独を理解し、絶望させようとするモモシキにも「全てを失ったとは思っていない」と反論して、この一件を兄弟喧嘩にするために強くなるべく旅に出る。
それから一年程はサスケと修行をしながら旅をしていたが、コードの襲撃を受けサスケを犠牲に逃げ切る。その後里の追手に追い詰められたところを果心居士に助けられ、彼から未来に起きる出来事を伝えられ、最悪の未来を回避するために協力する。
第2部では里を出てから三年の月日を経て大きく成長。以前とは比べ物にならない実力を手に入れた。逃亡生活の影響もあってか性格も師匠であるサスケに似た冷静沈着なものとなっている。
彼を誘き寄せるためにコードが木の葉の里を襲撃するとサラダを助けに現れ、圧倒的な実力でコードを追い詰め最悪の未来を回避するために十尾の元へ連れていかせようとするもカワキの乱入によって逃してしまう。避雷針の術で追跡するが一歩遅く、自我を持った神樹たちと交戦。やむを得ず撤退した後再び木の葉に向かい、サラダやスミレにサスケの身に起きたことを伝えミツキと交戦。彼との戦いを終え、記憶が改変されていることに気づいたシカマルに真実を伝えた後木の葉の里を去る。
得意忍術はナルトと同じく影分身だが、チャクラ量は普通のため出せる分身体の数も3〜4体が限界。ただし、見よう見まねで3種類の性質変化（風・雷・水）を簡単に会得し、ナルトが会得に苦労した螺旋丸も影分身に頼らず一人で扱える上に、いきなり雷遁の性質変化を加えた消える螺旋丸を会得するなど、センス自体は高い。「殻」のディーパ相手に敗走した際には実力不足を痛感し、風の性質変化を組み込んだ「風遁・螺旋丸」とチャクラ高圧縮により威力を引き上げた「圧縮螺旋丸」を修行により会得するが、前者は低威力のため実戦に不向き、後者は高威力の代償としてボルト自身への反動が強く使用回数が限定されている。
第2部ではサスケから僅か一年でうちは流の全てを習得し、果心居士による修業もあって大きく実力を跳ね上げた。星の回転を利用した「螺旋丸渦彦」や独学による「避雷針の術」も会得している。
 カワキ
声 - 内田雄馬
本作のキーパーソンで、もう一人の主人公。第1話のプロローグでは青年の姿で崩壊した歴代火影岩の上でボルトと戦っている。ツーブロックヘアーが特徴。左の頬に「Ⅸ」の文字がある。一人称は「オレ」。ボルトとは逆に左掌に「楔」が表れている。身長160cm（第1部）→183cm（第2部）。
外界から隔絶された小さな村で実の父親・コカツ（声 - 乃村健次）と2人暮らしをしていたが、父は働かず酒浸りの毎日で、カワキを薪割りなどで働かせてその稼ぎを酒につぎ込み、彼が歯向かわないよう暴力と罵倒で押さえつけては「他人を信じるな」と常々言い聞かせてきた。そんな中、「器」を探すため村を訪れた「殻」に偶然血液を採取されたことで目を付けられ、大金と引き換えに「殻」に売り飛ばされ人体実験を受けることになった。
「殻」で受けた改造によって細胞の硬度を自在に変える能力を持ち、主に右腕を硬化させて武器として振るっている。
ボルトたちが果心居士と遭遇した後「殻」の追手から逃れながら倒れている所を彼らに発見され、木ノ葉に連行された後ナルトの裁量で彼の監視下に置かれることになり、うずまき家の居候となる。
ジゲンによって人体実験に使われ実の父親からも虐待を受けるなど不当な扱いを受けていたこともあり、警戒心が強く口は悪いが、悪人ではない。また、おやつの存在を知らなかったりと世間知らずな面もある。
「楔」を身体から取り除くためにボルトに協力を求めているが、ヒマワリがヒナタの為に作った花瓶を意図せずに割ってしまったこともあり、居候当初はボルトとの仲は険悪で反りが合わなかった。デルタとの初戦後は花瓶を自力で直したこともありボルトと打ち解け、彼から「兄弟」と呼ばれ打倒ジゲンを誓い合う。また、同期の忍のシカダイたちとも交流するようになる。
デルタが彼を連れ戻しに木ノ葉に潜入した際、ナルトと交戦中にヒマワリに向けられた攻撃を彼女とナルトを庇って右手を喪失する怪我を負う。デルタから自分を守り、彼女を倒したナルトに対して心を開き信頼心が芽生え始め、デルタとの戦いの後はナルトに弟子入りし、一時期彼のチャクラを通した義手を与えられ忍術も教わる。
ナルトがジゲンの前に現れた際は、彼を侮辱されたことでナルトを初めて「七代目」と呼び、ナルトがジゲンに連れ去られ安否不明になった際は右手の義手でナルトのチャクラを感じて彼の安否を確認し、時空間を開き第七班と共にナルトの救出に向かって彼らと共闘してボロを倒し、彼を救出する。ボロとの戦いの後は木ノ葉の里でカタスケとスミレに治療を受ける。イッシキがジゲンの器化に成功したことで、左掌の「楔」が消滅する。シカマルたちによって匿われていたが、ナルトのチャクラを通じて居場所を大筒木イッシキに探知されてしまい、時空間忍術で飛ばされる。イッシキから再びカーマを刻まれようとされるも、「影分身の術」を使って不意をつき、イッシキを消滅させることに成功する。
イッシキ戦後は「楔」が無くなり自身が弱体化してしまった事や、周りに対して責任を感じていた事から焦りが生まれ始め、合理的な強さを求めてアマドからもう一度「楔」を刻まれる事を提案される。アニメではイッシキ撃退後は、再度行われた中忍試験を観戦し、ナルトから忍の道を提案されたこともあり、忍に興味を持つようになる。他の班との合同任務に参加するも、自分本位に行動しチームワークを試みなかったが、シカダイやチョウチョウとの護衛任務で少しずつ変わっていった。その後も、任務の為に忍者学校に潜入し、ヒマワリやアカデミーの生徒と協力して犯人に辿り着くなど、チームワークを学んでいる。
うずまき家宅にて、かつてボルトがナルトに取り上げられた額当てをボルトから譲り受け、信頼しているナルトや、愛着を持ち始めたうずまき家や木ノ葉の里の無関係の人々を巻き込むことを避ける為に、一人里を抜けてコードを誘き寄せる。コードに木ノ葉から手を引くように頼み、彼に痛めつけられるも、駆けつけて来たボルトに助けられる。しかし、ボルトがモモシキに意識を乗っ取られた事で事態が悪化、駆けつけたナルトまでも殺されそうになってしまう。ナルトを救うために咄嗟に力を求めた事で「楔」を再び発現する事に成功し更にはイッシキの『黒眼』までも左目に開眼し、ナルトを守るためにやむを得ずボルトを殺そうとする。一度はナルトによって阻まれるも意識を取り戻したボルトから頼まれ仕方なくボルトを殺害した。その光景を見て撤退しようとしたコードと交戦し、今度は手に入れた瞳力もあって圧倒するが、コードがデイモンを盾にしたことで自身の技を跳ね返され気絶し、コードを逃してしまう。
その後はエイダがカワキに惚れていることから、ボルトと共に大筒木という爆弾となったこともあって、4人でルームシェアという事実上の軟禁を受けることになる。最初は渋々ながらも従っていたが、ボルトとモモシキが会話していることに気付くと大筒木、しいてはボルトへの疑念が再び生まれ行方をくらます。そしてナルトとヒナタの元へ向かいナルトへの感謝を告げるが、同時に大筒木がいる限りナルトのような良い人程死んでいくとして、大筒木を滅すること、それはボルトも例外ではないことを伝える。それを止めようとするナルトとヒナタを封印するとボルトを待ち伏せし、当初は兄弟の情もあってか封印を試みるも困難だと理解すると容赦なく殺しにかかる。そして駆けつけたサラダを庇ったボルトの右目を奪うも、シカマル達の妨害によって失敗し、ボルトの意識を乗っ取ったモモシキの援護もあって逃亡。しかしチャクラが尽きてしまい追い詰められた所にエイダが駆けつけ、彼女にモモシキを殺さなくては危険であること、しかしボルトは火影の息子であることもあって木の葉の誰も彼を殺せないことを伝え、自分を卑下しながらも「ボルトが火影の息子でも自分の兄弟でもない自分のようなよそ者だったら良かった」と思ったことで、エイダの「全能」を通してその願いが叶ってしまう。それによって自分とボルトの立場が完全に逆になったと知ると、エイダを脅してボルトがカワキを殺したと嘘の情報を流し、ボルトを共通の敵にして殺そうとする。ボルトが里の外へと逃れた後もボルトが大筒木である限り必ず殺すことを誓っている。
第2部では、3年の間に全能によって発生した違和感も完全に無くなり、木の葉の里の一員でナルトの息子である「うずまきカワキ」として暮らしている。人神樹の左を倒したボルトを拘束し、ボルトが尋問で拷問を受けても、ナルトとヒナタの居場所を教えなかったことや、アマドが自身の力をリミッターで制限していることを聞かされたことにより、打倒『人神樹』の為にボルトと協力関係を結んだ。

### 木ノ葉隠れの里（火の国）

#### 第七班（木ノ葉丸班）
木ノ葉丸・ボルト・サラダ・ミツキの四人一組（フォーマンセル）。本来は第三班となるはずだったが、サラダの直訴により元カカシ班と同じ「第七班」の番号を受け継いだ。
「殻」のボロとの戦いの際は、サラダが班の隊長となり、カワキを加え「新生第七班」を名乗っている。
猿飛木ノ葉丸（さるとび このはまる）
声 - 高橋英則、大谷育江（少年期）
元エビス班の一員。上忍。三代目火影・猿飛ヒルゼンの孫であり、守護忍十二士のメンバーであった猿飛アスマの甥。一人称は「オレ」で、口癖は「～コレ」。
ボルトにとって兄貴分であり、アニメでは忍者学校入学前から「木ノ葉丸の兄ちゃん」と呼ばれている。恋愛には縁がなく独身で、成人後も祖父が遺した家に住んでいる。
ボルトたちが下忍になってからは第七班（木ノ葉丸班）の担当上忍を務める。ミツキが祖父の敵である大蛇丸の子であることはナルトの配慮により聞かされていなかった。ツクラレによるクーデター事件で事実を明かされ動揺するも、あくまでミツキとは関係ないこととして割り切り、隊長と部下の関係を続けている。
走馬の事件では橙村の令嬢・宵村レモン（下記）との悲恋を通して、一忍として成長する。
第2部では、八代目火影を名乗っているシカマルの補佐役を担当している。砂の里の任務では、サラダやミツキと共に派遣される。シカマルの「人神樹に取り入って裏切れ」という任務を命令され、祭から気があることを彼から聞かされた為、祭と行動を共にする。しかし、彼女から「木ノ葉丸ちゃん」と呼ばれることを提案され、モエギのことを思い出して拒否したことで、嫉妬した祭と戦闘になる。祭を騙して「螺旋丸」で彼女の腕を吹き飛ばすも、命の危機に狭まられるが、駆けつけたボルトによって助けられる。
火遁や雷遁のほか、少年時代は影分身を必要としていた「螺旋丸」を完全な形で会得しており、祖父から引き継いだ猿とナルトから引き継いだ蝦蟇の2種類の口寄せ契約を結んでいる。また、叔父であったアスマが所有していたチャクラ刀を使った体術も得意とする。
うちはサラダ
声 - 菊池こころ
サスケとサクラの娘で、第七班の紅一点。木ノ葉の名門・うちは一族の末裔。一人称は「私」。口癖は「しゃーんなろー」。サスケのことは「パパ」、サクラのことは「ママ」と呼んでいる。身長147cm（第1部）。
黒髪で、赤渕の眼鏡が特徴。ナルト曰く、雰囲気は母親であるサクラ似で、顔立ちや特に目元などは父親であるサスケ似。母親譲りの真面目で気の強い性格を受け継いでいるが、父親譲りのクールで慎重な面も備えている。感情的で型破りなボルトとは反りが合わないものの、父との家庭内交流がないという点ではボルトに共感している。またその性分ゆえに、他人に弱みを曝け出すことに抵抗感を抱いている。
忍装束は下忍時代のサクラのそれに近く、背中にはうちは一族の家紋が描かれている。父がいないことへの寂しさから無自覚のうちに写輪眼を開眼しており、サスケとの再会を機にそのことを自覚し、ナルトに憧れ火影を目指すという目標ができてからは瞳力を使いこなせるよう修行している。
サスケとサクラが里を離れていた頃、大蛇丸の南アジトにて香燐が取り上げる形で誕生した。普段かけている眼鏡は香燐からの出産祝いの品である。しかしサラダはこれらを知らず、里に自分の出生記録がないこと、長期任務でサスケが里に戻ってこないために母子家庭同然の暮らしだったことも相まって、自分と両親の血縁関係に疑念を抱いていた。
外伝「七代目火影と緋色の花つ月」ではチョウチョウと共に父に会いたい一心でサスケの元に向かったナルトの後を追ってサスケと再会。しかしその後大蛇丸のアジトにて、水月が香燐の持っていたへその緒を使いDNA鑑定を行った結果、自分が香燐の子だったと思い込み、怒りやショックから里を抜けようとするが、ナルトに「想い」の大切さを諭されてサクラへの想いからシンに攫われたサクラの救出に向かう。一連の騒動を経て両親の自身への想いを知り、自分が間違いなくサスケとサクラの子であることを確信するようになった。また、この経験からナルトに尊敬の念を抱き、火影を目指すことを決めた。
ボルトと同時期に参加した2度目の中忍試験では、最終試験まで残り第3回戦でチョウチョウと対戦するが、チョウチョウから親友に手加減していることを指摘されて本気で闘い勝利、中忍に昇格した。漫画版では2部になっても下忍のままである。
エイダが木の葉に来てからは、ミツキと監視を行なっている。しかしカワキと話すのに緊張するエイダから女子が足りないとしてスミレと共にシェアルームに呼ばれ、スミレと自分には何故かエイダに魅了されないことが発覚。その後、カワキによってナルト達が行方不明になったことを知らされた後にエイダからボルトがカワキに殺されたことを伝えられ（真相を知らない人にはコードによって殺されたと伝えられていた）、ボルトを助けるべく駆けつけるが逆にカワキに殺されそうになり、自分を庇ったボルトが右目を失うことになってしまう。カワキが逃亡するとミツキと共に捜索していたが、その途中にエイダの「全能」によってボルトとカワキの立場が逆転してしまう。しかしサラダとスミレは影響を受けず、ボルトを殺そうとするミツキやサスケ姿に困惑。スミレから事態を知らされ、ボルトの理不尽で悲惨な状況を知ったことで涙を流し、万華鏡写輪眼を開眼。サスケに「最初で最後の我儘」としてボルトを助けて欲しいと頼み、ボルトの命を救うこととなる。
第2部では、3年が経過しても「全能」による影響を受けておらず、スミレと内密に情報を共有している。火影を名乗っているシカマルから自分の意見を信じて貰えず、「自分が憧れているのは七代目」と主張している。砂隠れの里の任務では、木ノ葉丸やミツキと共に派遣され、ヨドやアラヤと共に合同任務を行い、ボルトの追跡に砂隠れの里で捜索していた粒と接触するも、彼に目的を見透かされており戦闘になり、ヨドを殺害されてしまう。しかし、ヨドの最期の言葉によって万華鏡写輪眼が開眼する。
忍者学校で習う術は一通り会得しており、下忍になった後はサスケから火遁術と千鳥を教わっている。手裏剣術とサクラ直伝の怪力による近接戦も得意な一方、繊細なチャクラコントロールが要求される医療忍術の実技は苦手。写輪眼はうちはシンの事件の際に最初期の一つ巴が開眼し、「殻」のディーパとの交戦中に二つ巴に至った。漫画版では三つ巴になっている。洞察眼は使いこなしているが、視認した術によってはチャクラ不足で不完全になるなどまだ成長途上にある。エイダによる「全能」の直後に尊敬しているナルトが（実際は嘘だが）死んだと伝えられたこととボルトの悲惨な状況を受けて万華鏡写輪眼に開眼した。
ミツキ
声 - 木島隆一
第七班の一員。ボルト達の同期の謎の多い少年で、音隠れの里出身。名前の由来は「巳月」。一人称は「ボク」。身長149cm（第1部）。
ほとんど色素がないほど肌が白く、パーマのかかった白髪に黄色い瞳をしている。穏やかな性格だが、ミステリアスで一般常識に欠けている。転入当初、他人はおろか自分自身の命にすら執着を持たず、緊急時には殺人をも肯定する姿勢を取っていたが、ボルトとの交流で気持ちに変化が訪れるようになった。大蛇丸を親としてナルトやサスケ以上の忍と尊敬しており、彼が「太陽」と評すボルトに興味を示している。良くも悪くも思ったことをはっきり言うため、チョウチョウからはデリカシーがないと言われている。
その正体は、大蛇丸によって生み出された人造人間のうちの1人。大蛇丸のアジトの研究室には同じく「ミツキ」の名を持つクローン個体が何体も保存されている。音隠れの里である程度の教育を受けた後、木ノ葉隠れの忍者学校に転入し、卒業後も下忍として木ノ葉に在籍している。大蛇丸のことは慕ってはいるようだが少し反抗的な描写が見られる。
木ノ葉隠れではアパートの一室で一人暮らしをしている。当初はベッドと「大蛇丸から渡されたボルトの写真」しかない殺風景な部屋だったが、忍者学校の卒業記念写真や第七班の集合写真などが増えている。また、ある任務で面倒を見た子猫のミカヅキ（声 - 菊池こころ）が出入りしている。
出生について自問自答するシーンが垣間見え、ツクラレたちに技術供与のため招聘された際には「詳細を調査するための内偵」という本来の目的のほか、「自分と近しい存在であるツクラレたちについて知りたい」という私情を持ち込んでしまい、事件後は迷惑をかけてしまったボルトとサラダに謝罪し、彼なりの答えを得るなど精神的に成長している。
エイダが木の葉に来てからは、サラダと監視を行っていたが、エイダの虜にされた。カワキがナルト達を襲撃したことを知ると、シカマル達と共にボルトの元へ駆けつける。そしてボルトとサラダを殺そうとし、ボルトの右目を潰したカワキを殺そうとしていたが、エイダの「全能」によって記憶を書き換えられ、ボルトとカワキの存在が逆になってしまう。それによって仙人モードを発動してまでボルトを殺そうとしたが、サラダによって止められたことで逃してしまう。
第2部では、「全能」による影響を受けており、カワキが自分の太陽であると思うようになるが、ボルトとの交戦で自分の記憶を疑い初める。
手足を伸ばし自在に操る術や複数の蛇の口寄せの他、風遁と雷遁を操る。また、誕生の経緯から仙人モードも会得しているが、全力使用すれば肉体が耐えられないことに加え、余計な揉め事を起こさないため大蛇丸から使用を制限されている。ただし、人造人間であるがゆえに条件さえ整っていれば手足や臓器を欠損しても再生治療を受けることができるため、必要とあらば自分の身体を犠牲にした戦い方も厭わない。

#### 第十班（モエギ班）
モエギ・シカダイ・いのじん・チョウチョウのフォーマンセル。元アスマ班（第十班）であったシカマル・いの・チョウジ（通称「猪鹿蝶トリオ」）の子供である。
風祭モエギ（かざまつり モエギ）
声 - 下屋則子
元エビス班の紅一点。上忍。
かつてスリーマンセルを組んでいた木ノ葉丸とは現在も交流が続いており、少女期の頃と同様、彼を「ちゃん」付けで呼んでいる。同じく下忍の担当上忍を務める同性のハナビとは、呼び捨てで呼ぶほど親しい仲。術は主に水遁や土遁を使用。
シカダイたちが下忍になってからは第十班（モエギ班）の担当上忍を務める。教え子たちの自由奔放な言動に苦労が絶えない。
第2部では、コードの木の葉隠れへの奇襲で人々を避難させている際に、神樹に取り込まれてしまう。
奈良シカダイ（なら シカダイ）
声 - 小野賢章
シカマルとテマリの息子。目は母親似だが容姿は父親似。一人称は「オレ」。シカマルのことは「親父」、テマリのことは「母ちゃん」と呼んでいる。我愛羅とカンクロウにとっては甥にあたる。
少年時代のシカマル同様面倒臭がりな性格。シカマル同様、母親のテマリには頭が上がらない。幼馴染で親友のボルトに対しては、彼の危なっかしい一面に呆れつつも何かと気にかけている。
父譲りの奈良一族秘伝忍術の「影縛りの術」と、母譲りの風遁忍術を得意とする。両親譲りの優れた頭脳を活かした戦い方を得意とし、猿飛ミライの幻術の実験台にされていたこともあって幻術にも強い。ただし、当初は父の面子を保つために秘伝忍術のみに拘り、風遁を自ら封じていた。
忍者学校を卒業後は第十班（モエギ班）の下忍となる。下忍になったばかりの頃は任務を淡々とこなすだけだったが、「白夜団」の一件でリョウギと触れ合ったことを機に忍としての自覚が芽生え、状況に応じ柔軟な判断を下せるようになった。
初めての中忍試験では、第三次試験の2回戦でボルトと戦い勝利まであと一歩まで迫るも、ボルトが忍籠手で追加した影分身により逆転され降参した。その後、試験の結果に加え岩隠れでのクーデターにおける迅速な対応から部隊長の資質を見出され、中忍に昇格する。だが、中忍ベストは十班3人全員中忍に昇格した際に着たいという思いから、あえてその後も着ていない。
エイダが木の葉に来た際は野次馬としてサラダ達の監視場所に来た。他二人と違ってよく見えなかったため、その場では虜にされずに済んだ。しかし、後にサラダ達に同行する形でエイダと出会った際には一瞬で虜にされていた。エイダの「全能」発動後は認識が逆転したことで、チョウチョウやいのじんと共にボルトと敵対するが、サスケによって失敗する。
第2部では、ヒマワリの修行に付き合っている。神樹に師匠のモエギが取り込まれたことから、十班の面々で打倒コードを誓う。その後ヒマワリを狙う「人神樹」の十羅と空中戦を繰り広げ、その連携術を彼から評価されるが、いのじんが瀕死の重傷を負いかけた為、ヒマワリに戦場を任せて撤退した。
山中いのじん（やまなか いのじん）
声 - 阿部敦
サイといのの息子。髪色と瞳の色は母親似で、第1部では髪を後ろに結び、第2部ではマッシュルームヘアーになっている。性格はいのに近いが、服装や肌の色は父親似である。サイのことは「父さん」、いののことは「母さん」と呼んでいる。一人称は「ボク」。身長147cm（第1部）。
親たちが同期であるボルトやシカダイとは忍者学校入学以前からの友人。実家は花屋「やまなか花店」で、時々その手伝いをしている。父親に似てネーミングセンスは上手いとは言い難い。
クールな性格の毒舌家だが、少々意思が弱く自分の実力に自信がない面もあり、怒った時の母親が苦手。勝気な母親と自由奔放なシカダイやチョウチョウに振り回されており気苦労が絶えない。
父譲りの「忍法・超獣偽画」を主に使うが、墨で絵を描く父に対し絵の具を使っており、内心では父の絵のセンスを古いと感じている。山中一族の秘伝である「心転身の術」や感知忍術、医療忍術も使えるが、超獣偽画ほど訓練していないため発展途上にある。シカダイが中忍に昇格してからは焦りを感じ修行に勤しんでいる。
ボルトと同時期に参加した2度目の中忍試験では、最終試験まで残りホウキと対戦するが、いのじんを上回る彼の戦術に敗れ敗北した。
エイダが木の葉来た際に野次馬として駆けつけたが、エイダの虜にされた。
第2部では、ヒマワリの修行に付き合っている。神樹に師匠のモエギが取り込まれたことから、十班の面々で打倒コードを誓う。その後ヒマワリを狙う「人神樹」の十羅と空中戦を繰り広げ、その連携術を彼から評価されるが、十羅に瀕死の重傷を負わされる。しかしそれがヒマワリの覚醒のきっかけとなり、ヒマワリに致命傷を治療されて一命を取り留めた。
秋道チョウチョウ（あきみち チョウチョウ）
声 - 白石涼子
チョウジとカルイの娘。モエギ班の紅一点。体形や髪の色は父親似だが、他の部分は母親似。髪型は左目が隠れており、第1部ではツーサイドアップ、第2部ではツインテール。忍者学校の教師であるアンコとは甘党仲間で、同性で同期のサラダとは幼い頃からの親友。チョウジのことは「パパ」、カルイのことは「ママ」と呼んでいる。 一人称は「あちし」。
性格は母親のカルイ譲りでポジティブかつマイペース。やや思い込みが激しく面食いでもある。父親のチョウジ同様体型通りの大食漢だが、悪口に激怒していた父に対し、「デブ」と言われても軽く受け流してあまり気にしない。珍しい味のポテトチップスを食べるのが趣味で、暇さえあれば常に食べている。
外伝『七代目火影と緋色の花つ月』では両親を本当の両親ではないと考え、サスケに会いに行くサラダについていく形で「本当の父」を見つけようとした。帰還後に秘術を使って痩せたチョウジを見てからは疑念をあっさり捨て、秋道一族の秘伝の修行を父に申し出ている。
ボルトと同時期に参加した2度目の中忍試験では、最終試験まで残り第3回戦でサラダと対戦するが、サラダが自分相手に手加減していることを指摘し、本気で闘うも敗北した。
エイダが木の葉に来た際は観察に来たが、彼女の虜にされた。
第2部では、ヒマワリの修行に付き合っている。神樹に師匠のモエギが取り込まれたことから、十班の面々で打倒コードを誓う。その後ヒマワリを狙う「人神樹」の十羅と空中戦を繰り広げ、その連携術を彼から評価されるが、いのじんが瀕死の重傷を負いかけた為、ヒマワリに戦場を任せて撤退した。
使用術は秋道一族の秘伝忍術「倍加の術」と「肉弾戦車」。中忍試験後にはチョウジとの修行で自分用の蝶モード「超チョウチョウ蝶モード」を会得し、発動中はスリムな美少女になる。

#### 第十五班（ハナビ班）
ハナビ・スミレ・ワサビ・なみだのフォーマンセル。
木ノ葉隠れの里では珍しく、全員女性で構成されている。スミレの科学忍具班移籍後は補充員としてツバキが加入する。ワサビ、なみだ、ツバキは漫画版には登場しない、アニメオリジナルキャラクターである。
初めての中忍試験では第二次試験にて雲隠れのユルイたちの班に敗北したが、2度目の中忍試験ではワサビとツバキが最終試験に進出している。ワサビが中忍に昇格してからは、ワサビを隊長としたスリーマンセルで活動している。
日向ハナビ（ひゅうが ハナビ）
声 - 浅井清己
ヒナタの妹。ボルトとヒマワリにとっては叔母だが、2人には「お姉さん」と呼ばせている（ミツキに「おばさん」と呼ばれた際も「お姉さん」と訂正している）。
日向一族宗家の父親・ヒアシと同様にボルトとヒマワリを溺愛している。あっけらかんとした性格は健在で、ボルトに時々助言をしている。同じく上忍の木ノ葉丸のことは「先輩」と呼んでおり、自分と同様にボルトを大事に想っていることからウマが合う。
スミレたちが下忍になってからは、第十五班（ハナビ班）の担当上忍を務める。姉のヒナタと同様ヒアシのスパルタ教育で育ったこともあり、自身の教え子の修行の指導にも厳しい一面がある。
筧スミレ（かけい スミレ）
声 - 遠藤綾
紫色の三つ編みの髪で、学生服のような服装が特徴。一人称は「私」。身長147cm（第1部）。忍者学校でボルトのクラスの学級委員長を務めていたことから、クラスメイトからは卒業後も「委員長」のあだ名で呼ばれている。同期にも丁寧な口調で話し、真面目で大人しい性格。料理が得意。口癖は「はわわわ」。
実は里内で頻発していた「ゴースト事件」の黒幕。元木ノ葉の暗部「根」の信楽タヌキの娘で、本名は「信楽スミレ（しがらき スミレ）」（「筧」は母親の旧姓）。父親から木ノ葉の里への復讐を引き継ぎ、暗躍していた。クラスの委員長になったのは人と交流する機会が多いからだとノベライズ版にて判明している。実際は心の中では潜入として入ったはずの忍者学校での生活の楽しさ、鵺によって罪のない人のチャクラを吸い取ることへの罪悪感と、父親の復讐という呪怨のような言葉の中悩まされていた。
父親が自身の身体に施した術「牛頭天王」で鵺を口寄せし、逃げ込んだ異界にてボルト、ミツキと対峙するも、本心では復讐を望んでいないことをボルトに指摘されたことで改心し、母親の信楽ハコベ（しがらき ハコベ、声 - ゆきのさつき）の生前の言葉や忍者学校での生活を思い出して彼らとともに里に帰還、警務部に拘束された。
ゴースト事件後はまだ子供であることや犠牲者が出なかったこともあって短期勾留という軽い処分で済み、当初は罪悪感から忍者学校を去ろうとしたが、シノのアドバイスもあって戻る道を選んだ。これを機に事件で壊れた花形の髪飾りから母親の形見の菫型のものに変えている。ボルトに対しては、自分を救ってくれたことから感謝の意を抱いている。
忍者学校卒業後は第十五班（ハナビ班）の下忍としてしばらく活動していたが、鵺の暴走による任務への影響を鑑みて、その制御手段を見つけるため科学忍具班への転属を決断。鳥獣被害事件解決後に班を離れ、先端科学研究所に配属された。「殻」の活動が活発化してきたころにカタスケの護衛のため研究所を訪れた第七班と久々に再会。その後本部でカタスケの助手をするため木ノ葉の本部に異動することとなり、新生第七班のナルト救出後はカワキの治療に関わる。大筒木イッシキとの戦いの後は、木の葉の里に亡命したアマドの助手に自らの意志で志願するが、彼のイッシキとの戦いの時の言動に違和感を感じ、アマドの素性を怪しんでいる。
エイダの木の葉の里来訪後は、カワキを前に緊張する彼女の相談役としてサラダと共にシェアルームに呼ばれるが、サラダ共々エイダに魅了されない事が発覚する。エイダによる「全能」発動後はボルトに起きた事態を大まかにだが悟り、サラダに状況を報告した。
第2部では、3年が経過しても「全能」による影響を受けておらず、サラダと内密に情報を共有している。しかし、ボルトと再会したサラダが彼と思わず抱きついている現場を間近で見て複雑に思っており、その件もあり彼女と仲違いしてしまった。
幼少期は忍としての才能は無かったが、父タヌキのスパルタ指導の元、血の滲むような努力で忍者学校の時点で下忍クラスと評されるほどの力を得た。水遁忍術を主に使用する他、ゴースト事件後は小さくなった鵺と口寄せ契約を結んでいる。
登場はアニメの方が早く、漫画版では忍者学校卒業後、中忍試験は受けておらず、初めから科学忍具班員として登場。
鵺（ぬえ）
声 - 浜添伸也
猿の顔に虎の脚、蛇の尾など伝承上の「鵺」を彷彿とさせる姿をしている。その正体はかつての暗部養成部門「根」が残した遺産であり、当時「根」が極秘に行っていた「柱間細胞の研究」と「人のチャクラを奪う研究」によって生み出された術「牛頭天王」により呼び出される巨大口寄せ獣。通常の口寄せ獣と異なり木ノ葉の里がある世界とは別の「異界」を住処としている。本来は術者を敵国に送り込んで鵺を暴れさせ、最終的には内部に貯め込んだ膨大なチャクラを起爆させる、いわゆる自爆テロに基づいた運用を想定して開発された。
スミレによって秘密裏に育てられ、彼女の指示のままに多くの人々に取りついていたが、共に過ごすうちに彼女を親と思うようになり、ボルトたちが異界から脱出する際には身を挺して彼らを助けた。その後牛頭天王は失われたが、スミレとの契約は維持されており、彼女の左腕に残った術式で繋がっている。サイズは小さくなっているが、スミレの口寄せで呼び出すことができる。
中忍試験後は彼女の修行の成果で虎ほどのサイズまで巨大化することが可能となったが、大きくなる分必要なチャクラ量が増えてしまい、制御も難しくなってしまう。
伊豆野ワサビ（いずの ワサビ）
声 - 山田奈都美
ショートヘアでボーイッシュな少女。尻尾状のアクセサリーを身につけている。一人称は「あたし」。身長150cm。なみだとは忍者学校時代からの親友。男勝りな口調が特徴で、男子と対等に口論することがある程気が強い。両親の伊豆野ダルマ（いずの ダルマ、声 - 武虎）と伊豆野マズマ（いずの マズマ、声 - 村井理沙子）が登場しているが、11話と222話以降とでは容姿が大幅に異なる。
忍者学校時代はクラス最速を誇り、獣の力をその身に宿して肉体を強化する「忍法・猫かぶり」を使った体術を駆使する。また、忍者学校時代から医療忍術の心得もある。
忍者学校卒業後は第十五班（ハナビ班）の下忍として活動しており、チームの中では率先して戦う切り込み隊長的存在。ツバキが第十五班のメンバーとして加入してからは、彼女の言動に振り回されることもしばしばある。また、イワベエともよく口喧嘩をして張り合っている。
ボルトと同時期に参加した2度目の中忍試験では、最終試験まで残り第2回戦でイワベエと対戦。両親や一族の長・アマギ（声 - 愛河里花子）らの期待によるプレッシャーから、大きい夢を持つ彼と試験中に喧嘩になるが、イワベエの言動により立ち直り、彼がチャクラを出し切り戦意喪失したことから中忍に昇格。第十五班の中隊長となった。
雀乃なみだ（すずめの なみだ）
声 - 松本沙羅
茶髪のツインテールが特徴的な少女。右目の下に泣きぼくろがある。一人称は「わたし」。身長141cm。ワサビとは忍者学校時代からの親友で、彼女とは逆に少々気弱で泣き虫な性格。女子に対してはやや甘えん坊な一面を見せるが、男子に対してはやや反抗的で意地っ張りな態度を取る事も。
忍者学校時代は心配性な親から忍以外の道を望まれており、そのことで一時ワサビとの仲が拗れてしまうが、サラダの仲裁のおかげで両親を説得し、無事に忍になることを認められた。忍者学校卒業後は第十五班（ハナビ班）の下忍として活動している。ツバキが第十五班に加入してからは、ツバキとワサビのストッパー的役割をしている。
号泣する際の声は大の大人さえも一発で気絶させてしまうほどの強力な超音波となり、自身の必殺技でもあるが、周囲の人々も巻き込んでしまうという欠点がある。中忍試験後は代わりの技として水遁を練習し、それを応用して超音波を一点に集中させて放つ「涙参上の術」を会得したが、チャクラの消費が激しい。
ボルトと同時期に参加した2度目の中忍試験では、第二次試験の死の森にて猿飛ミライと遭遇し油断してしまい、失格になった。
鉄ツバキ（くろがね ツバキ）
声 - 長妻樹里
「鉄の国」出身の侍である少女。鉄の国の長・ミフネの最後の弟子。太眉で頭の椿型の髪飾りに、濃い茶髪のポニーテールが特徴。一人称は「私」。
廃れゆく侍の未来を憂いたミフネの意向で勉強のため木ノ葉に留学し、忍と侍の相乗効果を期待する木ノ葉上層部の試みによりスミレの後任として第十五班に加入する。性格は真面目な堅物で、弱みを見せることが嫌いな意地っぱりな性格。山奥で育った分都会への関心を秘めており、特に「雷バーガー」のフライドポテトを初めて食べた際感激して以降、彼女の好物になっている。
侍としての自分を誇る一方、十五班加入当時は平和な世の中に迎合する忍を「信念がない」と軽視し、ワサビをはじめとした面々の顰蹙を買うが、「仲間を絶対に見捨てない」というワサビの忍道を聞いて考えを改める。また、班での活動を通して個々の能力の高さよりもチームワークの大切さを学び、彼女なりに仲間と歩み寄ろうと努力している。
ボルトと同時期に参加した中忍試験では、最終試験まで残り試合放棄で棄権になったボルトとミツキの試合の繰り上げでデンキと対戦するが、遠野カタスケの化学忍具を使ったデンキの戦法により敗北した。試験前に「鉄の国」からの帰還の手紙が来ていたが、試験後はワサビとなみだへの思いやデンキに敗北したことにより、予定していた帰国を取り下げ、中忍になる道を決める。ワサビが班の隊長となってからは、任務中に盗賊となったかつての兄弟子・サザンカ（声 - 堀井茶渡）との決闘を通して成長する。
隠居したミフネの愛刀であった「黒澤」を受け継いでおり、戦闘能力は他の同期の下忍たちの中でも抜きん出ている。刀のひと振りで周囲の木々ごと敵を薙ぎ払う実力を有している。ただし、大技を使うとチャクラを使い果たして回復のため眠り込んでしまうため、普段は加減して抜刀を控えている。

#### 第五班（ウドン班）
ウドン・メタル・イワベエ・デンキのフォーマンセル。他の班と違い、全員男性で構成されている。
1度目の中忍試験では第二次試験にて砂隠れのシンキたちの班に敗北したが、2度目の中忍試験ではイワベエとデンキが最終試験に進出している。デンキが中忍に昇格してからは、デンキを隊長としたスリーマンセルで活動している。イワベエとデンキはアニメオリジナルキャラであるため漫画には登場しない。
伊勢ウドン（いせ ウドン）
声 - 野瀬育二、重松朋（少年期）
元エビス班の一員。少年時代のように鼻水を垂らしていないが、鼻を啜る癖は残っている。弟子のメタルたちには先生らしく厳格だが、同期でスリーマンセルを組んでいた木ノ葉丸とモエギの前では現在も交流が続いており、柔軟な態度で接している。
現在でこそ上忍だが、忍者学校時代は落ちこぼれだったことから、同期に遅れをとることを恐れるメタルたちに、自身の体験からアドバイスをしている。
垂らした鼻水を形態変化させ操る術「ハナミズキ」を得意とする。
メタル・リー
声 - 西谷亮
ロック・リーの息子。顔つきも服装も父親によく似ているが、目はつり目で髪もやや短い。忍装束は父や彼の師匠のガイと同じく緑色の修行着。身長150cm（第1部）。父親同様一人称は「僕」で敬語で話し、同期のメンバーたちのことは「君」または「さん」付けで呼ぶ。父のことは「パパ」と呼んでいる。
性格は父譲りで真面目かつ一生懸命で、毎朝登校前に崖登りの修行をするなど努力を惜しまない。しかし他人に注目されると緊張し、大きな失敗をしてしまう悪癖がある。
ゴースト事件では、課外ボランティアで失敗した際にシカダイに言われた一言が原因で落ち込んでいたところを鵺に操られ、翌朝の登校直前にシカダイに襲いかかるが、その後正気に戻った。
忍者学校卒業後は第五班（ウドン班）の下忍として活動している。下忍になってからも緊張癖は治っていないが、父や彼の師匠であるガイらの荒療治によってその悪癖すらも体術に取り入れた変則的な動作を会得し、さらに「八門遁甲」の初歩にも自力で至っている。
ボルトと同時期に参加した2度目の中忍試験では第二次試験にて腹を下してしまい、失格になった。船戸一族の事件の新生第七班との合同任務では、元忍刀七人衆の蛇苺との交流、彼女の間近の死を経験して、一忍として成長する。
結乃イワベエ（ゆいの イワベエ）
声 - 浜添伸也
赤いターバンにボンタンが特徴。一人称は「オレ」。身長167cm。
戦闘技術は高いが、忍者学校時代は座学の成績不良が原因で2度留年しており、「ダブりのイワベエ」と呼ばれていた。そのせいで当初は不貞腐れて授業をサボり、クラスメイトに暴力を振るうなど横暴な行為を繰り返していた。
初対面ではボルトのことを「親の七光り」と軽視していたが、彼との忍者学校での模擬戦を経て改心し、以降ボルトらと友達になる。短気で喧嘩っ早いが素直な性格で、ボルトたち同期の忍たちの兄貴分的な存在。料理が得意という意外な一面がある。
変わり身、隠れ蓑の術など基本的な術を会得している以外に、土遁の術を主に使用し、普段持ち歩いている鉄棒に岩を発出してハンマーのように振りかざす肉弾戦を得意とする。
七代目火影のナルトを尊敬しており、彼のような忍を目指している。一方で祖父が四代目水影・やぐらに殺されたことを父から聞いているため、修学旅行当初は霧隠れの里に対して良い印象を抱いておらず、現在の開発が進んだ里にも「ろくでもない部分を隠している」と批判的な感情を抱いていたが、新忍刀七人衆の事件を経てわだかまりが解け、やぐらの孫であるかぐらとも和解する。デンキとは性格も得意分野も対照的だが馬が合い、忍者学校の授業に真面目に取り組むきっかけを作ったり、定期試験間際には互いの苦手分野解決のために協力していた。ワサビとはよく口喧嘩をして張り合っている。
ボルトと同時期に参加した2度目の中忍試験では、最終試験まで残り、第2回戦でワサビと対戦。一族の期待を背負うワサビの調子の悪さを察し彼女と試験中に喧嘩になり、ワサビの調子を取り戻させるが、本格的に戦う前にチャクラの使い過ぎで戦意喪失となった。
雷門デンキ（かみなりもん デンキ）
声 - 一木千洋
髷で眼鏡をかけた少年。「雷門カンパニー」の社長であるエレキの息子。一人称は「ボク」。身長138cm。
父の「会社を継ぐには勉強だけでなく忍術も学ばなければならない」という意向で忍者学校の忍術科に入ることになったが、本人は気弱ないじめられっ子で、当初は忍になりたいとは思っていなかった。
ボルトの助言で父に反論するも受け入れられず落ち込んでいたところを鵺に操られ、忍者学校の入学式当日にいじめっ子たちを巻き込んで雷車を暴走させる事件を起こすが、居合わせたボルトの説教を受けて正気に戻る。この事件をきっかけにボルトのように強くなることを決め、自分の意思で忍になることを決めた。
入学当初は忍に関する知識はあまりなく、教わっていない内容については携帯しているノートパソコンで補っていた。当初は身体能力も低かったが徐々に改善されており、修学旅行後はイワベエ、メタルとのスリーマンセルでシカダイら猪鹿蝶とも対等に渡り合えるほどの実力を身に着けており、中忍昇格者を決める際には候補として挙げられるまでになった。
普段は柔軟な性格だが、パソコンなど興味を惹かれるものがあったり知識をひけらかすと人が変わり、饒舌になる一面がある。班では暴走しがちなイワベエやメタルのストッパー的存在となっている。
忍者学校卒業後は第五班（ウドン班）の下忍として活動している傍ら、父の会社の営業にも関わっている。ボルトと同時期に参加した2度目の中忍試験では、最終試験まで残り試合放棄で棄権になったボルトとミツキの試合の繰り上げでツバキと対戦。遠野カタスケの試作品の化学忍具を使って参戦し、ツバキを行動を読んで行動し勝利、中忍に昇格し、第五班の中隊長となった。
戦闘能力は他の2人に比べ低めだが、パソコン操作を応用したシステムのハッキング、情報収集、戦況分析に指揮など、後方支援能力に長けている。中忍再試験の際には雷遁忍術を会得しており、科学忍具を駆使した技術能力を遠野カタスケからも一目置かれている。
「週刊少年ジャンプ」の読者応募企画『BORUクラ』で最優秀賞に選ばれたキャラクターが元になっている。

#### 火影・上層部・補佐役
うずまきナルト
声 - 竹内順子
前作の主人公。ボルトとヒマワリの父親。元第七班（カカシ班）の一員で、七代目火影に就任して以降は、山積みの仕事を抱えながら木ノ葉隠れの里を治め、忍界の平和を維持している。
九喇嘛（クラマ）
声 - 玄田哲章
尾獣の一体「九尾」。他の尾獣との仲介役として今もなおナルトの中で共生している。
大筒木イッシキ戦で重粒子（バリオン）モードを使用したことにより命を失うことになり、ナルトに別れを告げるが、第2部にて、小柄ながらヒマワリを人中力として復活した。
波風ミナト（なみかぜ ミナト）
四代目火影。故人。ナルトの父親であり、ボルトの祖父にあたる。ナルトが産まれて間も無く、九尾暴走事件で命を落としている。写真での登場。
猿飛ヒルゼン（さるとび ヒルゼン）
声 - 柴田秀勝
三代目火影。故人。木ノ葉丸とミライの祖父。自来也・綱手・大蛇丸ら「伝説の三忍」の師でもあったが、作中の20年前に発生した木ノ葉崩しにて大蛇丸に殺害される。回想シーンでの登場。
奈良シカマル（なら シカマル）
声 - 森久保祥太郎
シカダイの父親。七代目火影補佐。元第十班（アスマ班）の一員。顎鬚を生やしており、恩師の猿飛アスマ同様、喫煙者になっている（アニメでの彼の遺品であるライターも所有している）。
忙しいナルトを片腕として支える一方、家庭ではシカダイに父として忍として色々な教えを説くが、妻のテマリには頭が上がらない。
カワキのことはナルトの説得には応じたものの、「殻」のスパイだと思い初めから信用しておらず、ナルトがジゲンを追って安否不明となった際には彼を拘束しようとしたが、ボルト達がボロを倒してナルトを救出したことでそれに協力したカワキを里の仲間として認めた。
コードがカワキを連れて行こうとした際はナルトと共に助けに向かったが、モモシキの意識が目覚めたボルトに気を取られた隙にコードに人質に取られてしまう。更に事態は悪化し、カワキによってボルトが殺された際にはカワキを庇おうとするナルトと口論になる。以降はカワキを「目的のためならば手段を選ばない相手」として更に警戒するようになる。ボルトが里に帰ってからはカワキの「楔」が再び目覚めたことでコードを誘き出し追い詰めるが、エイダの加入によって失敗。アマドを連れ去られてしまうがエイダと交渉した事でその直後に仲違いさせることになった。
エイダが木の葉の里に来る事をアマドから知らされるとボルト達の班活動停止を解いた。そしてエイダを制御と監視をするために彼女が好意を寄せており、彼女の能力が効かないとカワキと、同じく能力が効かないボルトでルームシェアをさせる（実際はカワキとボルトも爆弾として危険視しているため、三人まとめて軟禁している）。
第2部では、立場上では『八代目火影』を名乗っている。「全能」による影響を受けている為、サラダの言い分に聞く耳を持とうとしなかったが、アマドの言葉を聞いてからは、ボルトとカワキの立場が入れ替わっている事実に辿り着き、陰ながらボルトをサポートするようになる。
小説『シカマル新伝』では争いを防ぐため、時にはナルトに隠れて部下を動かし、裏工作などの汚れ仕事も行っている様子も描かれている。
はたけカカシ
声 - 井上和彦、鈴村健一（スケア変装時）
六代目火影。元第七班（カカシ班）の担当上忍。ナルトの父・波風ミナトの教え子でもあり、火影をナルトに譲った後も一介の忍として木ノ葉を支えている。時折仮の姿であるジャーナリストのスケアに変装し、若い忍たちの様子を見ている。
綱手（つなで）
声 - 勝生真沙子
五代目火影。「伝説の三忍」の一人にしてサクラの医療忍術の師匠。本作では年齢は70歳を超えているはずだが、容姿は過去と全く変わっていない。
火影を退いてからは諸国を旅しており、里の運営からは遠ざかっている。そのためナルトたちが危険人物である大蛇丸と距離を縮めていることを知らず、打ち明けられた際には激怒し、自身が火影在任時には意見が対立していたご意見番のホムラ・コハルとともに、大蛇丸の危険性を主張した。
ボルトは幼少期に何度も叱られたことから、彼女を苦手としている。
シズネ
声 - 根本圭子
五代目火影・綱手の一番弟子にして元秘書。前作から時が経っているが、目元に小皺がある以外、外見に目立った変化はない。
現在もサクラと共に医療班の中心人物として活動している。
水戸門ホムラ（みとかど ホムラ）、うたたねコハル
声 - 宮田光（ホムラ）、翠準子（コハル）
三代目火影・ヒルゼンの同期。かなりの高齢ながら未だに相談役としての地位に就いている。
ナルトが大蛇丸との間に関係を維持していることは知らされておらず、ミツキが大蛇丸の息子だと明かされた時は、かつてヒルゼンを手にかけた大蛇丸の危険性を主張した。
第2部では、ボルトの尋問に立ち会うが、ミツキの演技によって陰ながら彼を解放させてしまう。その後イッキュウからボルトの抹殺命令を下された。

#### 科学忍具班
遠野カタスケ（とおの カタスケ）
声 - 菊本平
科学忍具班の主任を務める特別上忍。眼鏡をかけたインテリ風の男。普段は白衣を着ている。身長170cm。大人ながら携帯ゲーム好きであり、ゲーム仲間であるボルトのことは火影の息子ということで「若」と呼び、新作ゲームや自作のチートデータを提供していた。
趣味に没頭しながらも仕事には熱心であり、忍に役立つ発明を日々行っている。その過程で開発した忍籠手を中忍試験への導入をナルトに却下された後、ボルトに籠手を渡して試験で使うよう唆し、テスターとして利用した。途中で忍具の使用が明るみに出たところで会場にその性能をアピールしようとするが、直後にモモシキ達の急襲に遭い機会を台無しにされる。その後も懲りずにナルト救出に向かうサスケたちの後を追って部下を伴い異空間に侵入、戦況を読まずに忍術を連発しモモシキを回復させてしまうという失態を犯した。
モモシキの事件の後は降格処分となるが、尋問の結果中忍試験の直前に幻術にかけられていたことが判明したため、処分も軽微なもので済んだ。事件後は情報流出の責任を感じ、名誉挽回のため彼なりに努力しており、自身に幻術をかけた青との戦闘で事情を知ったボルトからも利用したことについては許された。青との戦いでは第七班をサポートし、青を倒すことに成功する。
新生第七班のナルト救出後はスミレと共に里に帰還、カワキの治療に関わり、サイやシカマルの指導の元、カワキに付き添う。
犬塚アキタ（いぬづか アキタ）
声 - 氷上恭子
先端技術研究所の所長。犬塚一族のくノ一で、眼鏡に八重歯が特徴。
茶丸に義足を与えてくれたカタスケに恩義を感じ、彼を慕い助手となった。ミーハーな性格で、彼女的にはカタスケはイケメンと思っている。
茶丸（ちゃまる）
アキタの忍犬。過去に任務で片足を失い、カタスケ作の義足を着けている。
コウスケ
声 - 岡井カツノリ
ラップ型サングラスが特徴。ボルトが中忍試験中、科学忍具を使用している様子をカタスケに報告する。

#### その他の忍
うちはサスケ
声 - 杉山紀彰、東山奈央（幼少期）
サラダの父親。元第七班（カカシ班）の一員でナルトの盟友。ナルトと同じく第四次忍界大戦の英雄ではあるが、火影として中から里を守るナルトに対し、国外で単独行動をとりつつ外から里を守っている。
うちはサクラ / 春野サクラ（はるの サクラ）
声 - 中村千絵
サラダの母親。サスケの妻で、元第七班（カカシ班）の紅一点。上忍。五代目火影・綱手の弟子で、現在は医療班の中心人物として活動している。
奈良テマリ（なら テマリ）
声 - 朴璐美
シカダイの母親。シカマルの妻で、上忍。砂隠れの里出身で五代目風影・我愛羅の姉。普段は夫のことは「アンタ」と呼んでいる。
気の強い性格は相変わらずで、夫と息子を尻に敷いている。かつてはシカマルとの結婚を、風影の姉であるゆえに身分違いだと一部の周囲から反発されたことがある。
一尾護衛任務では、シカダイと共に砂隠れの里に帰還。不穏な空気を感じ取りシカダイと共にボルトと再会し、ボルトに忍道について助言をする。シンキの元に合流して負傷した彼に代わり、駆けつけたボルトやシカダイと共にウラシキの傀儡と交戦。自身も負傷してしまい、テマリの扇子を借りたシカダイの風遁とボルトの連携攻撃で傀儡を倒すも、駆けつけたウラシキによってシカダイと共にチャクラの塊を奪わられて意識を失う。事件後、シカダイと共に里の忍に救出された。
山中サイ（やまなか サイ）
声 - 日野聡
いのじんの父親。元木ノ葉暗部「根」の出身で、元第七班（カカシ班）のメンバー。いのと結婚したことで婿入りし山中姓を名乗っている。現在は警務部の中心人物として活躍している。一番好きな絵は幼いいのじんがプレゼントしたもので、今でも大切に持っている。
「根」が関与していた「ゴースト事件」では事件の調査に当たり、その後の事後処理などに尽力し、スミレの後見人を名乗り出た。ボルトたちの中忍試験では、第一次試験の担当教官を勤めた。
山中いの（やまなか いの）
声 - 柚木涼香
いのじんの母親。サイの妻で、元アスマ班（第十班）の紅一点。上忍。幼馴染で親友のサクラとは今作でも交友が続いている。普段は夫のことは「あなた」と呼び、サイからは「母さん」と呼ばれている。
現在は実家の花屋「やまなか花店」を受け継ぎ営業しており、「殻」の存在が確認されてからは感知部隊の責任者として現場復帰する形で兼業している。気の強い性格は変わらずで、サイといのじんは怒った時の彼女を苦手としている。
第2部では、「全能」による影響を受けているものの、シカマルの指示でボルトとの通信を内密に行なっていた。しかし、いのじんが人神樹の十羅によって命の危機に晒されたこともあり、隠密活動を降りることをシカマルに伝えた。
秋道チョウジ（あきみち チョウジ）
声 - 伊藤健太郎
チョウチョウの父親。元アスマ班（第十班）の一員。チョウチョウの大食漢と体型は彼の遺伝であり、娘を溺愛している。
ロック・リー
声 - 増川洋一
メタルの父親。元第三班（ガイ班）の一員。上忍。息子のメタルからは「パパ」と呼ばれている。
現在も相変わらず青春を謳歌しており、師匠のマイト・ガイと同じく緑色の修行着を他人に勧めている。目上や同年代相手には従来通り敬語だが、若い世代相手には普通の口調で話す。
ボルトたちの中忍試験では、第三次試験の審判を務めた。
テンテン
声 - 田村ゆかり
元第三班（ガイ班）の紅一点。忍との掛け持ちで武器屋を開いているが、客があまり来ないことを嘆いている。
ボルトたちの中忍試験では、第二次試験の担当教官を務めたが、ボルトの科学忍具による不正には気付けなかった。
犬塚キバ（いぬづか キバ）
声 - 鳥海浩輔
元第八班（紅班）の一員。ナルトたち同期の忍との交流は続いている。忍界対戦後出会ったタマキ（声 - 稲瀬葵）との仲も好調だが、時々些細なことで喧嘩をすることも。
現在は警務部に所属する傍らトップブリーダーとしてテレビCMにも出演しているが、忍としての実力は健在。
赤丸（あかまる）
キバの元忍犬。老犬になっている。
朱丸（あけまる）
キバの現在の忍犬。『NARUTO』第一部までの赤丸に瓜二つだが、名前通り身体は朱色。
ヤマト
声 - 小山力也
元木ノ葉暗部「根」の出身で、カカシの後輩。元第七班（カカシ班）の臨時隊長もしていた。
顔の皺が増えているが未だ現役で活動しており、現在は大蛇丸の監視を担当している。
森乃イビキ（もりの イビキ）
声 - 楠大典
特別上忍。現在も現役で木ノ葉暗部の拷問・尋問部隊隊長を務めている。
第四十班の問題では、口寄せ獣の制御が出来ないえんこの暴走を防ぐため、あえて第四十班の解散を言い渡した。モモシキ襲来の事件後のカタスケ、テントウ誘拐事件の後のショジョジの尋問も担当した。
第2部では、木ノ葉丸らと共にボルトの尋問に立ち会い、ナルトを殺した私怨もあり、ボルトを拷問した。
猿飛ミライ（さるとび ミライ）
声 - 合田絵利
アスマと紅の娘。木ノ葉丸とは従妹関係、ヒルゼンにとっては孫にあたる。容姿は母親の紅似。現在は中忍として火影護衛部隊に所属している。忍界大戦後新製されたものではなく、旧木の葉ベストを着用している。
母親直伝の幻術に加え、父が得意とした火遁・風遁系の忍術とチャクラ刀を使用した体術を用いる。
自分が生まれる前に殉職した父や祖父を尊敬しており、任務に出る前には自宅の仏壇に手を合わせている。性格は父アスマに似ておおらかな性格で常識人だが、たまにドジを踏む。火影補佐役で父の教え子であったシカマルを師匠として尊敬しており、面倒くさがりな彼の息子・シカダイには手を焼いているが、その性格がシカマルの遺伝であることには気づいていない。
小説「木ノ葉新伝」では主人公を務め、湯の国への視察に赴くカカシとガイの護衛任務に着く。
風魔コウタロウ（ふうま コウタロウ）
声 - 勝杏里
特別上忍。警務部の隊長。サラダのことを幼い頃からよく知っており、彼女が警務部隊に入隊することを望んでいる様子。
木ノ葉の内部における治安維持の指揮を執っており、ゴースト事件や白夜団事件など、里内での事件の調査・解決にあたる。
ユリト
声 - 河西健吾
小説「シカマル秘伝」より登場するシカマルの部下。忍になったのは第四次忍界大戦の後であり、それ以前の戦乱については未経験。
芥の事件ではコクヨウらがミツキを木ノ葉から連れ出す際にキララによって幻術をかけられ、里に残された彼らの痕跡の抹消を図るが、内通者の存在に気付いたモエギとサクラに捕捉され、逃走中に遭遇したウドンにより幻術を解かれるも、口封じ用に仕掛けられていた起爆粘土の爆発で重傷を負う。回復後は右目に眼帯をつけており忍に復帰している。
ムギノ
声 - 笠間淳、真堂圭（少年期）
木ノ葉丸の同期の忍。ゴーグル型眼鏡が特徴で、漫画とアニメではキャラクターデザインが異なる。
アニメでは人物像が掘り下げられている。元々は他国生まれの戦災孤児で、木ノ葉と敵対する里にヒルゼン暗殺のための刺客として利用されるが、事情を察したヒルゼンに救われ火の国への移民を許可する手形と共に「いつか孫の友達になってほしい」という願いを託された。その後しばらく経ってから木ノ葉に来たが、ヒルゼンは木ノ葉崩しにより戦死した後で、命を救われた恩義に報いるため木ノ葉の忍になった。街の占い師に「友人に命の危機が迫っている」と予言された際、亀を買わされてその後も飼育している。
任務においてはストイックで厳格だが、根はお人好しであり、困っていた見ず知らずの子供に所持金ほぼ全額を寄付してしまう、仲間のピンチに身を挺するなど、過去の境遇ゆえの自己犠牲の精神が染み付いている。
小国で起こる争いごとの調停という長期遠征任務から戻った後、第七班と共に柱間細胞を巡る事件に関わる。谷の国での一件が片付いた後、木ノ葉丸と共に墜落した飛行船の調査の任務を行うが、『殻』と遭遇してしまう。青によって致命傷を負い、土遁の岩石で彼を道連れにしようとするも、致命打には至らず死亡する。
殉職したその後もボルトが亀の餌やりを続けていたが、木ノ葉丸がムギノ家に訪れた際に亀が彼に懐き、木ノ葉丸の元に引き取られている。
ニシ
木ノ葉の忍。太めの体格が特徴。少々鈍臭い。
第二十五班
ボルトたちと忍者学校からの同期で構成されたスリーマンセル。カカシに憧れる竹取ホウキ（たけとり ホウキ、声 - 岡井カツノリ）、縫いぐるみを用いた傀儡使いの黒衣ハコ（くろい ハコ、声 - 稲瀬葵）、力持ちの国防レンガ（こくぼう レンガ、声 - 時永洋）で構成されている。
忍者学校卒業後はチームワークがうまく噛み合わず任務も失敗続きで、担当上忍の負傷に伴う離脱もあって雑用主体のDランク任務に甘んじていたが、見かねたカカシのアドバイスによって、ホウキの記憶力、ハコの洞察力、レンガの防御力を生かしたチームに生まれ変わり、里を騒がせていた爆弾事件解決に貢献する。事件後はカカシの推薦でサイの暗部の指揮下に入り、諜報任務を任されるようになった。
ボルトと同時期に参加した中忍再試験では、ホウキが最終試験にまで残り、いのじんと対戦し勝利して中忍となった。
第四十班
ボルトたちと忍者学校からの同期で構成されたスリーマンセル。鬼熊一族秘術の口寄せ使いの鬼熊えんこ（おにくま えんこ、声 - 宝木久美）、拘束の得意な呉越ドウシュ（ごえつ ドウシュ、声 - 太田一騎→鍛治本大樹）、髪を自在に伸ばす糸井つる（いとい つる、声 - 東内マリ子）で構成されている。
ボルトと同時期に参加した中忍試験では、一次試験の○×問題で問題の意図を理解出来ないまま脱落。2度目の中忍試験では第二次試験にてトラップに引っかかってしまい、失格になった。
中忍試験後しばらくはDランク任務をこなすものの、えんこの口寄せ獣化が暴走によって担当上忍は怪我をし、周囲を怖がらせてしまうことでえんこは孤独心を感じ、チーム解散の危機に発展してしまう。しかし新隊長のイビキや第七班の協力により、ドウシュとつるはえんこを受け入れ、えんこも暴走を克服した。

#### かつての忍
自来也（じらいや）
声 - 大塚芳忠
元「伝説の三忍」の一人。ナルトの名付け親にして師匠。第四次忍界大戦の少し前に戦死している。
ボルトとサスケが過去にタイムスリップした際には、ナルトとの修行の旅に出る前の時代の彼が登場。ウラシキに対抗するべくボルトとナルトの連携攻撃の修行をさせ、ウラシキとの決戦ではサスケと共に2人を援護し勝機を作った。ボルトとサスケの正体に薄々気づいており、彼らを怪しむサクラには「作家としての自分のファン」と誤魔化し、別れの際にはナルトと共に自分から催眠眼の幻術を受け、後の歴史に影響しないよう一連の騒動に関する記憶を消去された。
「殻」の果心居士は彼をクローンとして造られた人間である。
日向ネジ（ひゅうが ネジ）
声 - 遠近孝一
元第三班（ガイ班）の一員。故人。ヒナタの従兄弟で、ボルトやヒマワリにとっては従伯父にあたる。第四次忍界大戦で戦死している。
ボルトとサスケが過去にタイムスリップした際には下忍時代の彼が登場。従甥のボルトと対面し、九尾により暴走したナルトを初めて見たボルトがついナルトを恐れてしまった際、ボルトに対して自身の生い立ちを話して助言を行った。
うちはフガク
声 - 浜田賢二
サスケの父で、サラダにとっては祖父にあたる。故人。サスケが幼い頃、イタチのクーデターにより殺害された。回想シーンでの登場。
うちはイタチ
声 - 寺崎裕香（幼少期）
サスケの兄で、サラダにとっては伯父にあたる。故人。回想シーンでの登場。
奈良シカク（なら シカク）
声 - 家中宏
シカマルの父親で、シカダイにとっては祖父にあたる。故人。第四次忍界大戦で山中いのいちと共に戦死している。
本作ではいのいち共々、忍界大戦時の忍連合での本部での最期の姿が描かれている。
山中いのいち（やまなか いのいち）
声 - 中村大樹
いのの父親で、いのじんにとっては祖父にあたる。故人。第四次忍界大戦で奈良シカクと共に戦死している。
娘のいのが、萩の花の花言葉通りの子に育ったことを喜んでいた。いのは忍として戦死した彼を現在でも尊敬している。
信楽タヌキ（しがらき タヌキ）
声 - 中博史
スミレの父親で抜け忍。元「根」のメンバーで、柱間細胞を利用した兵器開発計画の責任者だった。
ダンゾウに忠実に従っており、彼の死後は「根」の出身ということで周囲から犯罪者扱いを受けたことから、自身が地下に潜伏して研究していた「牛頭天王」による木ノ葉への復讐を目論んでいた。しかし病に伏せりそれが叶わないことを悟り、七代目火影の最も大切にしている里を苦しめるようにと、娘のスミレの背中に牛頭天王の術式を刻み、木ノ葉への復讐を託した。彼の言葉はスミレにとって一種の洗脳のように影響を与えた。その後人知れず死亡し、亡骸はアジトにて白骨化した状態で「ゴースト事件」捜査中のサイに発見された。
猿飛アスマ（さるとび アスマ）
声 - 小杉十郎太
元第十班（アスマ班）の担当上忍。故人。三代目火影・ヒルゼンの息子で、紅の夫。ミライの父親で、木ノ葉丸にとっては叔父に当たる。十数年前に「暁」によって殺害された。
ボルトとサスケが過去にタイムスリップした際には、生前の彼が登場している。
志村ダンゾウ（しむら ダンゾウ）
木ノ葉隠れの暗部組織「根」の設立者で統括者。故人。16年前に一度六代目火影候補となるが、五影会談襲撃事件の際にサスケに殺害された。
後に暗部出身であった信楽タヌキの娘・筧スミレによって「牛頭天王」の事件を引き起こしている。

#### 忍者学校
今作では忍術を学ぶ「忍術科」の他に「普通科」も存在している。忍術科は卒業後は普通科の中等部への進学・就職・下忍の3つの進路選択がある。卒業試験では、一度は窮地に追い込まれるが、ボルトの作戦により、最後は全員で結界封印術で試験官のカカシを捕らえ、無事に全員が合格した。
油女シノ（あぶらめ シノ）
声 - 川田紳司
忍者学校の教師で、ボルトたちのクラスの担任。中忍。元第八班（紅班）の一員。教職に対する熱意はあるが、話を最後まで聞いてもらえない、生徒全員に授業をサボられるなど少年時代からの不遇な扱いは変わらず、そのことに悩んでいる。
ゴースト事件ではミツキの歓迎会で引き起こした大失敗が原因で激しく落ち込んだ結果鵺に操られ、翌日課外学習の名目で呼び出したボルト、ミツキ、シカダイに襲い掛かるが、3人の奮戦により正気に戻った。その後悔から教師を辞めようとするも、ボルトたちから引き留められ撤回、彼らから聞いた一連の事件についてナルトに報告し、一方で独自に事件を追うボルトたちを教師としてできる範囲でサポートした。事件後は身の振りに悩むスミレにアドバイスを寄せるなど、自身も教師として成長した。
酔うと体内に飼っている虫をチャクラで制御できなくなるため、普段は酒を飲まない。
うみのイルカ
声 - 関俊彦
ナルトの恩師。現在では忍者学校の校長を務めている。ボルトたちに話を聞いてもらえず悩んでいる新米教師のシノを心配している。
みたらしアンコ
声 - 本田貴子
特別上忍。かつての大蛇丸の弟子のひとり。大の甘党であるためか大戦時に比べ大分ふくよかな体型になっている。ボルトたちの忍者学校の卒業試験の試験官も務めた。
隠蓑マギレ（かくれみの マギレ）
声 - 山下大輝
忍者学校でボルトたちの隣のクラスの生徒。長い髪で色白の肌をしている。
スミレに好意を持っており、彼女へのストーカー行為を繰り返していた（チョウチョウからは自分に好意があるのだと勘違いされた）。チョウチョウに促されてスミレに告白するも振られ、鵺に操られてスミレへのストーカー行為をエスカレートさせるも、チョウチョウの論点がややズレた説教により正気に戻った。
華々ハナ（かか ハナ）
声 - 中原麻衣
忍者学校の新人教師で、ヒマワリたちのクラスの担任。新米教師の為、クラスで起こる問題に苦労している。風遁忍術の使い手。
その正体は、雪村カエを狙う暗殺者。二重人格者であり、過去の出来事から争いを嫌う本来の人格に代わり、冷酷な別の人格を生み出した。人格が変わると、髪の色が赤色に変化し、風遁に加えて火遁も使用可能になる。その人格によって本来の人格を封じ込められ、学園祭でカエの爆殺を図るも阻止され、爆破事件での負傷を装って木ノ葉病院に潜入して再度暗殺を試みるもこれも失敗。最後の手段として無人島でのキャンプの計画を実行するが、カワキとの戦闘でチャクラが消耗したところに生徒たちの呼びかけを受けて本来の人格を取り戻した。別人格による犯行だった事やカエの嘆願もあって免罪となり、サイからは別人格の消去を提案されるが、もう一つの人格と対話したいとこれを拒否した。
雪割カエ（ゆきわり カエ）
声 - 水瀬いのり
火の国の同盟国である竹の国の姫。銀色のサイドテールの髪型が特徴。
忍者学校でヒマワリのクラスに特別留学生として留学し、裏で命を狙われている。
表向きは王族らしく淑やかに振舞ってはいるが、本来は明朗闊達で好奇心旺盛な性格。帰国後は王族という立場から人生を束縛される運命にあるため、作中での留学を、自身の人生で最後となる自由な日々として満喫することを望んでいる。
任務の依頼人である父の配慮により、命が狙われていることや護衛を付けられていることは知らずにいたが、学園祭の劇に爆破予告をされたことで、カワキが護衛任務を担当していた正式な忍であることを知る。事件後は、竹の国へと帰還した。
鎌倉オスカ（かまくら オスカ）
声 - 日高里菜
忍者学校でヒマワリのクラスの生徒。ボリュームのあるピンク色の髪が特徴。
父は人気俳優の鎌倉ゴンゴロウ、母は女優の鎌倉ヒバリ（かまくら ヒバリ、声 - 津田美波）、で、自身も天才子役。目立ちたがり屋で、皆の注目を集めているカエに嫉妬している。同じくクラスメイトの少女浅草ネオン（あさくさ ネオン、声 - 石見舞菜香）とは、親繋がりの幼馴染であり、いつも一緒にいる。人柄に寄らず、サバイバル能力に更けている。
母親のヒバリに構って貰えないことに悩んでいたが、ヒマワリと共に誘拐事件に巻き込まれた際に、ヒバリと和解し、以来性格も素直になる。また、この事件をきっかけにカワキが正式な忍であることにも気づいた。
風魔エイキ（ふうま エイキ）
声 - 吉永拓斗
忍者学校でヒマワリのクラスの生徒。
風魔一族出身で、木ノ葉警備隊所属の父がいる。自分の育ちを鼻にかける少し嫌味な性格。カエに好意を持っており、度々彼女にアピールするが空回りしている。
カワキの素性を怪しんでおり、学園祭をきっかけに正体を暴こうとするが、カワキへの誤解も解けた。

#### 木ノ葉隠れ（火の国）の人々
うずまきヒマワリ
声 - 早見沙織
ナルトとヒナタの娘で、ボルトの妹。愛称は「ヒマ」。瞳の色と顔は兄と同じく父親似（頬の線は2本）であるが、髪の色と顔の輪郭は母親に似ている。髪型は第1部ではショートヘア、第2部ではロングヘアー。一人称は「私」。身長138cm（第1部）。ボルトのことは「お兄ちゃん」、ナルトのことは幼少期は「お父ちゃん」現在は「パパ」又は「お父さん」、ヒナタのことは「ママ」又は「お母さん」と呼んでいる。
ナルトの七代目火影就任式の当日、母方の日向一族の血継限界「白眼」を開眼する。その後は感情の昂ぶりにより何度か力を発揮した後、自らの意志で扱えるようになっている。ボルトと共に時々日向宗家で柔拳の稽古をしていることもあり、忍として基礎的な技術は身についているが、「なりたい仕事がたくさんある」という理由で他の仕事にも興味を示しており、将来については保留にしている。
「白眼」を開眼している紛うことなき天才児だが、イッシキをも超えるデイモンによると謎の迫力があるとのこと。
明るく温厚で心優しい性格であり、ナルトが七代目火影に就任してからはボルトとは違い多忙な仕事でなかなか家にいられないナルトの事情に理解を示している。料理や絵を描くことが得意で、絵画コンクールで優秀賞を取ったこともあり、スランプに陥っていたいのじんにアドバイスをしたこともある。家に居候することになったカワキのことも受け入れている。
イッシキ戦後、中忍再試験後は、忍者学校に正式に入学。忍者学校に潜入任務することになったカワキと共にアカデミーに通い、彼の任務内容に気づいて協力することになる。任務の黒幕である華々ハナとのカワキの戦闘を白眼や点穴でサポートした。また、この件をきっかけに、カワキのことを呼び捨てで呼ぶようになった（アニメではカワキの居候当初は「くん」付け、漫画では初めから呼び捨てで呼んでいる）。
第2部では、「全能」による記憶拡散の影響を受けてはいるが、『殻』のデルタの攻撃から庇って助けてもらった時のボルト（カワキ）のイメージと結びつかないと違和感を持って彼のことを心配しており、彼の力になる為に猪鹿蝶に稽古つけてもらっている。カワキのことは「お兄ちゃん」と呼んでいるが、彼からは呼び方を否定されている。また、両親は生きていると、何かを感じとっている。十羅曰く、「ナルトに等しい尾獣のチャクラを持っている」。
実はイッシキ戦後、ナルトの中で命を落とした九喇嘛が、転生して人中力としてヒマワリの中に宿っていた。九喇嘛曰く、うずまきと日向の血で脅威の早さの転生で『歴代のどの人中力よりも相性がいい』らしい。十羅との戦闘に、九喇嘛と意思表示することに成功し、十羅との戦闘で善戦し蘇生術でいのじんの命を救った。以後は医療忍者のサクラをも賞賛するほどの治癒能力を身につけている。
『NARUTO』最終話ではヒナタと共にネジの墓参りに行き、彼の墓に自身と同じ名前の花であるヒマワリを添えている。
うずまきヒナタ / 日向ヒナタ（ひゅうが ヒナタ）
声 - 水樹奈々
ナルトの妻で、ボルトとヒマワリの母親。血継限界「白眼」を持つ日向一族宗家の出身。元第八班（紅班）の紅一点で、現在は中忍として忍の籍こそ残しているが主婦業に専念している。料理が得意な一方、家族の前では見せないが実は大食いが出来、ナルト行きつけのラーメン店「一楽」では46杯の最高記録を持っており、チョウチョウからは「伝説の大食い女王」と呼ばれている。
普段は温厚な性格だが、本気で怒ると白眼で容赦なく相手を威圧し、このときはボルトだけでなくナルトさえも彼女を恐れ逆らえなくなる。普段は夫のことは「あなた」又は「主人」と呼ぶが、子ども達の前では「お父さん」と呼んでいる。またナルトと2人の時や同期の忍に対しては「ナルト君」とも呼んでいる。ナルトとすれ違うようになったボルトの現状を憂いているが、家庭の無い孤独な環境を生きてきたナルトと違い父が居てくれることの大切さや幸福を諭している。
大筒木との戦いにボルトが関わっていくことで、彼がいなくなってしまうのではないかと不安を覚えるようになる。そしてカワキからもう一度ボルトを殺すことを伝えられ、彼に平手打ちをして涙を流しながら怒るも、ナルトと共に封印される。
第2部では、3年の月日が流れた今でも、カワキによってナルトと共に、異空間に封印されている。
日向ヒアシ（ひゅうが ヒアシ）
声 - 津田英三
ボルトとヒマワリの祖父。ヒナタの父親で、ナルトにとっては義父にあたる。ボルトからは「じいちゃん」、ナルトからは「お義父さん」と呼ばれている。ため口が多いナルトも彼の前では畏まった言動で接している。
顔にシワが刻まれ髪は白髪交じりになっているが、日向宗家としての威厳は健在。ただし、一個人としては家族を想う好々爺であり、特に孫のボルトとヒマワリを溺愛している。壮年期は双子の弟ヒザシを自分のせいで死なせてしまった負い目から厳格に振舞っていたが、中忍試験で少年時代のナルトがネジに打ち勝ち、宗家と分家の和解のきっかけをもたらしてくれたことで娘や甥との蟠りが解けた。そのきっかけを作ってくれたナルトには深い感謝の意を述べている。ボルトからはあまりの溺愛ぶりから苦手意識を持たれてはいるが、内心は慕われている。
秋道カルイ（あきみち カルイ）
声 - 小松由佳
チョウチョウの母親。チョウジの妻で、雲隠れの里出身。キラービーの元弟子。雷遁の使い手。
普段は夫のことは「アンタ」と呼び、チョウジからは「ママ」と呼ばれている。夫と娘の度を越えた食欲にうんざりしている。
雷門エレキ（かみなりもん エレキ）
声 - 宮本淳
デンキの父親。「雷門カンパニー」の社長で、かつて第四次忍界大戦では忍として功績を挙げた。
忍者学校入学以前のデンキのことはおどおどした態度から忍びとして心身鍛えるようにと叱っていたが、後の雷車暴走事件の真相を知った際にはボルトに感謝した。デンキが下忍として成長してからは、嬉しさから笑みを浮かべている。
ボルトとサスケが過去にタイムスリップした際に当時の彼とすれ違っており、ボルトの何気ないつぶやきから雷車のアイデアを得た。そのため、地位を得てからもアイデア探しのため時々里を散歩している。
マイト・ガイ
声 - 江原正士
元第三班（ガイ班）の担当上忍。第四次忍界大戦で右足に重傷を負い車椅子生活となったが、リー同様現在でも青春を謳歌している。
現在はリハビリを兼ねて忍者学校で体術指導を行っており、片足ながら現役の忍を圧倒するなど実力は健在で、リーの息子のメタルにもアドバイスをしている。なお、他人の名前を覚えられない癖は悪化しており、忍界大戦で死闘を繰り広げたうちはマダラの名を忘れている。
猿飛紅（さるとび くれない）
声 - 落合るみ
ミライの母親。元第八班（紅班）の担当上忍のくノ一。現在は隠居しており、時折かつての教え子であるシノたちの相談に乗っている。
アヤメ
声 - 細野雅世
ラーメン屋「一楽」の先代店主・テウチの娘。現在は父から店を受け継ぎ、常連であるナルトのネームバリューを利用する形で客を増やし、二代目店主として店を大型店舗に成長させている。
薬師カブト（やくし カブト）
声 - 神奈延年
大蛇丸の元部下にして第四次忍界大戦を引き起こした張本人の1人。戦後は改心し孤児院の院長を務めている。ナルトの頼みでクローンのうちはシンを引き取った。
景政（カゲマサ）
声 - 石井一貴
人気映画「魔眼忍伝カゲマサ」の主人公で、元忍者である鎌倉ゴンゴロウ（かまくら ゴンゴロウ）がスタントを含め演じている。
過食による激太りで次回作の撮影が延期になっており、ダイエットを強制する周囲への反発心を突かれて「ゴースト事件」に巻き込まれる。太っていた際にも動きは機敏で、ボルトを追い詰めたが、駆けつけたサラダとのコンビネーションに敗れる。「ゴースト事件」後はダイエットに成功し、元のスリムな体型に戻っている。
観音寺スイカ（かんのんじ スイカ）
声 - 東内マリ子
木ノ葉隠れの里の任務受付嬢で、下忍クラスを担当。
トマル
声 - 榎木淳弥
木ノ葉で放送される人気ドラマに出演するイケメン俳優。アシナと共に何者かに殺害予告を出されたため、マネージャーからの依頼で第七班と第十班が護衛に付くことになる。表向きは爽やかな好青年だが、実際は好みの外見の女性を見境なく口説き弄ぶ女たらしであり、ドラマも彼の顔でもっているため高い影響力を持つ。
護衛に付くチョウチョウ（蝶モード使用時）を甘い言葉でからかうが、通常時の彼女に正体を知らぬまま心無い言葉をかけて失望させる。その後アシナが起こした事件で危機に陥ったところをチョウチョウに助けられるが、失恋を吹っ切った彼女に振られた。
アシナ
声 - 安済知佳
人気ドラマに出演する美人女優。スタッフやマネージャーに対する人使いが荒く態度も良いとは言い難いが、それは女優の仕事に真剣に取り組んでいることの現れであり、不真面目なトマルを嫌っている。
トマルの意向でドラマ降板が決まっており、その怒りから狂言の事件を起こして注目を浴び再起を図ろうとするが、木ノ葉丸の作戦によって真相を暴かれ、警務部隊に拘束された。
まどかイッキュウ
声 - 志村知幸
火の国の現大名。木ノ葉隠れへの信頼は厚く、護衛をはじめとした任務をたびたび依頼している。ナルトとも年頃の息子を持つ親同士気が合い、対等の付き合いをしている。
当初は仕事の忙しさからテントウにかまってやれず、誕生日プレゼントも息子の欲しいものが分からずにブラックカードを送っていた。事件解決後はテントウとの関係も改善された様子。
小説『シカマル新伝 舞い散る花を憂う雲』では里同士の戦争を防ぐために奮闘するシカマルらに心動かされ、テントウをボルトに助けて貰った恩もあり、彼らに協力する。
まどかテントウ
声 - 田所あずさ
イッキュウの息子。子供ながらもブラックカード（イッキュウからの誕生日プレゼントだが、本人は普通のプレゼントを望んでいた模様）を所有していたり、ボルトの「おいろけの術」に対して全く動じないなど、生意気でませた性格。ゲマキが好きで大会の決勝に出るほどの腕前を持つ。
裕福な暮らしを送っているものの、仕事ばかりの父に構ってもらえないことに寂しさを感じており、その心情に自分を重ね合わせたボルトと友人になった。
忍者を信用し仕事を任せる父を振り向かせるため、護衛任務を命じられたボルトに教えを請い手裏剣術を教わる。任務終了日の夜にショジョジに誘拐されるが、助けに来たボルトとの連携でショジョジを倒した。
ヤマオカ
声 - 樫井笙人
テントウの執事である老人。
漫画では作中で登場したヤマオカはショジョジの術による変身であり、実際のヤマオカは既に彼によって消されていた。アニメではイッキュウらと共に本人が木ノ葉に訪れたが、滞在中にショジョジに殺害され、姿を奪われてしまう。
海苔巻エホウ（のりまき エホウ）
声 - 白石涼子
忍を目指している少年。黒いマフラーが特徴。負けず嫌いな性格で、祖父に修行をつけてもらっている為、身体能力は高い。
ヒマワリと一緒に忍者学校の1日体験を受講し、当初は彼女がただ興味本位で体験入学に参加したことを知ると辛く当たるが、ヒマワリやユイナと共にチームワークを学び、ヒマワリと和解した。その後はヒマワリと友達になり、忍になる為の特訓を共にしている。
イッシキ戦後、中忍再試験後は、ヒマワリらと共に忍者学校に正式に入学。
「週刊少年ジャンプ」の読者応募企画『BORUクラ』で最優秀賞に選ばれたキャラクターが元になっている。
糸巻ユイナ（いとまき ユイナ）
声 - 菊池こころ
忍を目指している少女。バイオレット色の輪っかにした髪が特徴。大人しい性格だが、動物のことには詳しい。
ヒマワリと一緒に忍者学校の1日体験入学を受講した。その後はヒマワリと友達になり、忍になる為の特訓を共にしている。
イッシキ戦後、中忍再試験後は、ヒマワリらと共に忍者学校に正式に入学。
「週刊少年ジャンプ」の読者応募企画『BORUクラ』で最優秀賞に選ばれたキャラクターが元になっている。

### 砂隠れの里（風の国）
我愛羅（があら）
声 - 石田彰
五代目風影。シンキの義父で、シカダイにとっては叔父にあたる。衣装は前作の短ラン風から長ラン風になり、七三分けになっている。
中忍試験編では、雷車で木ノ葉に向かう途中でウラシキからの襲撃を受ける。中忍試験の最中にウラシキが現れた際は長十郎と共に迎え撃つが、逃げられてしまう。モモシキとの戦いでは他の五影と共闘した。
一尾護衛任務では、サスケと共に守鶴を狙うウラシキと交戦。ウラシキとの戦闘で負傷し、ボルトとシンキに木ノ葉の里のナルトの元で守鶴を匿うように命じる。
第2部では、ボルトと果心居士の痕跡を追って砂隠れの里に襲来した祭相手に、シンキたちを拘束して一人で立ち向かい戦うも、瀕死の重傷を負う。シンキたちを逃そうとするが、彼の術によって封印される。
守鶴（しゅかく）
声 - 岩崎ひろし
尾獣の一体「一尾」。第四次忍界大戦で自由の身となり独りで過ごしているが、かつての人柱力であった我愛羅とは「友」としての関係を続けている。
中忍試験の際には牛鬼がモモシキに敗れ反応が途絶えたことを感じ取り、我愛羅に警告を発している。
その後、ウラシキに狙われるようになったことから、チャクラ感知を防止するため自ら茶釜に封印され、木ノ葉隠れに匿われることになる。
カンクロウ
声 - 加瀬康之
風影補佐。我愛羅の兄で、シンキやシカダイにとっては叔父にあたる。傀儡の使い手。
シンキからは「叔父上」「カンクロウ叔父さん」と呼ばれており、風影の補佐として我愛羅を支える彼のことを、口には出されないものの慕われている。口下手な我愛羅に代わって彼の意思を代弁したりと、シンキの合理的に物事を考える偏りのある見方を理解しながらも支えている。
一尾護衛任務では、守鶴をナルトの元で匿うため、ボルトやシンキと共に木ノ葉隠れを目指す。途中で追跡してきたウラシキの傀儡からボルトとシンキを逃すため殿を務め、負傷しながらもこれを成し遂げた。
第2部では、シンキが神樹に取り込まれた上に、我愛羅が危機的状況にあることをシカマルに報告する。
シンキ
声 - 上村祐翔
我愛羅の義理の息子。ヨド・アラヤと共にスリーマンセルを組む下忍。我愛羅のことを「義父上」と呼び、幼い頃に力を持て余した孤児の自分を養子として受け入れてくれたことを深く感謝している。
我愛羅が治める砂隠れこそが五里の中で最も強いと考えており、その証明のため自らの強さを誇示している。口数が少なく冷静沈着な性格で、物事を合理的な考えしか浮かばず時に冷淡とも捉えられる厳しい口調で誤解されがちだが、根は我愛羅たちのことを強く慕っている。
血継限界である強力な磁遁の使い手で、普段は忍装束の上にコート状に形成した砂鉄を纏い、戦闘時はこの砂鉄を翼や拳、棘状に変形させ自在に操る。また、我愛羅と同じく第三の目を使用しており、カンクロウ直伝の髑髏の傀儡を使った封印術も会得している。
ボルトと同時期に中忍試験に参加し、第二次試験ではメタルらを軽く破り、第三次試験の1回戦ではチョウチョウと対戦し傷一つ負わず勝利した。準決勝では目をつけていたミツキと対戦し、彼に本気を出させようとするも、仙人モードの使用を踏みとどまり降参したため不本意な形で決勝に進んだ。決勝戦のバトルロイヤルではサラダと組んだボルトと戦い、サラダを戦闘不能にするも、ボルトが忍籠手で発動した紫電で砂鉄のガードごと吹き飛ばされた。その後乱入してきたモモシキとの戦闘に介入しようとしたが我愛羅に制止され、後に五影と共にモモシキを退けたボルトに対抗意識を抱くようになる。
一尾護衛任務では中忍試験以来にボルトと再会。守鶴をナルトの元で匿うため、我愛羅に命じられ不本意ながらもボルトと共に木ノ葉隠れの里を目指す。考え方の違いもありボルトとそりが合わず、彼の任務より仲間を優先に行動する考えを「甘すぎる」と否定している。しかし彼と交流する内に次第に心動かされ、守鶴を木ノ葉に託すと単身ボルトの元に駆けつけ、共闘してウラシキと交戦。事件後も自分の考えを改めることは無かったが、ボルトとの信頼関係は多少深まった。
『殻』の活動が本格化してからは、木ノ葉の第十班と共に合同任務中にディーパと遭遇し、合戦した。
ボルトの2度目の中忍試験で最終試験のトーナメント戦を観戦に来た際には、既に中忍に昇格している。
第2部では、ボルトと果心居士の痕跡を追って砂隠れの里に襲来した祭相手に、我愛羅がシンキたちを拘束して一人で立ち向かい瀕死の重傷を負う。我愛羅に逃げることを指示されるもそれを拒否して彼を術で封印し、神樹に取り込まれてしまった。
ヨド
声 - いなせあおい
シンキ・アラヤと共にスリーマンセルを組む下忍のくノ一。フードを被ってイヤホンで音楽を聴いていることが多いが、これは鋭敏な聴覚を封印するため。長い髪を振り下ろす高周波で攻撃する。
口数は多くなく、勝気でクールな性格だが、シンキやアラヤとの絆は強い。シンキに対してチームメイト以上の想いを馳せているが、アラヤから想いを寄せられていることに気づいていない。
ボルトと同時期に中忍試験に参加し、第三次試験の1回戦でシカダイと対戦する。攻撃動作を音で見切って回避し攻勢に出るが、余分な音が混在すると反応が遅れる弱点を突かれ、影縛りを喰らいギブアップした。
一尾護衛任務では中忍試験以来にボルトと再会。カンクロウの指示で、負傷した我愛羅の護衛を命じられる。中忍試験で自分に勝利したシカダイの高い分析能力を評価するようになっている。
ボルトの2度目の中忍試験で最終試験のトーナメント戦を観戦に来た際には、既に中忍に昇格している。
第2部では、任務の為に砂隠れの里を訪れた木ノ葉丸班をアラヤと共に招き、合同任務を行う。同じくボルトの追跡で砂隠れの里を捜索していた粒と接種し、棘魂を出させることに成功する。しかし、目的を見透かされており、棘魂を回収しようと感情が抑えられず、粒に殺意を見破られて戦闘になる。粒の磁遁に対抗できず、粒によって致命傷を負い、命を落とすが、サラダが「万華鏡写輪眼」を開眼するきっかけを作る。
アラヤ
声 - 井木順二
シンキ・ヨドと共にスリーマンセルを組む下忍。仮面が特徴。武器は刀で、納刀状態では棒術も使う。傀儡使いでもあり、高精度の操作能力を持つ。
ヨドにチームメイト以上の密かな想いを寄せているが、等のヨドはシンキに片想いしている。アニメ第1部では「~ッス」が口癖で、他人に注目されることが苦手な性格。
ボルトと同時期に中忍試験に参加し、第三次試験まで進み、自分そっくりに偽装した傀儡を身代わりにして、自身は観客席の上に潜んで傀儡を操っていた。1回戦でいのじんを倒し、準決勝ではサラダと対戦し写輪眼の特性を分析して追い詰めるも、自分も戦法と居場所を見抜かれてしまい、火遁で傀儡を吹き飛ばされ戦意喪失した。
一尾護衛任務では中忍試験以来にボルトと再会。カンクロウの指示で、ヨドと共に負傷した我愛羅の護衛を命じられる。
ボルトの2度目の中忍試験で最終試験のトーナメント戦を観戦に来た際には、既に中忍に昇格している。
第2部では、顎髭が生えてアイマスクを着用している。任務の為に砂隠れの里を訪れた木ノ葉丸班をヨドと共に招き、合同任務を行う。同じく砂の里にボルトを探していた粒と出会い、接種するが、目的を見透かされ、戦闘になる。任務前に磁遁を纏わせた刀で、サラダらを救うが、ヨドを殺害されてしまう。

### 霧隠れの里（水の国）
長十郎（ちょうじゅうろう）
声 - 宮田幸季
六代目水影。眼鏡をかけており顎髭を生やしている。穏やかで丁寧な物腰だが、前作のような気弱な部分は見せていない。忍刀七人衆の一人で双刀・ヒラメカレイの使い手で、「霧隠れ最強の人斬り」と称されている。水影就任後は工業化を進め、「血霧の里」時代からの脱却を進めている。
既にヒラメカレイは手放しているが実力は健在で、修学旅行編では武器の破損や負傷のハンデを負いながらも忍刀の使い手3人を破っている。モモシキとの戦いでは再びヒラメカレイを手に取り、他の五影と共闘した。
舟戸との戦いではボルト達に協力しようとするかぐらに再度ヒラメカレイを渡した後、自身も戦場の最前線に向かい指揮をとった。その後焦りから勝手な行動を取ったテンマと戦い勝利した。それによって舟戸が一度引いた後、これ以上の戦いは不毛だと考えたイサリと和睦を結びかけるも、アラウミの策謀によってイサリが暴走した武器に殺害されたことで失敗する（事情を知らなかったため長十郎に不意打ちをしようとしたと勘違いしている）。そして舟戸を迎え撃とうとするもそこに駆けつけたボルト達から戦争を止めるように頼まれる。今までの舟戸の行いと信頼していたかぐらを殺されたことから一度は断るも、最終的にはかつてかぐらを助け出したボルトを信じて説得の時間を渡す。その後ボルトが自身の首を渡そうとした時はそれを甘さだと述べたが、最後には無事に戦争を終わらせたボルトを称賛した。その後は大名から舟戸に厳罰を下すように言われるもイカダを許した。
桶柑（タンカン）
声 - 胡麻鶴彩　　　　　　　　　　　
六代目水影補佐のくノ一。背が高く細身の女性で、マスクを着けている。長十郎以外には男勝りな口調で話す。
劇場版ではミスノという名前だった。漫画版では名前が言及されず、アニメでも舟戸との抗争以前は同様で台詞も無かった。
照美メイ（てるみー メイ）
声 - 日野由利加
五代目水影。第四次忍界対戦の頃と比べて少し老けている。
水の国の大名が火の国、波の国、海の国、水の国間で締結されようとしている平和条約に反対し、周囲の国に対して覇権争いを行うことを懸念している。
枸橘かぐら（からたち かぐら）
声 - 河本啓佑
霧隠れの中忍。左目の下に赤紫色の刀の形をしたアザを持つ。年齢はボルトたちとさほど変わらないが、水影の側近を務めるほどの実力者。身長168cm。
四代目水影・やぐらの孫であり、その出自のため幼いころから肩身の狭い思いをしてきた。幼少時は里の人からきみ悪がられたために、近くの村で一人で過ごしており、自分のことを恐れない村の人々に心を救われた。また、刀を握ると人が変わり、過去に忍者学校での訓練中に同期に斬りかかり、止めようとした屍澄真に怪我を負わせてしまった。このトラウマと出自から「呪われた血を引く人斬り」と自分を卑下しているため、真剣を使うことに拒否感を抱き、以前から推薦されている忍刀七人衆への選定も保留にしている。
修学旅行で霧隠れに滞在するボルトたちの引率役となり、彼らとの交流で境遇を乗り越えヒラメカレイの継承を決断するが、過去の弱みと血の呪縛から屍澄真の誘いに従わざるを得ず、やむなくクーデターに加担する。しかし、屍澄真の本性を知ったことで彼に失望、ボルトの説教もあって過去に決着をつけ、暴走する屍澄真をボルトと共に打ち破った。事件後は刃を向けてしまったことへの後ろめたさからボルトに顔向けできず、木ノ葉に帰る彼らをひっそりと見送ったが、後日手紙を送っている。
ボルトと再会した時は水影直属の特命参事に出世していたが、かつてボルトに助けられた時の経験から自らの意志で刑務所の所長に就任した。侵入して来た舟戸の一派とボルトと共に交戦するも一蹴され、舟戸の部下に襲われたデンキ達を助けに向かうボルト達に協力する。その際に長十郎からヒラメカレイを渡され、部下として文淡達を一時的に釈放した。デンキ達の救出に成功するも、舟戸との戦いに巻き込まれて船が壊れ、一時的に近くの島で船を修理していたが、舟戸の別働隊と交戦。ボルトとの連携で別働隊のリーダーである青煉を倒す。その後別働隊が水の国に攻めようとしてるのを知り自身の故郷である村を守るためにも向かうが、そこで復讐心に燃えるフナムシに胸を貫かれてしまい、ボルト達に村の事を託して死亡した。
蜂谷釣糸（はちや つるし）
声 - 高橋伸也
霧隠れの下忍で、かぐらとは同期。金髪のロングヘアで額当てをカチューシャの代わりにしたヤンキーのような風貌をしている。身長170cm。平和な世の中に鬱屈していたところを屍澄真に唆されて彼の手下になっていたが、その危険な思想までは知らなかった。
ボルトたちに絡んだ際に返り討ちにあったことへの逆恨みでデンキを拉致するも、助けに来たボルトたちに叩きのめされる。更にそのことが原因で屍澄真の制裁を受けるが、彼の元から逃げたところで出会ったサラダの治療を受け改心し、ボルトらに屍澄真の企みを伝えた。
撰歌三兄弟（せんかさんきょうだい）
声 - 奥村翔
霧隠れの下忍で高波（たかなみ）・細波（さざなみ）・巻波（まきなみ）の三つ子の兄弟。髪型がそれぞれ違う。3人同時に影分身を発動し、本体を含めた9人がかりでの物量戦を得意としている。
ボルトと同時期に中忍試験に参加し、二次試験のスリーマンセル同士による旗取りでボルトたち第七班と対戦する。全員で攻勢に出てボルトを集中攻撃するも、忍籠手による水遁と雷遁で返り討ちに遭い、幻術で偽装していた旗もサラダの写輪眼で見切られ敗北した。
劇場版にも登場しているが、名前はアニメ版で判明した。

#### 新・忍刀七人衆
干柿屍澄真が自らの野望のために集めた5人とかぐらを味方に引き入れて結成した集団。個々の実力はそれなりに高いが、大きな戦いの経験がないため練度が低く、水月曰く「ただのチンピラ」。一連の騒動の後、かぐら以外の六人は秘密裏に拘束され更生プログラムを受けることになり、クーデター計画も長十郎の判断により隠蔽されることになった。
干柿屍澄真（ほしがき シズマ）
声 - 木村良平
新・忍刀七人衆のリーダー。かぐらの忍者学校時代からの先輩で、クーデターの首謀者。大刀・鮫肌と水遁忍術を使う。年齢は18歳だが顔つきが大人びているため、ボルトからは当初「オッサン」呼ばわりされた。暁の干柿鬼鮫と同じ一族の生まれで、鬼鮫同様のエラのようなものが頬にある。また、胸にはかつて乱心したかぐらに負わされた刀傷がある。身長172cm。
忍としての実力は高く多くの若者を従えるなど人心掌握にも長ける一方、戦後の里の体制には反抗的で「血霧の里」時代への回帰を目論んでおり、以前から水の国の大名家の後ろ盾を得てクーデターを画策していた。かぐらがヒラメカレイを継承することを知ると、彼の弱みに付け込んで味方に引き入れ、保管庫から強奪した忍刀を携え仲間と共に行動を始動する。新七人衆を従えるための大義名分として革命を掲げているが、実際には殺し合いを好むがために戦争を起こしたいだけで、仲間たちのことは内心では道具とみなし、裏では邪魔者の暗殺にも手を染めていた。
戦争の火種とするべくかぐらにボルトを殺させようと焚きつけるが、闖入してきたミツキに自分の裏の顔を暴露されたことで開き直り、自らボルトを殺そうとする。しかしミツキの援護を受けた彼に倒された上、チャクラに飢えた鮫肌に取り込まれ暴走してしまうが、ヒラメカレイを振るうボルトとかぐらの連携によって鮫肌と分断された。
クーデター失敗後も反省しておらず、かぐらの前任の所長を殺して脱獄した。後に親密な関係にあった文淡の口から八朔と一郎太に騒ぎを起こさせた隙に文淡に毒を盛り、その騒ぎを利用して一人で逃げた事が明かされた。
黒鋤文淡（くろすき ブンタン）
声 - 伊瀬茉莉也
新・忍刀七人衆の一人。かつての忍刀七人衆である黒鋤雷牙（くろすぎ らいが、声 - 藤原啓治）の娘。雷刀・牙と雷遁忍術を使い、練度の低い新・忍刀七人衆の中では比較的忍刀の扱いに長けていた。物心付いたころには父は里を抜けており、唯一の家族である母（声 - 東内マリ子）には父に似た目つきを疎まれ、肩身の狭い思いをしていた。地下の水場でサラダと戦い、雷遁の応酬を繰り広げるが、幻術にはめられ、サラダが仕掛けた水素爆発により敗北した。
親密な関係にあった屍澄真の脱獄には協力せずにそのまま刑務所で大人しくしており、かぐらの働きで舟戸への対応のため減刑を条件に力を貸す。言動こそボルト達を挑発することが多いが、舟戸との戦いでは積極的に仕事をこなし、ボルト達からも信用を得た。文淡自身も罪人である自分達を庇うかぐらやボルト達に徐々に信頼を寄せている。蛇苺が隙を突いて逃げ出そうとした時は自分も脱獄に加担しようとしたが、騒ぎを起こすために屍澄真に毒を盛られ裏切られたことを明かし、信用する相手を間違えない様に伝えた。かぐらの死後は他の仲間と共に彼の意志を継ぎ村を守り、二度目の襲撃ではボルトの攻撃で重傷を負いながらもまだ立ち上がるフナムシを背後から刺し殺した。その後はかぐらと蛇苺を殺した舟戸への憎しみを募らせ、戦争を止めたいと考えるボルトに激怒し切り掛かるもイワベエに阻まれ交戦する。最終的にはメタルの説得や命を懸けて戦争を止めたボルトの姿を見て復讐を止めた。終戦後は霧隠れの忍びになることをかぐらと蛇苺の墓の前で伝えている。
尾道八朔（おのみち はっさく）
声 - 奈良徹
新・忍刀七人衆の一人。ボンタンとアフロヘアーが特徴。断刀・首切り包丁を使う。蛇苺と巨峰と共に3人がかりで長十郎を相手にするが、彼の強さに圧倒され敗れた。
屍澄真の脱獄計画に参加したが再度捕まり、別の刑務所に入れられた。
蛇苺（へびいちご）
声 - 東山奈央
新・忍刀七人衆の一人。派手なメイクをした小柄なくノ一で、口調こそ丁寧だが性格は残虐。長刀・縫い針を使う。幼少期は孤児で辛い日々を送っていたが、偶然逃げてきた抜け忍を殺したことで追っていた忍から才能があると褒められたことで忍になった。裁縫が得意で本人も戦いの次に好きだと述べている。長十郎を縫い針の糸で拘束するも、負傷を厭わず向かってくる彼に恐れを抱き、刀の柄で鳩尾を突かれ気絶した。
屍澄真の脱獄には協力せず、舟戸との戦いのため減刑を条件にかぐらの部下としてボルト達に力を貸す。初めのうちは積極的に協力していたが命を懸けて任務を遂行したのにも関わらず、減刑が僅か三年であった事からかぐらを殺そうとしたり、逃げようとしたりした。舟戸の襲撃もあって一度は逃げるのに失敗するもかぐらが自身に罰を下さないことに不審がっていた。その後は真面目に任務をこなし、メタルとの仲も深めていたが、舟戸の精鋭を恐れて逃げ出してしまう。しかし途中で舟戸がかぐら達の作戦を見抜いている事を知り、自分の命と仲間の命で迷った末にかぐら達を助けに戻った。かぐらの死後はかぐらの意思を継いで村を守るべく戦い、二度目の襲撃でフナムシの動きを封じるも攻撃を受けて重傷を負った。そして自分を守りきれなかったことを謝罪するメタルに感謝を告げ死亡した。
鬼柚子一朗太（おにゆず いちろうた）
声 - 時永洋
新・忍刀七人衆の一人。端正な顔立ちの青年で、他のメンバーに比べ冷静な性格。爆刀・飛沫を使う。仲間の戦闘中は一人だけ離れて様子見を行い、敗れた八朔たちごと長十郎を爆殺しようとしたが、駆けつけたイワベエに倒される。
屍澄真の脱獄計画に参加するも捕まり、別の刑務所に入れられた。
笛吹巨蜂（うすい きょほう）
声 - 間宮康弘
新・忍刀七人衆の一人。白い覆面で顔を隠した大男で、思考も行動も鈍重で口数は少ない。過去に舟戸に故郷を滅ぼされており、覆面の下にはその時の傷が残っている。またその時のトラウマから仲間が舟戸にやられた際は暴走してしまった。鈍刀・兜割を使う。3人がかりで長十郎と戦うが、八朔と蛇苺が敗れたことでおとなしく降参した。
屍澄真の脱獄には協力せず、舟戸との戦いのため減刑を条件にかぐらの部下としてボルト達に力を貸す。任務には真面目に協力していたが、戦いの最中トラウマから暴走してしまったり、一時は舟戸の策略で裏切り者と思われたりもした。ボルト達と和解してからは積極的に協力している。かぐらの育った村では持ち前の怪力と性格から直ぐに村人と打ち解けた。かぐらと蛇苺が殺されたことで舟戸への憎しみを募らせ、戦争を止めようとするボルトに文淡共々襲い掛かるもデンキに阻まれ交戦する。最終的にはメタルの説得や命を懸けたボルトを見て復讐を止めた。終戦後はかぐらの育った村を守るために残った。

### 雲隠れの里（雷の国）
ダルイ
声 - 竹内良太
五代目雷影。髭を生やしてフードをかぶっている。三代目雷影・エーから左肩に「雷」の字の刺青を刻むことを許された唯一の存在。口癖は「ダルい」。
モモシキとの戦いでは他の五影らと共闘した。
オモイ
声 - 河本邦弘
雷影補佐。物事を過度に悪い方向に考えるネガティブ思考は相変わらず。
柱間細胞の事件ではダルイの命令で黙の国を内偵すべく、部下のカクイ（声 - 藤井隼）とマルイ（声 - 白石兼斗）を伴い調査していたが、霞の四つ子を追うボルトたちと遭遇して情報共有し、協力を申し出る。追跡の途中で遭遇したディーパと交戦し足止めするが、敗北した挙句自分の助命を嘆願した部下たちを殺されてしまう。
エー
声 - 手塚秀彰
四代目雷影。キラービーの義兄で、現在は隠居している。
キラービー
声 - 江川央生
八尾・牛鬼を宿した人柱力。エーの義弟。ラップ口調は健在。
モモシキの襲撃を受けた際は応戦するも、尾獣玉を増幅して撃ち返されて敗北する。そのまま行方不明になるが、モモシキ撃破後里に生還した。
牛鬼（ぎゅうき）
声 - 相沢まさき
尾獣の一体「八尾」。
ユルイ
声 - 河西健吾
トロイ・タルイと共にスリーマンセルを組む下忍。左頬に2本の牛の角の刺青を入れ、牛鬼を象った首飾りを付けている。やや挑発的な性格で、言葉を省略する癖がある（例：一網打尽にする→ダジる、止めを刺す→ドメる）。
武器は背中に帯剣した2本の剣と、チャクラを流すことで術の触媒になるチューインガム。日常でも噛んでいるガムを風船状の機雷としてバラ撒き敵の自由を奪う戦法を用いる。キラービーに憧れている。
ボルトと同時期に中忍試験に参加し、第三次試験の1回戦ではボルトと対戦するが、忍篭手から放たれた風遁手裏剣で風船の壁を突破された上、膨らませている途中のガムを破裂させられた衝撃で戦闘不能にされた。
トロイ
声 - 川古昇平
ユルイ・タルイと共にスリーマンセルを組む下忍。肥満体型で眼鏡をかけているのが特徴。巨大な手裏剣を背負っており、自身の肉体の動作を雷遁で加速させる術を使う。
ボルトと同時期に中忍試験に参加し、第三次試験の1回戦でミツキと対戦する。接近戦でラッシュを仕掛けるも、ミツキが放った大量の蛇に絡みつかれて体の自由を失い敗北した。
タルイ
声 - 田辺留依
ユルイ・トロイと共にスリーマンセルを組む下忍。長髪に猫背が特徴。
ボルトと同時期に中忍試験に参加し、第三次試験の1回戦でサラダと対戦するも、開始前のサラダの宣言通り、試合開始3秒で彼女に動きを読まれ、技を出す間もなく殴り飛ばされて敗北した。

### 岩隠れの里（土の国）
黒ツチ
声 - 武田華
四代目土影。衣装が右袖の無いチャイナ服になっている。一人称は「私」。少々口が悪く勝気な性格だが、祖父のオオノキの自由奔放な行動には手を焼いている。
モモシキとの戦いでは、他の五影らと共に共闘した。
芥の事件前にはオオノキが芥の実験を進めることを反対し、密かに実験を続けていたことを知らず空の襲撃によって投獄されてしまう。その後脱獄し、捕らえられている岩隠れの忍たちを解放する。事件後は自ら木ノ葉に赴き、ボルトたちへの労いの言葉をナルトに言付け第七班に重い処罰を与えないよう釘を刺した。
小説『シカマル新伝 舞い散る花を憂う雲』では、欲深な土の国の大名との関係に苦慮していることが描かれている。
赤ツチ
声 - 三宅健太
四代目土影の補佐。「～だニ」が口癖。
芥の事件では黒ツチ同様、オオノキの秘密の実験のことは知らず、ボルトらに協力する。
紺ツチ
声 - 石黒史剛
四代目土影の秘書。暗部所属の甥がいる。
オオノキ
声 - 西村知道、菊本平（少年）
三代目土影。孫娘の黒ツチに影の座を譲ってからは隠居している。100歳を超える高齢に至ったことで歩くことがままならないほどに衰弱しており、移動の際には電動車椅子を用いる。
孫・コヅチにふと言った一言で結果的に彼を死なせてしまい、その後悔から「人間の犠牲を出さない」ために意志なき兵士による里の防衛計画を立案、ドクターの技術供与で空たちツクラレと芥を生み出し、さらにツクラレの延命策を求めミツキを招いた。ミツキを連れ戻しに来たボルトに一連の計画を批判されても「里のために必要なこと」と自分を正当化していたが、空たちの里に対するクーデターによって自身の考えが間違いだったことに気付く。最期は暴走する空に塵遁で引導を渡し、ボルトたちに意志を持ち続けることの大切さを説き息絶えた。なお、クーデターの一件は岩隠れの反乱分子によるものとされ、対外的には彼の関与は伏せられた。
イシカワ
声 - 近藤隆
初代土影。故人。黒ツチの高祖父で、オオノキの祖父に当たる。オオノキの回想シーンに登場。
コヅチ
オオノキの孫で故人。第四次忍界大戦後の時点でまだ忍者学校に通っており、祖父に憧れ土影を目指していた。しかし、「敵を前にしても逃げてはならない」というオオノキの教えに従った結果、里を攻めてきた盗賊団に一人立ち向かって重傷を負い、手当ての甲斐無く死亡した。
彼の死はオオノキに大きな影響を与え、芥やツクラレを生み出す原因となった。
セッキ
声 - 町屋圭祐
チームメイトと「玄武三人衆」（げんぶさんにんしゅう）を名乗る、ボルトたちと同年代の下忍。
非常にドジな上に見栄っ張りで、それを誤魔化したり大層な技かのようにホラを吹いたりはするものの、根は悪い性格ではない。土影を目指しており、おばあちゃんっ子。
ボルトと同時期に中忍試験に参加し、いかにも強そうな見た目だったためイワベエには強敵として警戒されていたが、一次試験で術を使おうとした途端に木に躓いて転倒した上、仕掛けられていたトラップに掛かってあっけなく脱落した。
ボルトが岩隠れの里を訪れた際、修行場を彷徨っていたところを彼と再会し、ツクラレと芥による里乗っ取りという非常事態に遭遇。ボルトやオオノキとの交流を深めて、精神的にも忍としても成長する。

### 音隠れの里
大蛇丸
声 - くじら
音隠れの里の里長で、元木ノ葉隠れの「伝説の三忍」の一人。
大戦後は木ノ葉隠れから常に動向を見張られているが、特に騒動を起こすことはなく、水面下でミツキを送り込み間接的に木ノ葉隠れに干渉している。人格も悪辣な面がなくなり、実験体ではあるがミツキの成長を暖かく見守ってる面がある。ナルトとしても大蛇丸の研究データは大筒木との戦いに役立つため、遺恨や危険性を考慮した上で関係を維持している。ツクラレを巡る事件にてボルトとサラダが訪ねてきた際には、ミツキの後を追うためのヒントを与えた。
柱間細胞の事件では重症を負ったミツキの傷を治した後、自身のアジトから柱間細胞を持ち逃げした「殻」のヴィクタから奪還の為に動く。ヴィクタの秘書（声 - 生天目仁美）を消して負傷したムギノをミツキと共に助け、木ノ葉丸と共闘しヴィクタと交戦。神樹を破壊した。その後木の葉丸にミツキの事を頼み、その場を去った。
鬼灯水月（ほおずき すいげつ）
声 - 近藤隆
大蛇丸の部下で「鷹」の元メンバー。霧隠れの里の出身。大戦後は大蛇丸の下で雑用や調査などを行っている。
ボルトたちが修学旅行で霧隠れの里を訪れていた際には、大蛇丸の命令で故郷の内情を探っており、ミツキからの強引な要請に応じて集めた情報を託した。鳥獣被害の事件では香燐と共にボルトと対面、重吾の生い立ちをボルトに話し、不本意ながらも彼らに協力する。
香燐（かりん）
声 - 行成とあ
大蛇丸の部下で「鷹」の元メンバー。
サラダの出産に立ち会ったことから彼女を気にかけており、眼鏡を贈っている。水月や重吾のことは腐れ縁ながらも家族のようなものと想っている。
重吾（じゅうご）
声 - 阪口周平
大蛇丸の部下で「鷹」の元メンバー。呪印の暴走による殺人衝動を未だに抱えているが、大蛇丸が開発した鎮静剤で無理やり抑制している。
呪印に感染した鳥獣の暴走事件では、鳥たちを助けるために自分の身体に呪印を取り込み続けていた。
ログ
声 - 木島隆一
ボルトと同期のミツキより先に、同じ胚から作り出された年齢差の有るクローン個体で、右頬に傷がある。喫煙者。
大蛇丸の腹心として行動しており、当初は「弟」であるミツキが自我を獲得し仙人化の能力を引き出せるよう仮想敵として何度も戦い続けていた。ミツキが自らの意思を示し無茶をするようになってからは、大蛇丸と共にその身を案じている。柱間細胞の事件では同じミツキであることから、弟のミツキに内臓をドナーとして提供し、ボルト達の元へと行かせた。

### 狢強盗団
ショジョジ以外の盗賊団員はアニメオリジナルキャラクター。
ショジョジ
声 - 楠見尚己
盗賊集団『貉（ムジナ）』の頭目。でっぷりと肥えた大男で、対象の姿と記憶と能力と命を喰らう禁術「屍分身の術」を使う。巨体に見合わない身のこなしに加え、風遁を用いた攻防一体の戦法も用いるなど、戦闘も得意。
まどかイッキュウの息子・テントウの執事のヤマオカの姿を奪ってテントウの誘拐を実行し、イッキュウに身代金と鬼灯城に囚われている仲間の釈放を要求する。抵抗するテントウを殺そうとするが、事態を知って駆けつけたボルトと戦闘になり、最後は彼とテントウの連携攻撃に敗れた。立ち上がりボルトとテントウを殺そうとする所を、遅れてやって来たサラダとミツキの連携攻撃を受けて完全に倒された。
実は過去に『殻』と僅かに接触しており、木ノ葉に拘束された際にサスケの尋問で知る限りの情報を吐いている。
アニメでは登場当初は下記のツキヨに化けて「鬼灯城」に捕らえられていた。強盗団の大金を持ち逃げしたコクリの始末と大金の奪還のためベンガを利用し、彼に天牢を解除された途端にベンガを倒して脱獄。船着き場に辿り着いたボルト達の前に現れ、ツキヨの術でボルトたちを追い詰めるも、コクリに術の弱点を見破られたことで逆転されてしまい、咄嗟に屍分身でコクリを食い殺し成り代わることでその場は難を逃れた。その後はコクリとして木ノ葉警務部隊の事情聴取を受けた後釈放され、『貉』のアジトに帰還し数ヵ月後にテントウ誘拐事件を起こす。勾留後は「最後まで立っていられたら減刑する」という取引をカカシと交わしてボルトと模擬戦を行うが、以前の戦いで戦法を見切られていたことに加え新術の圧縮螺旋丸で防御を破られ敗北する。
なお、漫画版では葉巻を吸っているが、アニメではカットされている。
ツキヨ
声 - 竹田雅則
強盗団「貉」のNo.2であり、頭領の右腕を務める男。太めの眉で目の下の隈に、顔の傷が特徴。月光を介して生まれた影を実体化させ操る「月影の術」の使い手。
作中で登場したツキヨはショジョジが「屍分身」で擬態したものであり、本物のツキヨはショジョジが「鬼灯城」に捕らえられる前に姿を奪われている模様。
コクリ
声 - うすいたかやす
強盗団「貉」の元メンバー。眼鏡をかけた痩身の男。
気弱で忍の才能がなく会計士になったが、勤めていた会社が「貉」の下部組織であることを知り、管理していた大金を持って逃亡した。慈善団体に金を寄付して人生をやり直そうとしていたが、勘違いから窃盗の罪を被ることになってしまい「鬼灯城」送りになった。そのまま刑に服していたが、ツキヨも収監されたことを知って身の危険を感じ、木ノ葉に自身の護衛任務を依頼する。
護衛についた第七班とは信頼関係を築き、ツキヨとの戦いでは決死の覚悟で助力し勝利に貢献する。しかし、ツキヨに擬態していたショジョジに不意を突かれてしまい、海中で食い殺され記憶と姿を奪われてしまう。しかし、直前にボルトに託していた『貉』の情報をまとめた手帳は無事に木ノ葉に渡り、ショジョジの情報も外部に漏れることになった。

### 殻
メンバー（内陣）と協力者（外陣）で構成される謎の組織。内陣は顔にそれぞれナンバーが振られている。
ジゲン
声 - 津田健次郎
「殻」のリーダー。左の頬に「Ⅳ」の文字がある。辮髪が特徴で、口元に「楔」の印がある。カワキの父親に大金を払い、カワキを養子として引き取る。
カワキを連れ戻すため、彼の楔を使って、ナルト宅に突如出現する。そして、カワキを連れ去るのを邪魔したナルトを異空間に連れ去る。後に合流したサスケとナルトを相手に戦い、サスケには時空間忍術で逃げられるものの、ナルトを椀の中に封印してアジトに戻る。
その正体は大筒木イッシキの現在の器であり、ジゲン本人の意識は普段封印されている。アマド曰く「楔によって大筒木に成った」存在だという。
デルタ
声 - 桑島法子
「殻」の内陣の紅一点。額の中心に「Ⅰ」の文字がある。ウェーブのかかった金髪が特徴の女性。
破壊を好み、怒りで食事中のジゲンの食卓テーブルを蹴り飛ばす等、短気且つ好戦的性格。同じ「殻」や内陣のメンバーであっても仲間意識や協調性は皆無で、特に自分に指図するアマドのことを「ジジイ」と呼び一番嫌っている。
カワキ同様身体の複数が科学忍具となっており、脚と背中と眼を移植している。特に眼は術を吸収したり破壊光線を飛ばしたりと強力なもの。また、肉体は替えの効く消耗品であり、本体にあたるドローンの部分が無事ならばアジトに保管されているスペアの肉体に記憶を同期させることで復活が可能。
カワキがうずまき家に居候して暫く、「器」であるカワキを連れ戻すために痺れを切らせ、木ノ葉隠れに侵略。ナルトと交戦し、眼を駆使してナルトと戦う最中、ヒマワリを人質に取るが、右手を犠牲したカワキにより守られ失敗。カワキを所有物扱いする態度や彼らを傷つけたことでナルトの怒りを買い、眼の術の吸収がナルトのチャクラ量に追いつかず敗北した。その後ドローンが殻のアジトに戻り、アマドの手によって復活する。アマドが亡命した際は不穏な雰囲気に気づき、彼と果心居士を問い詰めるが、アマドの緊急停止コマンドによって再起不能になる。
実は亡くなったアマドの娘・**三途アケビ（さんず アケビ）**のクローン人間であり、アケビと同じ姿と声、記憶を保持している。しかしアマド曰く、アケビとは性格や人間性が違う全くの別物。
その後は木の葉の戦力として改造され、シカマルとアマドを襲撃したコードと交戦する。しかし、その場に現れたエイダの虜にされてしまう。その後は性格上エイダからの影響を強く受けてしまいシカマルを妨害した。エイダが木の葉に来ると彼女の姿を見るために勝手な行動を取るため、緊急停止コマンドを教えられたスミレに強引に止められている。
第2部では木の葉の戦力として活動している。
ボロ
声 - 三宅健太
「殻」の内陣の一員。額にかけて「Ⅲ」の文字がある。口髭の生えた大柄な壮年の男。
「殻」に所属する傍ら、宗教団体の教祖を務めており、奇跡を起こす存在として信者からは酔心されている。しかし実際は彼が村にウイルスを撒き散らしそれを彼が奇跡として治すという自作自演である。
乱暴な性格で豪快な笑いが特徴。コード曰く強欲な人物。自身を神に選ばれたと考えていたり、アマドのメンテナンスを受けないなど身勝手で傲慢な考え方をしている。水遁や溶遁の他、科学忍具によるウイルスや急速な再生能力を得意とする。
大筒木カグヤの術である「無限月読」を「皆が幸せになる方法」と嘘をついて信者を集めている。ナルト奪還のため「楔」の時空間忍術でやって来た新生第七班に遭遇、交戦するがミツキによってウイルスの抗体を摂取された上、ウイルスの正体や体内の核の位置をサラダの写輪眼で見透かされて破壊され、暴走する。そしてボルトを執拗に攻撃して気絶させるもモモシキの意識が目醒めたボルトによって圧倒され、倒された。後にエイダの虜になっており、それによってジゲンから処分を命じられていた彼女を眠らせるに留めていた事が判明した。
ヴィクタ
声 - チョー
「殻」の内陣の一員。左のこめかみに「Ⅴ」の文字がある。松葉杖をついている小柄な老人。右脚は義足で、右目に眼帯を付けている。表向きには小国・谷の国にビルを構える大規模な医療メーカーの社長を務めているが、裏では非合法な人体実験を行っている。
ディーパ曰く会社の資金提供のおかげで内陣になれたため、内陣の中でも信用や扱いは軽く見られている。元忍で、かつての忍界大戦の経験者。老いているが実力は健在で、さらに「殻」で肉体を改造しており、五大性質変化を全て使いこなす、腕を新たに生やして副腕として扱う、肉体の一部を失っても即座に再生するなどの能力を獲得しており、上忍2人を手玉にとるほどの力を持つ。反面、再生は不完全であり、そのために「器」を必要としている。
忍界大戦で神樹のサンプルを入手しており、柱間細胞の事件では自社の社員に柱間細胞を持ち逃げされ、奪還のためディーパを動かす。細胞奪還後は会社の研究所で神樹の実験を続けていたが、大名の査察に便乗して侵入した木ノ葉丸とムギノに証拠を押さえられ、研究中だった神樹の再生実験を強行する。木ノ葉丸と交戦し圧倒するも大蛇丸に妨害され、逆に圧倒される。戦闘中に蕾を開いた神樹に駆け寄り失った体と永遠の命を手に入れようとしたが、彼の作った神樹は大蛇丸曰く所詮紛い物でしかなく、逆に取り込まれた。研究施設壊滅後は脱出したものの、自身の寿命が短いことを知ると、ジゲンから「器」を奪おうとする。
飛行船が墜落しカワキに逃走された際は、他の内陣メンバーに非難され、汚名返上のために青ら外陣を動かそうとするが、ディーパからの情報で造反に気付いていたジゲンの命を受けた果心居士の襲撃を受け焼き殺された。
漫画では作中に名前が出てこない。登場早々、果心居士の襲撃を受けて焼き殺されている。
コード
声 - 寺島惇太
「殻」の内陣の一員。右の頬に「Ⅵ」の文字がある。赤い髪をした若い男。
軽い口調が目立つが、大筒木に強い信仰心を抱いており、イッシキを神と崇め後天的に大筒木になったジゲンに対して憧れを抱いている一方、イッシキの器に選ばれ「楔」を刻まれたカワキに対して嫉妬している。デルタに負けじ劣らず好戦的で、彼女と言い合いになる事も度々ある。一方でボロに対しては大筒木を信仰していたことから気のいい友人と感じていたらしく、彼の不正に対しても目を瞑っていた。デルタ曰く器がなくなって一番喜ぶ人物。十尾の管理を担当しているが、本人は不服に思っている。
カワキと同時期に大筒木イッシキの器化の実験に関わっており、イッシキの器としては適合しなかったが、白い「楔」を与えられる。「楔」で自身の力を制御しており、アマド曰く本来の力は「イッシキ以上の実力」らしい。しかし、他の「殻」の改造人間とは違ってイッシキへの高い忠誠心から処分はされなかった。ボルトやカワキ以上に「楔」を使いこなしており、「爪痕」と呼ばれる独自の能力を持つ。爪痕は生物にもつけることが可能で、爪痕から爪痕へ自在に移動する力を持つ。一度に出せる爪痕には限界があるものの、制限が外されてからは巨体の十尾の全身を覆えるだけの量を出せるようになっている。
イッシキとナルトたちの戦いの後、思念体によって現れたイッシキによって、カワキやボルト、ナルトとサスケに警戒すること、新たな大筒木として目覚めることを託されている。その後、自身の力の制限を解除する方法を知るために、ボロが秘密裏に保持していたエイダを目覚めさせるが、彼女の能力によって虜にされてしまう。エイダからカワキが一人で里から出たことを知ると自身の能力でカワキの側へと移動しカワキを襲撃する。カワキの単独行動の理由が里を守るためだと知ると呆れ、大筒木の正統な器である彼の行動に怒りを露わにして痛めつけたが、駆けつけたボルトに妨害される。更に戦闘中にモモシキの意識が覚醒、ナルトやシカマルが来たこともあって乱戦となった結果カワキが「楔」とイッシキの瞳力に目覚めてしまい追い詰められ撤退する。その際にシカマルの首元に爪痕を付けており、アマドとシカマルだけのところに襲撃に向かうも設定を変更されたデルタに返り討ちに合うがデルタを連れてくることに成功する。そしてデルタの能力によってその場を切り抜けアマドを連れて帰ることに成功。そしてアマドによって制限が外れ力を取り戻し殺そうとするも、木の葉への鞍替えを考えたエイダとデイモンに妨害され逃亡。その後は十尾の元に向かい、爪痕によって分裂、人型に調整して支配下に置く。
ディーパ
声 - 柿原徹也
アニメオリジナルキャラクター。「殻」の内陣の一員。目尻にかけて「Ⅶ」の文字がある。外ハネしたワンレングスの髪に厚い唇が特徴の男。
エキセントリックで好戦的な性格の道化。素手による暗殺術の使い手で、目撃者はことごとく始末する。本人曰く、その目的や性格からヴィクタ共々内陣からは信用されていないらしいが、ジゲンからは「笑える奴だった」と皮肉交じりに言われている。食に対して並々ならぬこだわりを持ち、「殻」に身を置く理由も「神樹の実の味を知りたいから」で、目的のためならば他者の犠牲を一切顧みない傲慢な考えを持つ。
空気中の炭素を体内に取り込み高い密度まで結合させる能力を持ち、これにより自身の肉体を瞬時に硬化させる、金属の礫を生成して放つといった形に応用している。他にも、礫を回転させ、防御と攻撃を同時に行ったり、指を伸ばして鞭のようにすることができる。本気を出すと全身を黒と白の鎧で覆われた姿となる。
柱間細胞の事件では、ヴィクタからの柱間細胞奪還依頼のため黙の国に赴き、同じく細胞を追うボルトたちと遭遇する。足止めを行ったオモイ達、細胞を盗んだ霞の忍兄弟やボルトたちを歯牙にもかけず圧倒し、ボルトたちを撤退に追い込む。その後ウラシキが使った大筒木の傀儡を巡って任務で訪れた第十班とシンキたちとも交戦し圧倒する。
修行を終えてヴィクタの会社に乗り込んで来たボルトとサラダと交戦し、追い詰めるも復活したミツキに妨害される。それでも圧倒するが、神樹が溶かされた事に気を取られ、それまでに溜まっていたダメージとミツキとサラダに支えられたボルトの螺旋丸によって鎧が砕かれ敗北する。神樹の実を食べられないことで息消耗し、崩壊する会社で岩石の下敷きになるという末路を辿った。その後ボロボロになった肉体はアマドが回収し、頭部だけ再生されヴィクタの情報を吐かされるが、その時点でジゲンに切り捨てられ細胞一つ残らないよう殺処分された。
オウガ
声 - 松本沙羅
アニメオリジナルキャラクター。元「殻」の内陣の一員。額に「Ⅷ」の文字がある。
ジゲンに逆らって、「殻」から脱退。人々を集めてデスゲームを巻き起こし、「ヤツメ」という偽名でゲーム参加者に紛れ、ボルトたちに近づく。ボルトに説得されて改心し、事件後はボルトに手紙を残して消息を断つ。
果心居士（かしんこじ）
声 - 中村悠一
「殻」の内陣の一員。目元の仮面が特徴。
「油」の鏡文字が入った額当てを持つ、自来也とその弟子筋しか習得者のいない「螺旋丸」を使う、結界を掻い潜って里に侵入する術を知るなど、木ノ葉隠れと何らかの因縁を持つ。
青を破ったボルトたちの前に現れ木ノ葉丸と交戦するも、ボルトが無意識に発動した「楔」を見ると自ら引き上げた。ボルトとカワキの「楔」に興味を示しており、カワキが木の葉の里で暮らし始めてからはあえて奪還せず静観している等、殻の内陣でありながら、ジゲンの弱点を探り倒そうと画策する描写がある。
その正体はアマドによって生み出された自来也のクローン人間。アマドの協力者であり、本人曰くアマドによってジゲン（イッシキ）を倒すために生み出された存在。カワキが脱走した飛行船の事故は果心居士が意図的に起こしたものである。ナルトやサスケとの戦いでイッシキが体力を消耗した隙を見て、彼を倒すためにジゲンと交戦し、ジゲンからイッシキを引っ張り出し転生を不可能にするも、ジゲンの器化に成功したことでパワーアップしたイッシキによって圧倒される。イッシキの大黒天にて重傷を負い追い詰められるも口寄せによって間一髪その場から脱出する事に成功した。
イッシキ戦後の行方は不明だったが、第2部ではボルトの協力者の立場にある。「全能」の影響は受けてはいるものの、イッシキとの戦闘後、神術「十方」の能力が目醒め、この星の危機を悟り、ボルトにその事実を話し、未来の術の現代での会得の修行に付き合った。砂隠れの里での事件では、木ノ葉丸班を砂隠れに派遣するようにシカマルに蝦蟇で伝えた。
火遁を使った蝦蟇の口寄せ契約をしている等、自来也が生前会得していた術は一通り会得しており、仙人モードも使用する。
青（あお）
声 - 西前忠久
「殻」の外陣。霧隠れの里出身で、五代目水影・照美メイの元側近。通称「白眼殺しの青」。
第四次忍界大戦時は忍連合本部に詰めていたが、十尾の尾獣玉で本部ごと潰され、右目の「白眼」や左手足を失い数年間昏睡状態に陥るという重傷を負う、戦後はカタスケが製作した機械義肢を着用しており、右目・右耳部分をマスクで覆っている。
リハビリを重ねても身体が不自由になったことから忍を引退せざるを得なくなり、戦前から変わってしまった霧隠れにも馴染めないため戻らず、意気消沈としていた所にヴィクタにそそのかされて「殻」の外陣として暗躍することとなり、本人曰く自身は「道具」に過ぎないという。ボルトの中忍試験の際、恩師であるカタスケに幻術をかけて科学忍具の情報を引き出した。
カタスケに会いに来た所を偶然ムギノと出くわし、彼の案内で慰霊祭へ向かう。そこでシカマルといのに彼らの父であるシカク達が子供を信じていたことを伝えた。後日、移動中に雷車の中でボルトたちに近づき、科学忍具を嫌う彼を諭す。ボルト達と別れた直後カワキの捜索を果心居士に指示される中、組織の機密に近づいたボルトらを始末しようと新型の科学忍具で襲いかかるが、ムギノの命懸けの行動で彼らに逃げられる。追った先で再びボルト達と交戦し、強力な科学忍具で追い詰めるも忍術と科学忍具を併せた第七班の反撃に遭い敗北。ボルトに情けをかけられるも、直後に現れた果心居士が口寄せした蝦蟇から忍術で彼を庇って下敷きになり、忍として息を引き取った。
我婁（ガロウ）
声 - 田尻浩章
「殻」の外陣。顔の下半分を覆うマスクを着けた大柄な男。過去にカワキによって顎を吹き飛ばされている。
アニメでは過去に改造処置の際に両手を失い、術弾を放つ機能を持つ鉤爪状の科学忍具を義手として装着している。「殻」に来たばかりのカワキをいびろうとした際、「楔」を暴走させた彼によって髪と顎を吹き飛ばされ重傷を負ってからマスクを装着しており、それゆえにカワキを「空っぽ野郎」と呼び疎んでいる。
デルタの指示で飛行船から抜け出したカワキを追い、果心居士と遭遇した後のボルトたちに前に現れ戦闘になるも、「楔」を発動させたカワキによって跡形もなく消されてしまった。
ドクター
声 - 麻生智久
科学者の老人。オオノキに白ゼツの細胞サンプルを提供し、彼のバックアップを受けツクラレを生み出した。ツクラレによるクーデターの際にはミツキから入手したデータを元に心臓の完成を急いでいたものの、寿命が迫っていた空に殺害され自身の心臓を奪われる。事件後はなぜか遺体が発見されず、その素性を大蛇丸も訝しんでいる。
その後詳細は不明だが何故か生存しており、「殻」の外陣としてヴィクタの会社で研究に関わっていたものの、神樹再生実験の際にヴィクタに切り捨てられ、増殖する神樹に養分として取り込まれた。
唐野ガラシ（とうの ガラシ）
声 - 谷山紀章
「殻」の協力者。雨隠れの里の下水処理施設で暮らす青年。かつての戦争で孤児となり、数名の仲間と共に暮らしていた。
「殻」の調査に訪れたサスケとサイと出会い、毒ガスが充満した区画に取り残されているという仲間の捜索のため道案内を買って出るが、実際には「殻」に心酔した末に仲間を手にかけており、施設を探りに来た2人を始末しようとするが、全て見透かされ失敗する。所持していた防毒マスク程度では毒ガスを防げなかった事実から、自身が「殻」にとっては使い捨ての道具に過ぎないことを突きつけられるが、情報の秘匿を選び自害し崩れゆく施設の中に消えた。
「週刊少年ジャンプ」の読者応募企画『BORUクラ』で最優秀賞に選ばれたキャラクターが元になっている。

#### 協力者
三途アマド（さんず アマド）
声 - 大塚明夫
「殻」の科学者。色縁眼鏡をかけた男性。タバコをよく吸うヘビースモーカー（アニメでは喫煙描写がカットされ、自室でコーヒーを淹れる習慣がある）。
淡々とした性格で、如何なる緊急事態でも態度や表情を崩さない。ジゲンの実験に立ち合い、カワキなどの人体実験を行っていた本人であり、「殻」の内情に詳しい。詳しい出自を語らないが、12年前に娘を亡くしているとのこと。
木ノ葉に亡命を希望するため、交換条件としてシカダイを人質に取る。その後シカマルらに拘束・尋問され、ジゲンの正体や大筒木一族の目的、「楔」の正体など組織についての情報を彼らに話す。その後は亡命が認められ、サイやシカマルの指導の元、カワキに付き添い、カワキがイッシキの元に時空間忍術で飛ばされてからは、動揺した素振りを見せた。
イッシキとの戦いの後は木ノ葉の研究所で技術供与を行っているが、カワキに対して見せる反応から「何か別の目的がある」とスミレに感付かれている。コード襲撃の直後シカマルと一芝居打ってコードを誘き出し追い詰めるも、処分されていたと思っていたエイダの存在により失敗。コードに連行され彼の制限を外した上に殺されそうになってしまう。しかしエイダがカワキに惚れているのを利用して彼女と交渉し助かる。その後はエイダ、デイモンと共に木の葉に戻り、シカマル達に二人の能力と大筒木シバイの存在、そして自身の目的を話した。しかしモモシキによると嘘が紛れているらしい（実際には嘘をついていたのではなく知らずに勘違いしていた）。カワキがナルト達に手を出し、ボルトの目まで奪った事で追われることになった際には、カワキにも緊急停止する方法があると伝えるが、既に超えてはいけない一線を超えたとして断られた。
彼の目的は死んだ娘の蘇生。娘のアケビは治療の無い不治の病にかかっており、自身の技術から新しい薬を作り治すのは困難だと判断してクローンを作り出そうとした。そのため最初こそは娘の死にも悲しみすら覚えなかったが、最終的に出来たのは姿や声、記憶こそ同じなものの、性格や人間性は全く違う別人であった（これが後のデルタである）。その後も何度も作り直したが人間の意識は記憶の集合体ではなく、どれほど努力しても娘の再現は不可能であり、そこで自分の娘が何処にもいないことを理解した。そこに現れたのがジゲンであり、目的に協力する代わりに娘を蘇生するという約束の元、彼の部下となった。しかし彼の目的の成功が星が滅び、自分と娘も最終的には生きていけないことを知った彼は、ジゲンを倒す準備をしながらも娘を蘇らせる方法を探し、その結果「楔」による転生ならば娘を蘇らせられることを突き止める。カワキの「楔」には娘のアケビの情報も埋め込まれており、それをクローンに打ち込んで娘を再現させるのが現在の彼の目的となっている。ただしそれでどうなるかは全くの不明であるらしいが、他に方法はないとのこと。
第2部では「全能」による影響を受けているものの、「人の記憶」というものを信じていない為、アケビを蘇らせる為の「楔」は、カワキのものだと確信している。実はカワキの攻撃リミッターを制限しており、ボルトからそのことを聞かされたカワキに詰め寄られ、アケビの転生を促すが再度拒否される。
エイダ
声 - 花澤香菜
アマドによって改造された実験体のひとり。ピンクのメッシュの入った青色のロングヘアが特徴の女性。目は月のような模様がある。年齢は16歳。コード曰く「この世の全てを知る者」。
自身の能力故か強力な力を持つ胆力と、必要以上に自身について明かさない冷静さを併せ持つ。一方で恋愛に強い興味を抱いており、カワキをコードが痛めつけた時は腹を立て、カワキとボルトの言動に対して頬を赤めたりすることもある。
「自分の誕生後から現在までにかけて」という条件付きで、あらゆる事象を見通すことができる「千里眼」の持ち主（ただし心の中や物理的に小さ過ぎると見えないらしい）。さらに「他人を魅了し自らの虜にする」能力を持つ。また、虜にした存在は基本的に攻撃出来ないが、直接的に傷をつけない攻撃ならば可能。個人差も存在するらしく、デルタの様な単純なタイプは完全に虜にされるが、シカマルやアマドは冷静な判断を行なっている。反面、体術は基礎しか使えないらしい。更にこれらの強力な能力以外にも隠している能力があるらしい。それ以外にも空を飛べるがこれは大筒木ならば誰でも出来るようなことらしい。
魅了の力は制御できないため「普通の恋愛」が困難になっており、それ故にアマドに憎しみを抱いている（同性にまで通用するため本人によれば「普通の友人」すら作れないらしい）。自身の能力の影響を受けずに恋愛出来る存在を求めており、その条件を満たすカワキやボルトを狙っている。また、千里眼は大筒木シバイのもつ神術のコピーであるとされるが、モモシキによると魅了の力は別物であるらしい。
彼女の持つ「虜」の能力の正体は「全能」。その力故に制御が困難であるらしく、上記の魅了も無意識のうちのエイダの願望を具現化した結果で本人すら発動に気づかないため、起こった事象だけを見てエイダもアマドも魅了する能力だと勘違いしていた。サスケによると記憶を無理矢理変える事による違和感は存在するらしいが、それらも急激に薄くなってしまうらしい。
能力を恐れたボロによって隔離されていた所を、コードによって目醒めさせられる。その直後にコードを自身の虜にし、彼と目的を果たすために手を組む。コードがシカマルとアマドを襲撃するもデルタによって追い詰められたことでその場に呼ばれる。そしてその場の全員を虜にするも、目的を知ったシカマルから木の葉でカワキと同じように暮らすことを提案される。その場は一度アマドを連れて撤退したが、アマドからカワキのことで交渉されたことでコードを裏切り、カワキに近づくために木の葉側に着こうとする。
木の葉に着いてからはシカマルの策略で危険分子を纏めて監視、軟禁するためにボルトとカワキと共にルームシェアをする。ボルトは条件には一致するものの年齢的な問題があるために恋愛の範囲外らしく普通に会話が可能だが、カワキ相手だと上手く話せない。そのために相談役としてサラダとスミレを呼んだ。カワキがナルト達を封印すると単独で追われるカワキを助けに向かうが、カワキを助けたいと強く望んだ事でその場で告げた彼の言葉をそのまま「全能」で叶えてしまい、ボルトとカワキの立場が逆転してしまった。その後はカワキに脅される形でナルトがボルトに殺されたと偽りの情報を流すが、無意識とはいえボルトに酷いことをした罪悪感からデイモンと共にボルトに謝罪した。それと同時に自分の責任としてボルトが木の葉に戻ってくるまでの間はボルト達を探さないと約束した。
第2部では、「全能」による影響を受けなかったサラダとスミレに対して、「虜」になっているか疑惑を持ち始めている。また、ボルトとミツキの交戦を見て以降は、3年が経過してもカワキが自身への態度がそっけないこともあり、ボルトに好意を心変わりするようになる。
デイモン
声 - 花守ゆみり
アマドによって改造された実験体のひとり。エイダの弟。メッシュの入った青緑髪で、パンク風の服装が特徴の幼い少年。
「自身に敵意を抱いた相手が想像した攻撃の結果を、そのまま本人に跳ね返す」能力を持つ。この能力は姉同様に無意識に常時発動している。しかし能力の発動の際には掌が他の生物に触れているのが条件。また触れている存在も反射の力を使える。更に身体能力もコードを超えている。
無邪気な性格だが、それ故に乱暴で好き勝手に暴れる。人懐っこい一面もあるのかコードには懐いており、自身の能力の詳細も知らせようとしていた（エイダに止められたが）。姉のことは慕っており彼女の言うことは素直に聞く（弟なので虜にされているわけではない）。
エイダの護衛をするために彼女によって目覚まされられ、それ以降は好き勝手にしながらも姉の側にいる。コードが追い詰められた際は攻撃を反射させるために呼び出されもした。コードがアマドを殺そうとした際にはエイダからの命令でコードと敵対し、体術だけで彼を圧倒した。木の葉に来た際には姉のエイダと共にボルトとカワキとルームシェアをすることになるが、彼らがその気になればエイダを殺せるために警戒している。ただしボルトには早い段階で打ち解けたようで揶揄ったり、一緒にゲームをしている。みんなで買い物に行った際に突然何かに反応して動揺し、ヒマワリに対して「よく見れば弱そうだが謎の迫力を感じた」と不思議に思っていた。エイダが「全能」を発動させると、姉と共にボルトの元へ向かい、彼に自分に本気を出させるぐらい強くなれと応援した。
第2部では、3年の月日が経過しても何故か成長しておらず、体型が変わっていない。
バグ
声 - 山崎たくみ
ボロの部下。小柄な老人。ボロの管轄下にある施設に常駐しており、コードとも面識がある。
木ノ葉への報復を目論むコードになし崩し的に協力する羽目になるが、常軌を逸した思考で行動するコードとエイダに恐怖を抱いている。また暴力的なデイモンにも苦手意識を持っている。そのため度々巻き込まれない内に逃げようとするが、一回目はコードに、二回目はデイモンに阻止された。
第2部では、神樹に取り込まれ、エイダを狙っている。

### 大筒木一族
大筒木シバイ（おおつつき シバイ）
大筒木一族の祖先。一族が目指す神になった存在。故人。
多くの転生とチャクラの実による進化を経て、神に等しい力を持つ。現在は死亡しており遺体だけが残っているが死んだ理由は不明であり、凄まじい力を持つ事で高次元の存在となり物理的な肉体を自ら捨てた可能性もある。
他の大筒木と比べても別格の能力を持ち、「神術」と呼ばれる力を使いこなす。遺体から採取されたDNAを他者に移植することで、その能力を被験者は手にすることが可能（ただしいずれかを得られるだけでどのような能力を与えられるかは不明）。『殻』の面々はこのシバイ細胞の移植を受けており、エイダの「千里眼」「全能」、デイモンの「反射」、コードの「爪痕」も元は彼の能力を移植したもの（デルタ、ボロには能力が受け継がれなかったが、果心居士は後に「十方」の能力が覚醒している）。
大筒木カグヤ（おおつつき カグヤ）
チャクラの始祖。
イッシキと共にこの星にやって来たが、チャクラの実を巡ってか彼を裏切り、イッシキを瀕死寸前まで追い詰めた。
大筒木イッシキ（おおつつき イッシキ）
声 - 津田健次郎
大筒木一族。
左目に白眼、右目に『黒眼』を宿すオッドアイで、自身の肉体や視認した周囲の物体（ただし自身以外の生物は対象外）を任意で瞬時に縮小・復元させる、瞳術「少名毘古那」を駆使した戦闘を得意とする。
太古の時代、カグヤと共にこの星にやって来たが、十尾の生贄となる予定であった彼女の裏切りによって瀕死寸前まで追い詰められ、単独での神樹の製作を余儀なくされる。その後、「少名毘古那」でジゲンの身体に入り込み、彼の身体を乗っ取って長い間生きながらえつつ、十尾の幼体を管理しながら次の「器」になり得る人材を探していた。「殻」もそのために作った組織であり、その活動による幾多の人体実験を経てカワキという「器」候補を見出し、彼に「楔」を刻んで監視下に置いていた。
カワキが木ノ葉に保護されてからしばらく後、「楔」をマーカーにした時空間忍術でカワキの目の前に現れ回収を目論むが、止めに入ったナルトを無力化するため異空間に引きずり込む。駆け付けたサスケとの2対1になり、「少名毘古那」の特性を看破されつつも全力の2人を圧倒。サスケに重傷を負わせナルトを封印する。しかし、そのために力を使いすぎたことでジゲンの肉体の劣化が進み、アジトに撤退し回復を試みた矢先に果心居士に襲撃されてジゲンの肉体が限界を迎え、カワキの「楔」の解凍を待たずしてジゲンを器に転生、居士を撤退に追い込む。
だが、器としての質が低いジゲンの肉体では余命が僅かしかなかったため、カワキに再度「楔」を刻み転生すべく木ノ葉に向かうが、ボルトに異空間に飛ばされる。ボルトやナルト、サスケと交戦し、圧倒的な力で追い詰めるが、「重粒子モード」を発動したナルトによって寿命をさらに削られる。ナルトのチャクラを通じてカワキの居場所を探知、時空間忍術で自身の元へカワキを飛ばし、「楔」を刻もうとするが、「影分身」を使った策に引っかかり、寿命が尽きて消滅する。しかし、コードの元に思念体で現れ、彼を新たな大筒木として目醒めさせようとする。
モデルは一寸法師。
大筒木トネリ（おおつつき トネリ）
声 - 福山潤
大筒木一族の末裔。
『THE LAST -NARUTO THE MOVIE-』における事件でナルトに敗北した後、罪の意識から地球に渡らず独り月に残っている。
地球で起こっている出来事や神々（大筒木一族）の襲来が迫りつつあることを認知しており、いずれ彼らと戦うことになるであろうボルトに夢を通して助言し「淨眼」を目覚めさせている。その後も密かに監視を続けていたが、ウラシキに見つかり氷漬けにされてしまう。
大筒木モモシキ（おおつつき モモシキ）
声 - 浪川大輔
大筒木一族の系譜に連なる縁者。
頭には正面に向けて折れ曲がった2本の角が生えており、殿上眉の下にカグヤ同様両眼に白眼を宿す他、両掌には輪廻眼を開眼している。和風の貴族のような装束と羽衣を身に纏い、高下駄を履いている。一見すると端整な顔立ちの優男だが、他の人間達を「下等生物」と見下し努力や苦労を嘲笑う傲慢な性格をしている。長く生きているらしく、既に故人となっている大筒木シバイの神術を全て知っているらしい。
右手の輪廻眼で相手のチャクラや忍術を吸収し、グローブを嵌めた左手の輪廻眼から増幅して放つ術「高皇産霊尊」を用いる。その性質上チャクラを用いた忍術は通用しないに等しい一方、吸収の対象外である体術や刀など物理的な攻撃に対しては効果を発揮出来ない。ボルトの肉体を操っている際はボルトの使用する忍術を使用している。また未来を見る力があるようだが、何故そうなるのか分からないと零しているため断片的にしか見えないらしい。
カグヤが再び封印されてから十数年後、各地に散った尾獣のチャクラを集めて神樹を植え直し、そのチャクラの実から「仙丹」と呼ばれる丸薬を作ってそれを食らい不老長寿・怪力乱神を得ることを画策、親役のキンシキを伴い行動を始める。手始めに異空間を飛んでキラービーから八尾・牛鬼のチャクラを奪い丹を作った後、より強大なチャクラを持つナルトの九喇嘛を狙う。
その後中忍試験の会場に現れて周囲の者たちを守ろうとしたナルトを連れ去るも、後を追ってきた五影およびサスケとボルトに奪い返され、キンシキの肉体をチャクラの実に変えて喰らいさらなるパワーアップを果たすが、激闘の末にナルトとサスケの援護を受けたボルトの「螺旋丸」を受けて敗北した。その直後に残留思念のような形でボルトの前に現れ、「その青き瞳はいずれ貴様から全てを奪い去る」と言い残して消え去った。
その言葉の真意とは、倒される間際にボルトに「楔」を刻み、彼を器に蘇るという意味であり、ボルトが「殻」のボロとの戦いで追い詰められると彼の肉体を守るために目を覚まし、ボロを殺害した。イッシキとの戦いで気絶したボルトの意識を再び奪い、イッシキを倒した直後にサスケの輪廻眼を潰した。更に体が大筒木になりかけているカワキを連れ去るためにサスケとカワキと交戦し追い詰めるも、カワキの作戦によってボルトが目を覚ましてしまい角を折られて意識を取り戻された。その後はアマドの薬により、器としての進行を止められた。
コードとの戦闘の途中で薬の効力が切れた事でボルトの意識を奪うことに成功し、十尾を所持するコードを排除するべく交戦。そこにナルトやシカマルが来たことで乱戦となり、ナルトを殺そうとしたためカワキと交戦、「楔」が復活しイッシキの力を手にした彼と互角に渡り合うもボルトの意識が復活してしまう。そして覚悟を決めたボルトが自らの意思でカワキに殺されたため、唯一の器を守るべく転生を諦めて彼を蘇生させる。しかし転生は不可能になったもののボルトの肉体の主導権さえ奪えば変わらないと考えており、ボルトに間も無く絶望して生きる気力を失うことを伝えた。それ以降はボルトを蘇生させた影響で互いの思考混線し流れ込む様になっており、自由に心の中で会話が可能になっている。その後は『魅了』の正体に気付きながらも黙っていたが、カワキがボルトを殺そうとすると彼を逃し、ボルトに終わりが始まったことを告げる。その後はエイダの「全能」によって全てを失ったボルトの肉体を奪おうとするが、ボルトの強靭な精神力によって失敗する。
モデルは桃太郎と牛若丸。劇場版と漫画版ではキンシキのチャクラの実を喰らった後のビジュアルがそれぞれ異なる（テレビアニメ版では漫画版の容姿を準拠としている）。
大筒木キンシキ（おおつつき キンシキ）
声 - 安元洋貴
モモシキの親役にして従者。
2メートルを優に超える髭面の巨漢。モモシキ同様両眼に白眼を有し、額には右から左にかけて巻き付くように生えた額当てのような一本の角がある。空手着風の装束にグローブを着用し、普段は顔の右半分を覆うほどの大きな外套に身を包んでいる。
戦闘では持ち前のパワーに加え、背中から放出した赤いチャクラをマサカリなどの様々な武器状に形態変化させ自在に操ることができる。またその巨体とは裏腹に、サスケと互角に斬り結ぶほどの剣戟・スピードを誇る。
モモシキと共に地球の尾獣たちのチャクラを集めるが、後にサスケ達との戦闘で不利に陥ったモモシキを救うため、自ら丹となってその身を捧げた。
モデルは金太郎と武蔵坊弁慶。
大筒木ウラシキ（おおつつき ウラシキ）
声 - 中井和哉
大筒木一族の一員。
立場はモモシキよりも下で彼を「先輩」と呼びつつも、実際の敬意は薄く裏では「モモちゃん」と呼んでいる。普段の口調は丁寧ながらも軽い性格で、無意味な破壊行為を「暇つぶし」と評して行うなど行動も軽率且つ自由奔放。一方覚醒後は口調が荒くなる。
両目は白眼と輪廻写輪眼を開眼しており、戦闘時は釣竿と魚籠をチャクラで形成し、釣りの要領で長距離から敵のチャクラを奪って魚籠に蓄え、そのチャクラの持ち主の術を再現する「天須波流星命」を用いる。自身の眼球を食べることで、頭部に羽が生え額に金色の輪廻眼、食べた眼に代わる金色の双眸を持つ異形に変貌する。この時は時空間忍術は使えなくなる一方で凄まじいパワーアップを会得し、様々な技も使用する。
大筒木本家の命を受けカグヤの行方を探っており、その途中でトネリを氷漬けにし、カグヤが地球で封印されたことを突き止めモモシキたちと合流する。地球に降りてからは元人柱力である我愛羅を襲撃しチャクラを奪い、中忍試験会場での戦闘においてもミツキの仙術チャクラを危険視し不意打ちを仕掛けるが、我愛羅と長十郎の反撃に遭い撤退した。五影との決戦には参加せず行方をくらませており、モモシキを破ったボルトに興味を抱いている。
モモシキらが討たれてからしばらくして尾獣のチャクラ蒐集を再開し、手始めにトネリから奪ってきた傀儡を従えて守鶴を襲撃、防衛のため待ち構えていた我愛羅に傷を負わせサスケを異空間に飛ばすも、我愛羅に一時的に封印される。不意打ちでシカダイとテマリのチャクラを奪うと木ノ葉に守鶴を運ぶボルトとシンキを追跡するが、ボルト達の作戦により守鶴を木の葉まで運ばれてしまう。ボルトを追い詰め人質にしようとするも戻ってきたシンキに妨害され、ボルトの浄眼で時空間からの攻撃を予測され反撃を受けた挙句、異空間から戻ってきたサスケに角の一部を砕かれ撤退した。
その後、現代での尾獣の回収は困難と判断し、カラスキを使って過去の木ノ葉に移動、少年時代のナルトを付け狙う。しかし、時間移動に巻き込まれ先に過去に来ていたボルトたちの介入によって徐々に劣勢になり、魚籠に貯めていたチャクラと自身の眼球を喰らい、圧倒的な力でボルトとナルトを追い込み九尾の暴走を促すが、ボルトによって暴走は沈められ、自来也の指導により編み出されたボルトとナルトの巨大な螺旋丸をぶつけられる。自らの術で押し返そうとしたが、援護に入ったサスケと自来也によって体制を崩されてしまい、螺旋丸に呑み込まれ完全に消滅した。
モデルは浦島太郎。『NARUTO -ナルト- 疾風伝』682話では、カグヤが自身の脅威となる存在とした3人の中に彼と思われる人物がシルエットで登場している（残り2人はモモシキ、キンシキと思われる）。

### 人神樹
意志を持った十尾の神樹たち。
十羅（じゅら）
神樹一味のリーダー的存在。十尾の化身。モヒカンヘアのような髪型に、下まつ毛が特徴。目は輪廻眼を開眼している。
人間の言動に興味を示しており、書物を愛読している。ナルトを喰らう為に彼を狙っていたが、尾獣の力を持つ者がヒマワリであると知ると、喰らう相手をヒマワリにターゲット変更した。
猪鹿蝶ら第十班やヒマワリと交戦し、彼らを圧倒。遠くからボルトを狙撃する。
左（ひだり）
うちはサスケを取り込んだ神樹。サスケはイッシキ戦後に輪廻眼を失ったが、佐は輪廻眼を開眼している。口数が少なく、我のことを覚えていない。
サスケの娘であるサラダを喰らう為に狙っている。
十羅と共に木ノ葉に襲来し、ボルトとサラダと交戦、彼らの連携攻撃に敗れ、棘魂となる。その後、アジドで復活する。
祭（まつり）
風祭モエギを取り込んだ神樹。女性口調。猿飛木ノ葉丸を喰らう為に狙っている。
十羅と左が木ノ葉に襲来している際に、ボルトと果心居士の痕跡を追って砂隠れの里に襲来し、我愛羅と戦闘。我愛羅を瀕死の状態まで追い詰め、シンキを神樹に取り込り、人神樹の粒として仲間にする。
その後、粒と共に再び砂隠れに訪れ、ボルトの追跡を行う。目の前に現れた木ノ葉丸に動揺し、彼と交流する。しかし、「木ノ葉丸ちゃん」と呼びたいと提案して彼に拒否され、モエギに嫉妬して木ノ葉丸に襲い掛かるが、駆けつけたボルトによって八つ裂きにされた。
虫（まむし）
バグを取り込んだ神樹。非常に小柄で、口調が荒い。色んな所に入り込める能力（エイダの透視中等）を持つ。
エイダを喰らう為に狙っている。
粒（りゅう）
シンキを取り込んだ神樹。「〜っス」が口癖の軽い性格。我愛羅を喰らう為に狙っている。
ボルトを追跡する為に、祭と共に砂隠れの里を訪れ、サラダやミツキや砂の忍たちと行動を共にする。しかし、目的を見透かしており、ヨドを殺害して戦闘になる。

### その他
うちはシン（オリジナル）
声 - 檜山修之
外伝『七代目火影と緋色の花つ月』に登場。暁の衣を身に纏い、頭部と左腕にいくつもの写輪眼を埋め込んだ禿頭の男。「人が進化するためには争いが必要不可欠」と断言し、自身のクローンを攻撃を防ぐ盾にするなど非情な性格。マーキングした物体を念動力のように自由自在に操る瞳力を持つ。さらに万華鏡写輪眼も開眼しており、時空間忍術も使うことができる。
写輪眼を持ってはいるがうちは一族の者ではなく、暁の一員であったイタチに陶酔しているだけであり、勝手にうちはの姓を名乗っているに過ぎない。その正体は大蛇丸の元実験体であり、移植された組織に拒絶反応を全く示さないという特異体質の持ち主であったことから、自ら実験の被検体となり共にクローン技術の研究をしていた。その過程で写輪眼を大量に埋め込んだ右腕を志村ダンゾウに提供したため、当人は隻腕になっている。
大蛇丸の下を去った後は独自に自身のクローンを作り出し、「平和は人としての進化を止める」として戦乱の再来と暁の復活を目論む。そのために自分以外の写輪眼保有者であるサスケとその娘であるサラダをつけ狙うが、ナルトとサスケに阻まれて失敗、2人との交戦中に割り込んできたサクラのパンチを食らって深手を負い、彼女を巻き込んで時空間忍術で自分のアジトへと姿を消した。しかしアジトを突き止めたナルトたちの襲撃を受けて追い詰められ、クローンを囮に逃亡を図ろうとするも、自分が植え付けた思想が仇となってクローンたちに見限られ、彼らの一斉攻撃を受け死亡した。
うちはシン（クローン体）
声 - 富樫美鈴
シンが自分の歯と神経から作り出した大量のクローン体。ソフトモヒカンのような髪型が特徴。クローンのため、影分身とは違って一人一人が独立した意思・人格を持つ生命体である。オリジナルのシンが作り出したクローンは皆同じ容姿・体格をしていたが、クローン体のシン達が作り出したクローンは技術が不完全だったためか、痩せ細った個体や肥満体の個体、更には通常の人間の数倍近い体躯を持つ個体までいる。オリジナルのシンからは自分の血肉の予備程度にしか思われておらず、実際に臓器移植や囮のために命を奪われた個体もいた。
当初こそオリジナルのシンの命令に忠実に従っていたが、彼の瞳力が弱まると見切りをつけてナルトたちの襲撃のさなかに彼を殺害した。クローン達はいずれ自分達がオリジナルのシンに取って代わることを考えていたようで、彼の目を盗んで無数のクローンを作り出していたが、その後はナルトと九喇嘛のチャクラに威圧されて恐怖を抱き降参した。その後は生存していた全員が、カブトが代表を務める孤児院に送られた。
十尾（じゅうび）
サスケが調査のために潜入した空間でジゲンによって黒棒で動きを封じられており、度々チャクラを抜き取られているらしい。ナルトたちが第四次忍界大戦で戦った十尾とは別の個体と考えられる。

### アニメオリジナルキャラクター
ゲッコウ
声 - 稲田徹
「世のため人のため」を謳って各地で盗みをはたらく忍の義賊集団「白夜団」のリーダー。対象の記憶や認識を改竄する幻術を扱う。
両親を喪ったリョウギを団に誘うが、実際は彼がリョウギの両親を殺害した張本人であり、目撃者であるリョウギの記憶を書き換えて自分を慕うように仕向けていた。団の活動目的も単に金のためであり、部下のことは自分の「駒」としか見ていない。
木ノ葉隠れでも盗みを行い、最後の仕事として民衆のデモを隠れ蓑にして最新の科学忍具を強奪する。リョウギを含む部下を切り捨てて他国への逃亡を図るが、駆けつけたナルトにより阻止・警務部隊に拘束された。
リョウギ
声 - 小林裕介
「白夜団」の一員である少年。血継限界である氷遁忍術の使い手。
元は雪深い土地に暮らしていたが、両親を盗賊に殺され、行き場を亡くしたところを父の仕事仲間だったゲッコウに拾われ、「白夜団」の一員となった。
将棋を通してシカダイと親しくなるが、白夜団であることに感づいた彼に活動を批判され決裂する。デモが囮であることに気付いて追跡してきたシカダイとボルトを相手取り、ゲッコウの手により精神を暴走させられ限界まで忍術を行使して抵抗するが、ボルトの援護を受けたシカダイに幻術を解かれて正気に戻り、木ノ葉警務部隊に拘束された。
ガラガ
声 - 野川雅史
右眼に傷を負う隻眼の赤い大蛇。極めて獰猛な性格で逆鱗を有しており、触れた物を石化させる毒液を吐く。暗闇でも熱で相手の位置を捕捉できる。
右眼の傷はかつての契約者（声 - 佐原誠）の裏切りによるもので、その経験から人間を憎んでいたが、白蛇仙人との取引で自分を鎮めるために逆鱗を奪おうとするボルトにより過去を覗かれ、仲間を信じられなくなった昔の自分と異なり里を去ったミツキのことをひたすら信じ続ける彼に興味を持ち、その行く末を見届けるという条件で口寄せ契約を結んだ。ボルトのことは「シャバ僧」と呼び、戦闘ではボルトの指示はほとんど無視して暴れるなど勝手気ままだったが、ボルトがミツキにやられた際は彼に立ち直る切っ掛けを与えた。岩隠れでのツクラレとの戦いでは最後までミツキを信じ抜いた彼に助力し、ボルトとの連携で巨大な芥を倒し、キララ撃破に貢献した。事件解決後に契約の終わりを宣言し最後にボルトの名前を呼び別れを告げた。
白蛇仙人（はくじゃせんにん）
声 - 鈴木弘子
龍地洞に君臨する大蛇達の長らしき巨大な白い蟒蛇。他人とコミュニケーションをとる際には老婆の姿の人間態をとる。訛りが強く、一人称は「オレ」。
強い欲望を持ち仙術を求めて自分を訪ねてきた者のうち、試練を突破した者に仙術を伝授している。第四次忍界対戦以前には大蛇丸やカブトにも修行をつけた。
ミツキの行先の手がかりを得るためやってきたボルトたちに対し「ガラガから逆鱗を奪い鎮める」ことを交換条件とするが、生還しただけでなく逆鱗を奪わず従えたことに感心し、ミツキの蛇の記憶を見せ行先が土の国であることを示した。
トサカ
声 - 子安武人
鳥類学者。興味があることは何でも舐める癖がある。鳥獣被害の事件の任務依頼を受けたボルトたちと同行する。
正体は呪印を用いた生体兵器の開発を企てているマッドサイエンティストで、事件の黒幕。呪印のオリジナルである重吾の細胞サンプルを入手するために雁に呪印を感染させ、それを調べに来るであろう重吾をおびき出した。
重吾の身柄を確保しボルトたちを排除すると本性を現し、最終テストと称して自ら呪印で異形の姿に変化し重吾と戦うも、まるで歯が立たず返り討ちに遭い呪印の力を吸収される。最終的に呪印を中和する血清を木ノ葉丸に抑えられたことで目論見は崩れ去り、事件後は水月たちに拘束され音隠れに連行された。
モモ、ササミ
声 - 田丸篤志（モモ）、井口裕香（ササミ）
トサカの部下である双子の兄妹。
呪印の力を解放することで異形の姿に変化することができ、モモは腕部が肥大・硬質化したパワー重視、ササミは脚部を変形させ獣じみたスピード重視の戦闘を得意とする。また、噛んだ相手に呪印を植え付ける能力を持つ。
木ノ葉隠れからの援軍を防ぐため、状況報告のため帰還しようとした第十五班を強襲し、ワサビとなみだに呪印を感染させ拉致するが、後日救出に来たサラダ、スミレ、香燐と交戦し、モモは第十五班と鵺の連携に、ササミは香燐のサポートを受けたサラダに倒される。
宵村レモン（よいむら レモン）
声 - 藤田咲
火の国のはずれにある「橙村」に住む旧家の令嬢。人の記憶を喰らう獣・走馬（そうま、声 - 西谷亮）を封印した巫女・クエンの子孫であり、左掌に走馬の痣の半分を宿す。身分を偽って木ノ葉丸とボルトに木ノ葉の里を観光案内して貰い、木ノ葉丸と惹かれ合う。お嬢様育ちだが天真爛漫な性格で、酸っぱいものが好物。記憶を失うのを防ぐ為の簪を身に付けている。
カンキツとの婚姻の日、走馬の思念に操られたカンキツにより走馬の封印を解かれてしまい、クエンが行った「走馬を自身の体内に閉じ込め生えてきた2本の角を切り取る」方法を駆けつけた木ノ葉丸と共に行い走馬を無事退治した。その代償として走馬に全ての記憶を喰い尽くされ自分の名前さえもわからなくなってしまったが、木ノ葉丸と一緒に食べたハンバーガーを再び食べたときには懐かしさを感じ自然と涙を流していた。
明月カンキツ（あきつき カンキツ）
声 - 間島淳司
レモンの幼馴染で許婚。走馬を封印した一族の一人であり、右掌に走馬の痣の半分を宿す。幼い頃はレモンと親しかったが、最近になって人が変わったかのように冷酷になってしまった。
実は封印が緩んだ走馬に操られており、婚姻の日に封印石を叩き斬って走馬の封印を解いてしまう。その後走馬が離れたことで元の優しい人格に戻り、以後記憶を失ったレモンを献身的に支える。
アサキ
声 - 大澤洋子
宵村家のの家政婦である老婆。行動が怪しいカンキツの様子を探るように木ノ葉丸とボルトに依頼するが、2人に会った記憶を食われてしまう。しかし、再び会いに来たボルトの言動からカンキツへの疑念が深まり、簪を壊そうとする彼に立ち向かい、駆けつけたボルトに簪を託して逃がした。
ゴジョウ、イサゴ
声 - 山口太郎（ゴジョウ）、桑原由気（イサゴ）
風の国の近隣に住む親子。イサゴは砂漠で倒れていたボルトを助けるが、ゴジョウは第四次忍界大戦の時に忍によって住んでいた村を焼き払われた過去から、忍を嫌い人里離れた砂漠で生活していたが、畑荒らしのゴロツキ（声 - 菊本平、岡井カツノリ）から人質に取られた娘を助けられ、ボルトのことは信頼するようになる。後にウラシキによって襲撃され、家を壊されてしまう。
カラスキ
声 - 白石稔
小さな亀の姿をした大筒木の宝具。自分に蓄えたチャクラを消費して時空を移動する機能を持つ。遺跡から謎の遺物として発掘された後木ノ葉で保管されていたが、里に忍び込んだウラシキにチャクラを与えられ起動し、ボルトとサスケを巻き込んで過去に移動させる。
自我はあるが機械的で欲求や仲間意識はなく、自身を時間移動という役割を果たすだけの存在として認識しており、立場上大筒木の敵であるボルトやサスケにタイムパラドックスとなり得る行動を慎む警告を伝えるなど中立的な立場をとっている。
移動後はチャクラ切れのため、ボルトのポーチの中で休眠していたが、ボルト・ナルトとウラシキの決戦の最中に放出されたナルトのチャクラの残滓を取り込んで再起動し、ボルトとサスケを元の時代に送った後、ボルトの言葉に従い自分のしたいことを探すため別の時代へと去っていった。
アナト
声 - 岡井カツノリ
ヴィクタの会社の社員。
安否不明となり、恋人のミア（声 - 長妻樹里）に依頼され、第七班に捜索任務を依頼されるが、柱間細胞を体内に取り込んでおり、暴走。我忘れてボルトたちを襲うが、ヴィクタらによって身柄を確保され、その後始末された様子。
ユビナ
声 - 平田宏美
辺境で小さな病院を営む女医。患者の悲鳴を聴くことが好きなサディストであるが、腕は良く医師としては良識的。かつては忍里に属する医療忍者だったが、里との方針が合わず忍を廃業し医療に専念している。
知己であるムギノの依頼で柱間細胞を植え付けられたミツキの治療を行い、彼の協力を得て細胞侵食を治療するための抗体を作成する。
キリサキ
声 - 木内秀信
霧隠れの抜け忍である医療忍者。里を抜けてからは闇医者をしており、黙の国にある俘囚城の城主・サクヤ（声 - 小島幸子）から柱間細胞を用いた若返り手術の依頼を受けていたが、城に行く前に接触を図ったボルトたちに捕まり、木ノ葉丸により変化の術で成り代わられる。
アサカ、ヒルガ、ユウガ、ヨルガ
声 - 星野佑典（アサカ）、沢城千春（ヒルガ）、大野智敬（ユウガ）、赤羽根健治（ヨルガ）
霞の国の忍兄弟の4つ子。同じ顔と右耳に着けている揃いの耳飾りが特徴。孤児院育ちで貧しい幼少期を過ごしたことから兄弟同士の絆は深いが、里への恩義と忠誠心も強く、任務遂行のためならば自己犠牲も厭わない。また、それぞれ術者の犠牲を前提とした禁術を会得している。
任務で柱間細胞を狙って黙の国に潜入し、キリサキから情報を探るため女性（声 - 松本沙羅、山田奈都美、柚木尚子、八木侑紀）に変化して酒場で彼を接待していたが、おいろけの術で変化したボルトの介入により失敗。以降はボルトたちの目的を探り、彼らの作戦にこっそり便乗する。
俘囚城への潜入の際、侵入者除けの結界に抜け道を作るためヨルガが囮となって落命する。残り3人はサクヤとその執事（声 - 後藤光祐）を殺害して柱間細胞を奪取し、ボルトたちに強盗殺人の罪を擦り付けて逃亡する。逃亡の途中では殿を買って出たユウガが禁術の代償で落命する。続きヒルガも禁術を使ってボルトたちを道連れにしようとするも、ディーパが柱間細胞を狙ってアサカに近づいていることを知り戦闘を中断してアサカと合流するが、ディーパの奇襲により死亡する。残るアサカはディーパを道連れにすべく、兄弟の形見の耳飾りを手に自爆攻撃を敢行するが、傷1つ付けることができず全滅する。
カタラ
声 - いなせあおい
黙の国に住む少年。ならず者ばかりの大人たちから逃れるため、他の同年代の子供たちと共に地下に隠れ住み、地上で盗みをしながら暮らしている。
妹のコナ（声 - 八木侑紀）が柱間細胞を植え付けられてしまったが、治療費のあてがなかったため一縷の望みを託してユビナの病院に匿名で妹を預けた。その後、ミツキの協力で回復した妹と再会を果たし、その恩に報いるため冤罪で追われていたボルトたちを匿い、子供たちの情報網を駆使してアサカらの目撃情報を提供した。
イノリ
声 - 山田奈都美
『殻』のボロの宗教団体の信者である女性。出家し、病に侵されていた自分を救ったボロを「救世主」として酔心している。
忍の兄（声 - 岡井カツノリ）が助けに来たが、拒絶しボロによって殺害される。その後、ボロが死亡してからは連絡が取れずにいたが、里の任務で宗教団体の調査に来た木ノ葉丸とサイにボロは死に騙されていることを知らされる。それでも考えを改めることは無く、他の信者共々ボロは自分にとって救世主だったと再認識し、後始末に来たデルタによって、崩れゆく教団の中で他の一部の信者と共に、デルタの破壊光線を浴びて細胞が崩れて消滅した。

#### ツクラレ
岩隠れで生み出された人造人間たちの総称。製造にあたり人間と白ゼツの細胞が用いられており、全員が白ゼツに似て色白。オオノキ曰く「意思無き兵隊」だが、それぞれに人間と同じ感情と個性を持つ。
各自が優れた能力を有しているものの、肉体が劣化しやすくその都度投薬などの調整が必要になるという欠点を持つ。その克服に端を発した反乱を起こし里を制圧するも、ミツキを追ってきたボルトたちの介入によって全滅した。その後、木ノ葉に帰還したミツキがささやかながら彼らの墓を作り供養している。
空（くう）
声 - 木村昴
ツクラレの統率者にして最初のツクラレ。オオノキの細胞が使われており、彼の血継淘汰である塵遁を扱える。名前はツクラレの本来の製造目的である「意志なき者」「空っぽ」を意味してオオノキに命名されたもので、彼のことを「マスター」あるいは「父」と呼び忠誠を誓っている。
基本はオオノキの方針に従い行動を起こしてきたが、「人間を守るために自分たちの存在が不可欠」として、オオノキに黙って里を武力で制圧し、一部の忍を犠牲にしてツクラレ用の心臓の精製を目論んでいたが、ミツキの翻意により失敗する。
やむを得ずドクターを殺害して心臓を奪い第七班を迎え撃つが、3人の連携攻撃によって心臓を破壊される。最後の足掻きで塵遁を放つも、オオノキの命懸けの塵遁で返り討ちに遭い粉々に砕け散った。
コクヨウ
声 - 玉木雅士
ツクラレの一人。空への忠誠心が強く用心深い性格で、他のツクラレの仲間とは違って人間を軽視しており、ミツキのことも信用していない。
忍術は扱えないが、トンファーを使った体術のスペシャリスト。
第十班と再戦した際に駆けつけたアックンの犠牲もあり、影縛り・心転身・肉弾戦車による猪鹿蝶の連携攻撃に敗れる。最期にシカダイから心転身の仕組みを聞き、自身にも確かに心があったことを悟りながら絶命した。
セキエイ
声 - 浦尾岳大
ツクラレの一人。おかっぱ頭のマッシュルームヘアーが特徴。無邪気な性格で、同じ人造人間であるミツキと仲良くなろうとする。ツクラレの中で一際「人間」に興味を示しており、行動や感情、他人との繋がりをミツキから学ぼうとする。
暁のデイダラも用いていた禁術「起爆粘土」を使用できるよう調整されており、様々な虫の姿に加工して攻撃や破壊工作に用いる。
機能停止寸前に一度救われたことからミツキのことを「友達」として信頼しており、彼の不可解な行動も黙認していたが、最後の最後で裏切ったことに激高し牙を剥く。感情をぶつけながら戦いを繰り広げるが、雷遁で起爆粘土を封殺され敗北し、最後はミツキと和解して仲間たちの後を追うように事切れた。
キララ
声 - 芝崎典子
ツクラレの一人。ゴスロリが特徴でお洒落が趣味だが、見た目とは裏腹に口が悪く嗜虐的。普段は瞳を閉じている。
強力な幻術の使い手で、精巧な精神操作や意識を残しての肉体操作を得意とする。
ミツキが空に反旗を翻した後、ボルトとサラダと交戦。多数の芥を融合させた巨大な芥で叩き潰そうと目論むが、ボルトが口寄せしたガラガに芥を食い止められている間にサラダに敗れ、最期はガラガに破壊された芥の破片の下敷きになるという末路を迎えた。
カコウ
声 - 浅利遼太
ツクラレの一人。高く伸びた赤い髪が特徴。読書を好み、人間の心に興味を抱く一面も持つが、好戦的な性格で闘争による高揚感に快感を見出す。
土遁や塵遁の使い手だが、術を連続して使用すると肉体の劣化がより進行するため、約20秒のインターバルを設けている。
ボルトと共に行動していたオオノキを連れ戻すため、ボルトおよび彼の救援にやってきたサラダ・チョウチョウと交戦。追い詰められると身体の負担を厭わず塵遁を連発し、ボルトにとどめを刺す寸前で寿命が尽きて絶命する。
芥（アクタ）
声 - 小野賢章
里の防衛のため、オオノキが土遁の応用で生み出した土人形。顔には急所となる面が付いており、これを割られると身体が崩壊してしまう。
ツクラレ以上に劣化が速く延命手段も無いが、感情を持っているような仕草を見せることもある。
開発当初は術者の命令を聞かなくなるなど制御が困難だったが、計画が大掛かりなものになってからは研究所で大量に生み出され、5体のツクラレの手足として働くよう調整されている。
アックン
声 - 白石涼子
岩隠れに向かう途中でいのじんが見つけた芥の一体。通常の個体とは違い、小柄でウサギのような仮面が特徴。いのじんに懐き、彼に名前を付けられ言葉も教わる。
いのじんと共に洞窟に待機していた際、キララの襲撃に遭い置き去りにされる。その後、いのじんを助けるために里に駆けつけコクヨウに絡みつくも仮面を割られ、いのじんの腕の中で彼の名を初めて呼びながら崩壊した。

#### 鬼灯城
鬼灯城の基本設定については『劇場版 NARUTO -ナルト- ブラッド・プリズン』の記事を参照。
無常（ムジョウ）
声 - 野島昭生
「鬼灯城」の城主。こけた頬に髭が特徴の老年の男性。
同じ家系の者が代々務める伝統忍術「天牢」で牢屋の囚人たちのチャクラを封じているが、体調を崩しており発作を抑える薬を常備している。
木ノ葉に依頼され、ボルトたちの潜入に便宜を図るなど陰ながら協力するが、コクリの仮釈放が決まった矢先に発作で倒れてしまい、ベンガに実権を奪われてしまう。その後は医務室に運ばれていたがボルト達がツキヨを撃破したのと同時期に意識が回復し、騒動後は仕事に復帰している。
ベンガ
声 - 松本大
「鬼灯城」の看守長。角刈り頭で円形サングラスにすきっ歯が特徴的な巨漢の男。火遁の術の他、看守長に代々引き継がれる脱獄犯狩りの忍犬・オルトロスと口寄せ契約している。
公明正大で規律に厳しいムジョウに対し囚人たちの扱いは悪く、自身の匙加減で暴行し懲罰房送りにする、賄賂を受け取るなどの行為を繰り返していた。それらの行為がムジョウの知るところとなり無期限謹慎を言い渡されるが、発作を起こしたムジョウから薬を取り上げて病院送りにした後、城主代行として権力を握る。
ツキヨ（に擬態したショジョシ）と裏取引をして凶悪犯が収容されている「第二鬼灯城」にコクリを移送しようと目論んでいたが、ドラグの密告がきっかけでボルトたちの脱獄計画を知り、逃走中の彼らの前に立ちふさがるも失敗、外部からの干渉で自身の不正が暴かれる前に問題を解決するためツキヨに泣きつくが、「天牢」を解いた途端に用済みとして倒されてしまう。事件後の生死は不明。
アライ
声 - 鈴木崚汰
「鬼灯城」に潜入したボルトとミツキと同房になった囚人。赤い髪が特徴。
人当たりの良い性格で、ボルトたちともすぐに打ち解ける。実はツキヨの内通者であり、木札を持ち出して医療監房を出たコクリを襲い、犯人をケダマに仕立て上げようとするも、ミツキに正体を見破られ別の房に移された。
カマタ
声 - 北沢力
「鬼灯城」に潜入したボルトとミツキと同房になった囚人。坊主頭に鼻の下の黒子が特徴の青年で、嘘をつくと鼻の穴を膨らませる癖がある。16歳。
病を患った幼い妹の治療費欲しさに強盗の罪を犯しており、服役中は「旅に出ている」と偽りながら囚人同士の賭け事で儲けた金を仕送りしている。
ベンガに賭けの儲けを握られ、ボルトとコクリの秘密を密告するよう命じられる。結果、ボルトたちが木ノ葉から潜入していることを掴むも、コクリが金を寄付した先が妹の治療費を出していることも知ってしまい、妹の恩人である彼を守るために口をつぐみ懲罰房送りとなった。一連の騒動後は再び元の房に戻っている様子。
ケダマ
声 - 黒田崇矢
「鬼灯城」に潜入したボルトとミツキと同房になった囚人。ヒッピーヘアが特徴の筋骨隆々な男。
口数が少なく沈黙な性格で、他の囚人とは馴れ合わず花壇の花を黙々と育てている。かつては囚人たちのリーダーのような存在だったが、過去に脱獄を図って失敗した際に仲間のキク（声 - 関戸博一）を失い、ベンガによって密告者に仕立て上げられたことから囚人たちの信頼を失い、それ以来他人に関わることを拒むようになった。
ボルトたちの脱獄計画を偶然聞いた際にも不干渉を貫こうとしたが、何があっても仲間を信じる彼らに思うことがあったのか、脱獄決行時のトラブルに見舞われたサラダを救出し送り出した。その際に意図せずして天牢も解除されたが、事件後も鬼灯城に留まり変わらず花壇の花を育てている。
ドラグ
声 - 小山剛志
「鬼灯城」の囚人を仕切る牢名主。スキンヘッドで泥棒髭に左目の入れ墨が特徴の男。
ボルトに根性試しを提供する。実はベンガの子飼いであり、不審な行動をとる囚人を密告しており、ボルトたちのことも報告した。一連の騒動後はベンガとの内通が発覚したのか、他の囚人達の前ではかなり肩身の狭い表情をしていた。
ドクター
声 - 石井真
「鬼灯城」の医療職員。医療監房での囚人たちの主治医を担当している。

#### 舟戸一族
古くから水の国にある一族で、海賊として略奪行為を行なっていた。一族の長であるアラウミとその家族を中心とした舟戸に加担する者達で構成されている。荒れた海に飛び込む儀式があり、それによって力を得た者は証（えら）が出来る。五年前の大規模な掃討作戦でアラウミが捕まる形で一時は大人しくなったものの、イサリによってアラウミが脱獄し、賛同する者達と共に再び暴れ出した。最終的にはボルトの命懸けの説得によって大半が戦意を喪失したため戦争は終わり、舟戸に属したものも戦争を続けようとする者以外は許された。
舟戸アラウミ（ふなと アラウミ）
声 - 千葉繁
舟戸一族の長。筋骨隆々とした大男で豪快な性格。五年前に捕まり、刑務所にて身体中の水分を蒸発された状態で捕まえられていたが、イサリによって脱獄する。妻に深い愛情を抱いており、その妻を殺した水の国を恨んでいる。また、その際に妻が庇い託されたイカダに対して期待している。
脱獄後は各地から仲間を募った後、自身を助けた功績からイサリに指揮権を渡していたが、その結果テンマが死に青煉も重傷を負ったことからイサリから指揮権を奪い取り力付くで水の国を倒そうとする。そのために必要な力を持つとしてイカダに強い期待を寄せ、戦いに出るように言いつけるも反発される。青煉の死によって考えを変えたイカダの儀式の末に証が現れた際には待ち侘びたと叫びながら喜んだ。そしてイカダに指揮を任せた後に裏切ったイサリを殺害し、水の国との全面戦争へと向かう。しかしイカダや大半の部下がボルトの説得によって改心してしまい、それでも強引に戦争を続けようとしたがカワキによって止められる。彼だけは復讐心から戦いを諦めなかったために、他の舟戸軍やイカダとは違って、再び全身の水分を奪われて捕らえられた。
舟戸ミナモ（ふなと ミナモ）
声 - 柚木尚子
舟戸一族のアラウミの妻。イサリと青煉とイカダの母親。
舟戸イサリ（ふなと イサリ）
声 - 川原慶久
舟戸一族の長男。邪魔者は容赦なく殺す冷酷な人物だが、父親への忠誠心は厚い。アラウミがいない間は一族を纏めていた。魚の骨のような形をした銛を持つ。銛は独自の意志を持ち、術を吸収するなど様々な能力を持つが、元はアラウミから渡された物なのでアラウミの命令には逆らえない。
式典の途中で飛行船を爆破させた隙に仲間と共に刑務所を襲撃。アラウミを脱獄させた後にボルトとかぐらと交戦するも容易く一蹴した。その後は各地から仲間を集めた後戦力差から短期決戦しかないと判断し、アラウミから指揮権を貰い最前線で水の国と交戦。その隙に精鋭部隊が奇襲作戦を成功させる予定だったが、ボルト達の活躍で奇襲作戦に失敗し更にはテンマも暴走して命を落としてしまう。作戦を失敗した上に家族の命までも失ってしまったことからアラウミからの信頼を失い、強引な作戦を行おうとするアラウミを説得するも聞き入れられずに指揮権も奪われてしまう。このままでは舟戸の存続が危ういと判断しアラウミに黙って和平を望むも、それを裏切りと捉えたアラウミに銛を遠隔操作されて殺された。
舟戸テンマ（ふなと テンマ）
声 - 坪井智浩、松本沙羅（幼少期）
舟戸一族の次男。他の家族とは違い白い髪と顔に赤い紋様がある。元は孤児で偶然にも村を襲撃したアラウミの強さに惚れ込み彼に連れて行って欲しいと頼み、義理の息子となった。弱者は自身の部下であっても容赦なく殺し、文淡曰く「一族の中でアラウミの次に凶暴」。一方で自分のことを息子として育ててくれたアラウミに対しては高い忠誠心を持つと同時に、自身のことを褒めてもらいたいとも思っていた。移動要塞の指揮をとり、水の国の前線基地を破壊した。
アラウミの脱獄には参加せずに前線基地の破壊や島々に部下を送り込み舟戸のものにしようとしていた。要塞に侵入したボルト達と交戦し圧倒するも、カワキとかぐらに足止めされた隙にボルトによって要塞を破壊される。その後は兄のイサリと共に戦場の最前線にて長十郎達の注意を引いていたが、本人は性に合わないからと積極的に戦いたがっていた。イサリに諭されて一度は納得するも、別働隊の失敗を聞いた後は父親に認められたい一心でイサリの指示を聞かずに突撃。長十郎の首を取ろうとするも手も足も出ず死亡した。
舟戸青煉（ふなと せいれん）
声 - 潘めぐみ
舟戸一族の長女。舟戸一族の紅一点で他の家族同様強気な性格であり、裏切り者には容赦ない。一族の事を最優先に考えているが、イサリやテンマと違い弟のイカダを気にかけている。イカダからも慕われており、兄弟内で唯一連絡を取っていた。ハープのような弓を持ち、音で敵を感知したり弓矢の軌道を自在に操る能力を持つ。
アラウミ救出後は以前舟戸を裏切った者達を粛清しており、その途中で弟のイカダにも戻ってくるように呼びかけた。その際にすれ違ったボルトを見せしめとして殺そうと画策し、ボルトの不意を打とうとするも警戒していたボルトに逆に見つかり交戦。駆けつけたかぐら諸共追い詰めるも途中から鳴り出した雷によって能力を上手く使えなくなった隙をつかれて重傷を負い、意識不明となる。その後は治療を受けて舟戸の基地で運ばれいたが、命の助かる見込みは非常に低い状態となっていた。目を覚ますと血を吐きながらも奇襲作戦に向かおうとするが倒れてしまい、それでも尚舟戸の勝利を諦めなかった。その姿を見たイカダから自分が倒れた後奇襲作戦が成功し、イカダも活躍して舟戸が勝利したという嘘を聞かされると、安堵の涙とイカダへの期待を呟きながら死亡した。
舟戸イカダ（ふなと イカダ）
声 - 白井悠介、長妻樹里（幼少期）
舟戸一族の三男。造船の盛んな島でカジキ親方（声 - 松山鷹志）の弟子として船大工見習いをしている。
他の一族と違って争いを好まない性格をしており、そのためか儀式をしても家族のような証が出てこずに周りからは馬鹿にされていた。父のアラウミや姉の青煉からは強い力があると期待されているが、本人は自分にそんな力はないとして戦い以外の形で貢献するために家を出た（姉以外からは理解を得られなかった）。しかし、カジキ親方の元で学んでいく内に「自分の作った船で世界中を旅する」夢を持った。本気を出すと水掻きが出来る不思議な体質だが、周りに不気味がられないように隠している。
当初は嵐の中を泳いだりする力はあったものの、戦闘能力自体はほぼ皆無だった。証が現れて以降は直接戦闘する描写は無いが、アラウミが絶賛し期待するほどの力を持っているらしく、船を飲み込む程の津波を真っ二つに裂いたり、巨大な水の竜でボルトを助けたりしている。
船が動かなくなり誤って海に落ちてしまったボルトを見て咄嗟に助けた後、カジキ親方と共に船の点検をして島で船を修理することになる。ボルトからは意識を失う寸前に影を見ていたことから自分を助けてくれた人と気づかれかけるも、水掻きがバレたくないためにシラを切っていたが、後にボルトにはバレてしまう。共に行動する内にボルトと仲良くなり、カジキ親方からも認められたが、姉である青煉から舟戸一族として戦いに参加するように要求される。一度はその誘いを断るも、フナムシから青煉が重傷を負ったという報告を受けて姉の元へと向かい、更にそこで姉と戦っていたのが親しくなったボルトであることを知らされる。その後は姉の付き添いで舟戸の基地へ戻り、姉の看病をしていた（突然の事で誰にも知らせていないのでカジキ親方達からは行方不明扱いになっていた）。基地に帰ってからは父親や舟戸の仲間から戦うことを要求されていたが人を傷つけることを躊躇っていた。しかし、フナムシの死後に兄のイサリから青煉が怪我を負った原因の一つが自分を迎えにきたからであることを聞かされ、更にその直後に姉が目を覚まし、自分への期待を呟きながら息を引き取った事で戦うことを決意。再びアラウミの目の前で儀式を行い、証と力を手に入れる。その後は舟戸の指揮を取り水の国へと進軍を開始。一触即発の状況で現れたボルトに戦争を止めるよう説得されるも断り、尚も引き下がらないボルトに交換条件として長十郎の首を要求。当然断られるもボルトは代わりとして自分の首を差し出すとして、イカダもボルトが殺されてもサラダとミツキが大人しくしていれば戦争を止めると約束。その時は約束を守る気はなかったがどれだけ暴力を振るわれても屈せず、イカダの怒りを止めるために海に身を投げるボルトと、ボルトのために憎しみを抑えて復讐をしないサラダ達の姿を見て、自分の負けを認める。そして再びボルトを海の中から助け出して和解し、戦争を止めた。終戦後は大人しく捕まり、自身がそのまま死ぬまで牢の中で暮らすことも覚悟していたが、長十郎からは監視下に置くためとしてカジキ親方の元で働くように命じられ、再び夢に進む。
ジビキ
声 - 深町寿成
イサリの右腕（側近）。顔の左側にぶら下がっている髪の束を錨型で結んでいる。
刑務所襲撃に参加しアラウミの脱獄に寄与する。戦争の終盤ではイサリが和睦のため動いていることをアラウミに報告してしまい、結果イサリを死なせてしまったことに絶望。終戦後も心神喪失状態のまま霧隠れに拘束されることになった。
フナムシ
声 - 藤原貴弘
青煉の右腕（側近）。コブナ（声 - 田野アサミ）という一人息子がいる。青煉や舟戸一族に狂信的な忠誠心を持ち、仇であるかぐらやボルトを常に狙う危険な人物。その反面、年端もいかない子どもに対しては優しい一面もある。
青煉の命により、霧隠れとの交渉材料としてかぐらの拘束を目的として交戦するも、逃げられてしまう。見失ったかぐらを探している最中に青煉がかぐらとボルトにより致命傷を負される事態に見舞われる。以後はかぐらとボルトへの復讐を優先して行動する。
舟戸本隊からの命により、精鋭部隊を率いて陸路から霧隠れへの奇襲行動を開始するも、途中にあった村にてボルト一行と2度の死闘を繰り広げる。1度目の戦いの最中に、かぐらの胸を貫き命を奪う。この際にテンマの戦死もあり、アラウミからは撤退命令も出ていたが、残るボルトへ復讐を優先して2度目の襲撃を開始する。2度目の襲撃時は天候を味方につけるなど戦いを優位に進めるも、蛇苺のチャクラ糸により身動きがとれなくなった隙にボルトの螺旋丸を受けてしまう。しかしかぐらの時と同様にボルトを背後から羽交い締めにして命を奪おうとするも、文淡に突き刺されて逆に命を落としてしまった。彼が殺されたことにより、ボルトはフナムシの息子や慕う者たちから憎しみを向けられてしまう。

### 小説版の登場人物
道頓堀クーイ（どうとんぼり クーイ）
声 - 増岡太郎
『ナルト新伝 親子の日』に登場。「鍋底ざらいクーイ」を自称する男。木の葉隠れの里で毎年開催される大食いコンテストに出場している大食漢だが、毎年チョウジに敗れている（チョウジからも覚えられていない）。
アニメでは甘味屋・あんころ堂老婆（声 - 大塚みずえ）の雇った刺客として登場。第127話にもゲスト出演した。
道頓堀ダオレ（どうとんぼり ダオレ）
声 - 武田華
『ナルト新伝 親子の日』に登場。クーイの息子で、「重箱つつきのダオーレ」を自称する肥満児。
アニメではクーイ同様、あんころ堂老婆の雇った刺客として登場。第127話にもゲスト出演した。
姫野リリィ（ひめの リリィ）
『サスケ新伝 師弟の里』に登場。木ノ葉の里のアイドル歌手。謎の集団「紫月教団」の過激派から裏切り者として命を狙われていた。
ダンジョウ
『シカマル新伝 舞い散る花を憂う雲』に登場。土の国の大名。欲深な性格で、隣接する小国・華の国の豊かな土地を目当てに大規模な侵攻計画を企てた。五大国の大名会議でイッキュウに追及されても一切非を認めなかったが、シカマルが発案した大陸全土の大名を集めた全大陸会談でのナルトの演説により黒ツチが火の国側に付いたことや参加国からの非難を受け、イッキュウが提案した土の国に隣接する火の国の領土割譲を受け入れた。
華の国大名
『シカマル新伝 舞い散る花を憂う雲』に登場。土の国に隣接する小国・華の国の大名。シカダイやボルトと同年代だが、半年前に父が急死したため、急遽大名に就任した。自国の資源を狙った土の国の侵攻を受けかけていたが、シカマルの奔走による全大陸会談を経て侵攻を免れた。会談では自国の弱さを見せぬため敢えて沈黙の姿勢を貫いていたが、会談後は木ノ葉を訪れ、改めてシカマルに礼を述べた。
朧（ロウ）、鏃（ソク）
『シカマル新伝 舞い散る花を憂う雲』に登場。かつて『シカマル秘伝』にて黙の国での任務でシカマルと行動を共にした木ノ葉の暗部。黒ツチの真意を探るべく、シカマルの指示で土の国に潜入し、華の国侵攻計画を突きとめた。
タツミ
声 - 洲崎綾
『木ノ葉新伝』に登場。亡くなった母親に会うために、湯の国にある死者に会えると言い伝えられる「蘇り温泉」を目指し、ミライ達の旅に同行する。
龍奇（リュウキ）
声 - 杉田智和
『木ノ葉新伝』に登場。「蘇り温泉」を統治する色白の肌が特徴の細身の人物。穢土転生を研究の末に改良し、生け贄を使わずに死者を蘇生させる術を編み出したと称し、死者と会いたいと願う多くの若い女性たちを集めていた。
その正体はジャシン教の信者で、特に教団の英雄とされた暁の飛段の信奉者でもあり、彼と同じく不死身の肉体を手に入れるためにジャシン教の神への生け贄として若い女性たちを集めていた。
温泉の噂を聞いてやってきたミライにも他の来訪者と同様の手法を用いて幻術にかけるも、彼女の話術によって死者蘇生のカラクリを暴かれてしまう。そして本性を現し、タツミを術にかけて襲わせるも、駆け付けたカカシとガイに部下たちを倒され、カカシの投げたくないが腕に刺さって術を解除されてしまう。直後に逃走し、儀式の間でミライと交戦するも、彼女の幻術にかかったが、それでも尚敗北を認めず襲い掛かってきたため、アスマのチャクラ刀を用いたミライの風遁を食らって敗北・拘束された。
なお、カカシとガイが得た情報によれば、飛段と同じと思われていた術はただの遁術を応用させたオリジナルの術であり、「死司憑血」とは全くの別物であった。術を会得するに至ったのも、偶然見つけたジャシン教の資料を基に様々な儀式を真似ていたらしいが、その資料も本物かどうか怪しい物だったらしい。

## 書誌情報

### コミックス
- 岸本斉史（原作・監修）・池本幹雄（漫画）・小太刀右京（脚本） 『BORUTO-ボルト- -NARUTO NEXT GENERATIONS-』 集英社〈ジャンプコミックス〉、全20巻
  1. 「うずまきボルト!!」2016年8月4日発売[17]、ISBN 978-4-08-880756-0
  2. 「クソオヤジ...!!」2016年12月2日発売[18]、ISBN 978-4-08-880827-7
  3. 「オレの物語...!!」2017年5月2日発売[19]、ISBN 978-4-08-881078-2
  4. 「切り札の価値!!」2017年11月2日発売[20]、ISBN 978-4-08-881227-4
  5. 「青」2018年5月2日発売[21]、ISBN 978-4-08-881413-1
  6. 「楔（カーマ）」2018年10月4日発売[22]、ISBN 978-4-08-881656-2
  7. 「カワキ」2019年2月4日発売[23]、ISBN 978-4-08-881722-4
  8. 「怪物（バケモン）...!!」2019年6月4日発売[24]、ISBN 978-4-08-881865-8
  9. 「お前次第」2019年10月4日発売[25]、ISBN 978-4-08-882081-1
  10. 「ヤバイ野郎」2020年1月4日発売[26]、ISBN 978-4-08-882193-1
  11. 「新生第七班」2020年5月13日発売[27]、ISBN 978-4-08-882290-7
  12. 「正体」2020年9月4日発売[28]、ISBN 978-4-08-882412-3
  13. 「生贄」2021年1月4日発売[29]、ISBN 978-4-08-882537-3
  14. 「受け継ぐもの」2021年4月30日発売[30]、ISBN 978-4-08-882645-5
  15. 「馬鹿と鋏とクソ野郎」2021年9月3日発売[31]、ISBN 978-4-08-882774-2
  16. 「狂気」2022年1月4日発売[32]、ISBN 978-4-08-882893-0
  17. 「亀裂」2022年5月2日発売[33]、ISBN 978-4-08-883112-1
  18. 「邪魔者」2022年9月2日発売[34]、ISBN 978-4-08-883247-0
  19. 「神の領域」2023年2月3日発売[35]、ISBN 978-4-08-883382-8
  20. 「全能」2023年6月2日発売[36]、ISBN 978-4-08-883532-7
- 岸本斉史（原作・監修）・池本幹雄（漫画） 『BORUTO-ボルト- -TWO BLUE VORTEX-』 集英社〈ジャンプコミックス〉、既刊5巻（2025年7月4日現在）
  1. 「ボルト」2024年2月2日発売[37]、ISBN 978-4-08-883824-3
  2. 「太陽の行方」2024年5月2日発売[38]、ISBN 978-4-08-884073-4
  3. 「九尾」2024年9月4日発売[39]、ISBN 978-4-08-884178-6
  4. 「運命の特異点」2025年2月4日発売[40]、ISBN 978-4-08-884361-2
  5. 「愛ゆえに」2025年7月4日発売[41]、ISBN 978-4-08-884516-6

### ノベライズ
- 岸本斉史・池本幹雄・小太刀右京（原作）・重信康〈1〜3,5巻〉、三輪清宗〈4巻〉（チーム・バレルロール）『BORUTO -ボルト- -NARUTO NEXT GENERATIONS- NOVEL』集英社〈JUMP j BOOKS〉、全5巻

| タイトル                                          | 発売日        | ISBN                   |
| ------------------------------------------------- | ------------- | ---------------------- |
| BORUTO -ボルト- -NARUTO NEXT GENERATIONS- NOVEL 1 | 2017年5月2日  | ISBN 978-4-08-703419-6 |
| BORUTO -ボルト- -NARUTO NEXT GENERATIONS- NOVEL 2 | 2017年7月4日  | ISBN 978-4-08-703421-9 |
| BORUTO -ボルト- -NARUTO NEXT GENERATIONS- NOVEL 3 | 2017年9月4日  | ISBN 978-4-08-703426-4 |
| BORUTO -ボルト- -NARUTO NEXT GENERATIONS- NOVEL 4 | 2017年11月2日 | ISBN 978-4-08-703435-6 |
| BORUTO -ボルト- -NARUTO NEXT GENERATIONS- NOVEL 5 | 2018年1月4日  | ISBN 978-4-08-703442-4 |

漫画版の前日談という扱いのノベライズ版。内容はアニメ版が初出のストーリーのうち、「忍者学校入学編」から「卒業試験編」までの間を描いた構成となっており、一部描写の変更やエピソードの補完が行われている。

## スピンオフ作品
平健史によるスピンオフ作品『BORUTO-ボルト- -SAIKYO DASH GENERATIONS-』（ボルト サイキョー ダッシュ ジェネレーションズ）が、2017年4月より最強ジャンプにて連載され、2021年4月に連載誌の創刊号へ移行と同時に連載終了。
『ロック・リーの青春フルパワー忍伝』『うちはサスケの写輪眼伝』の流れを汲む、キャラクターがSD化されたギャグ漫画となっている。ストーリーの進行はテレビアニメと並行している。
| タイトル                                    | 発売日        | ISBN                   |
| ------------------------------------------- | ------------- | ---------------------- |
| BORUTO-ボルト- SAIKYO DASH GENERATIONS【1】 | 2018年12月4日 | ISBN 978-4-08-881689-0 |
| BORUTO-ボルト- SAIKYO DASH GENERATIONS【2】 | 2019年6月4日  | ISBN 978-4-08-881858-0 |
| BORUTO-ボルト- SAIKYO DASH GENERATIONS【3】 | 2020年5月13日 | ISBN 978-4-08-882313-3 |
| BORUTO-ボルト- SAIKYO DASH GENERATIONS【4】 | 2021年6月4日  | ISBN 978-4-08-882692-9 |

## テレビアニメ
2016年12月17日に「ジャンプフェスタ2017」にてテレビアニメ化が発表され、2017年4月5日から2023年3月26日までテレビ東京系列ほかにて第一部が放送された。タイトルは『BORUTO-ボルト- NARUTO NEXT GENERATIONS』（原作と読みは同じ）となっており、副題部分にハイフンマイナスが付けられている原作や小説版等とは区別されている。
『NARUTO -ナルト-』『NARUTO -ナルト- 疾風伝』からアニメーション制作会社・キャラクターデザイン・声優等が引き継がれており、同作の実質的な続編に当たる。また、本作の原点となった映画『BORUTO -NARUTO THE MOVIE-』の監督・ストーリー原案を務めたスタッフが再び集結している。総監督・アニメーション監修には『忍空』の監督だった阿部記之が起用されている。ぴえろ制作アニメとしては初めて、ぴえろの社章のピエロマークが製作クレジットに使用されている。
放送開始から第55話（2018年4月25日放送分）までは水曜17:55 - 18:25に放送され、第56話以降は同年5月3日より『NARUTO -ナルト- 疾風伝』と同じ放送時間帯である木曜19:25 - 19:53に移動した。2018年10月7日の第76話からは日曜17:30 - 18:00に移動した。また、日曜7:00 - 7:30（2021年6月までは土曜7:00 - 7:30）でも再放送されている。再放送における次回予告のミニコーナーは、生駒里奈が担当した。
冒頭場面こそ漫画と同じだが、前述の通り、漫画の1話目から映像化するのではなく、前日譚となる「忍者学校入学編」から始まる。18話からは原作者の岸本斉史が執筆した『NARUTO -ナルト- 外伝〜七代目火影と緋色の花つ月〜』を原作とした「うちはサラダ編」、39話では同じく岸本が執筆した『NARUTO -ナルト- 外伝〜満ちた月が照らす道〜』、他にも『NARUTO -ナルト-』本編完結後に執筆された関連ノベライズ作品を原作としたストーリーが差し込まれている。奈良シカマルやアマドなど、成人でも喫煙描写は原作からカット又は改変されている一方、成人の飲酒はそのまま描かれている。
漫画序盤・および映画版のストーリーを原案とした「中忍試験編」では、『BORUTO -NARUTO THE MOVIE-』の映像が一部流用されている。ストーリー展開も映画に準じているが、当作の没案であり岸本斉史がラフデザインした「ウラシキ」の登場をはじめとした追加描写があり、その後のストーリーにも大きく関与している。
アニメオリジナルの話も非常に多く、「タイムスリップ編」は『NARUTO』漫画連載20周年を記念して岸本がアイデアを提供したストーリーであり、過去に跳躍したボルトが少年時代のナルトと邂逅する。同編終了後は原作のストーリーを膨らませた「貉強盗団編」、「殻始動編」が開始。
2020年5月3日より、新型コロナウイルス感染症（COVID-19）流行の影響と緊急事態宣言の発令に伴う制作体制見直しにより、放送を延期した。同日からは第1話から第9話まで再放送が行われ、7月5日より新作の放送が再開された。Twitterでは特別企画として『おうちでBORUTO』のハッシュタグで、放送時間中には出演声優による実況ツイートが実施された。
2023年3月9日、同年3月26日をもって、約6年に渡る第一部の放送を終了するとともに、第二部の制作が発表された。

### スタッフ
- 原作 - 岸本斉史（原作・原案・監修）、池本幹雄（漫画）、小太刀右京（脚本）
- 総監督 - 阿部記之（第1話 - 第104話）
- アニメーション監修 - 阿部記之（第105話 - 第281話、第287話 - ）→ 甲田正行（第282話 - 第286話）
- 監督 - 山下宏幸（第1話 - 第66話）→藤井俊郎（第67話 - 第104話）→甲田正行（第105話 - 第281話、第287話 - ）→ 阿部記之（第282話 - 第286話）
- ストーリー監修 - 小太刀右京
- シリーズ構成 - 上江洲誠（第1話 - 第66話）→本田雅也（第67話 - ）、重信康
- キャラクターデザイン - 西尾鉄也、鈴木博文
- サブキャラクターデザイン - 藪野浩二、夘野一郎、黒津安明（第67話 - ）、ムラオミノル
- 美術監督 - 上野秀行
- 美術設定協力 - 遠藤正明・田中比呂人（第16話 - ）
- 色彩設計 - 今村友栄
- 編集 - 森田清次、宮崎直樹（第1話 - 第104話）→岡崎由美佳・及川雪江（第105話 - ）
- 撮影監督 - 増野真衣、木村伸夫
- 音響監督 - 名倉靖
- 音楽 - 高梨康治、刃-yaiba-
- 音楽制作 - アニプレックス
- 音楽プロデューサー - 谷澤嘉信（第1話 - 第26話）
- 音楽協力 - テレビ東京ミュージック
- プロデューサー - 圡方真、町山晃一、迚野岳大
- アニメーション制作 - studioぴえろ
- プランニングマネージャー - 番泰之、小玉慶太、藤尾明史
- 製作 - テレビ東京、ぴえろ

### 主題歌
前作までと同様、一部を除いてソニー・ミュージックエンタテインメント（SME）系のアーティストが担当しており、『NARUTO』シリーズで主題歌を担当したアーティストが再起用されることもある。前述の新作放送休止期間を挟んだOP7、ED13を除き、オープニングテーマは2クール、エンディングテーマは1クールごとに変更される。

#### オープニングテーマ
|    | 話数    | 曲名                          | アーティスト             | 作詞            | 作曲                                       | 編曲                     | 備考                                                                          |
| -- | ------- | ----------------------------- | ------------------------ | --------------- | ------------------------------------------ | ------------------------ | ----------------------------------------------------------------------------- |
| 1  | 1-26    | バトンロード                  | KANA-BOON                | 谷口鮪          | 谷口鮪                                     | KANA-BOON                | 第3話からは一部映像変更。                                                     |
| 2  | 27-51   | OVER                          | Little Glee Monster      | KOUDAI IWATSUBO | KEN for 2SOUL MUSIC Inc., Philip Woo, kyte | KEN for 2SOUL MUSIC Inc. | 第40話からは一部映像変更し、ボルトたちの服装が下忍時のものになっている。      |
| 3  | 52-75   | It's all in the game          | Qyoto                    | Qyoto、+d       | Qyoto、風麻、+d                            | Qyoto、鶴澤夢人、+d /    | 第56話からは一部映像変更。                                                    |
| 4  | 76-100  | Lonely Go!                    | Brian the Sun            | 森良太          | 森良太                                     | Brian the Sun、江口亮    |                                                                               |
| 5  | 101-126 | ゴールデンタイム              | フジファブリック         | 加藤慎一        | 加藤慎一                                   | フジファブリック         |                                                                               |
| 6  | 127-150 | ティーンエイジドリーム        | miwa                     | miwa & 杉山勝彦 | miwa & 杉山勝彦                            | NAOKI-T                  | 第139話から一部映像変更、第148話からはショジョジが追加されている。            |
| 7  | 151-180 | はじまっていく たかまっていく | サンボマスター           | 山口隆          | 山口隆                                     | サンボマスター           | 第177話からは一部映像変更し、カワキや「殻」のメンバーの顔のモヤが取れている。 |
| 8  | 181-205 | BAKU                          | いきものがかり           | 水野良樹        | 水野良樹                                   | 江口亮                   | 第193話からは一部映像変更。                                                   |
| 9  | 206-230 | 我武者羅                      | CHiCO with HoneyWorks    | HoneyWorks      | HoneyWorks                                 | HoneyWorks               | 第216話からは一部映像変更。                                                   |
| 10 | 231-255 | GOLD                          | FLOW                     | KOHSHI ASAKAWA  | TAKESHI ASAKAWA                            | FLOW                     |                                                                               |
| 11 | 256-281 | きらりらり                    | KANA-BOON                | 谷口鮪          | 谷口鮪                                     | KANA-BOON                |                                                                               |
| 12 | 282-293 | 宿縁                          | ASIAN KUNG-FU GENERATION | 後藤正文        | 後藤正文                                   |                          |                                                                               |

#### エンディングテーマ
|    | 話数    | 曲名                 | アーティスト               | 作詞                       | 作曲                  | 編曲                                     | 備考 |
| -- | ------- | -------------------- | -------------------------- | -------------------------- | --------------------- | ---------------------------------------- | --- |
| 1  | 1-13    | ドリーミージャーニー | the peggies                | 北澤ゆうほ                 | 北澤ゆうほ            | the peggies、大久保友裕                  | |
| 2  | 14-26   | サヨナラムーンタウン | シナリオアート             | ハヤシコウスケ             | シナリオアート        | シナリオアート                           | 第14話では筧スミレ、15話からはサラダ・サスケ・サクラのうちは一家、23話からはうちはサラダにスポットを当てたEDとなっている。                                                 |
| 3  | 27-39   | 僕は走り続ける       | メロフロート               | MELOFLOAT                  | Gouyal                | Youichiro Nomura                         | スポットが当たるキャラクターは1話毎に変わり、サラダ、ミツキ、スミレ、シカダイ、いのじん、チョウチョウ、メタル、イワベエ、デンキ、かぐらの中から4人ずつランダムで選ばれる。 |
| 4  | 40-51   | デンシンタマシイ     | ゲーム実況者わくわくバンド | ゲーム実況者わくわくバンド | せらみかる            | ゲーム実況者わくわくバンド、黒沢ダイスケ | |
| 5  | 52-63   | 花鳥風月             | コアラモード.              | 小幡康裕、あんにゅ         | 小幡康裕、あんにゅ    | 小幡康裕                                 | |
| 6  | 64-75   | ライカ               | Bird Bear Hare and Fish    | 尾崎雄貴                   | 尾崎雄貴              | Bird Bear Hare and Fish                  | 第65話からは一部映像変更、第72話からは一部の映像ではミツキが消えている。                                                                                                   |
| 7  | 76-87   | ポラリス             | ヒトリエ                   | wowaka                     | wowaka                | ヒトリエ                                 | |
| 8  | 88-100  | 強がりLOSER          | ЯeaL                       | Ryoko                      | Ryoko                 | 渡辺拓也、Ryoko                          | |
| 9  | 101-113 | Ride or Die          | スカイピース               | スカイピース、宮川拓       | スカイピース、宮川拓  | 宮川拓                                   | |
| 10 | 114-126 | 未完成な光たち       | 福原遥                     | H.Aoba                     | H.Aoba、N.Sasaki      | 佐々木望                                 | |
| 11 | 127-138 | Wish on              | LONGMAN                    | HIROYA HIRAI               | HIROYA HIRAI          | LONGMAN                                  | |
| 12 | 139-150 | Fireworks            | FlowBack                   | JUDAI、柴山慧              | 柴山慧、Yuzuru Kusugo | 柴山慧、Yuzuru Kusugo                    | |
| 13 | 151-167 | Maybe I              | Seven Billion Dots         | Seven Billion Dots         | Seven Billion Dots    | シライシ紗トリ&Seven Billion Dots        | |
| 14 | 168-180 | セントラル           | 坂口有望                   | 坂口有望                   | 坂口有望              | 柿澤秀吉                                 | |
| 15 | 181-192 | Answers              | mol-74                     | 武市和希                   | mol-74                | mol-74                                   | |
| 16 | 193-205 | キミがいたしるし     | halca                      | 宮嶋淳子                   | 川崎智哉              | 川崎智哉                                 | |
| 17 | 206-218 | Who are you?         | PELICAN FANCLUB            | エンドウアンリ             | エンドウアンリ        | PELICAN FANCLUB                          | 第218話ではうずまきナルトにスポットを当てた特殊EDとなっている。 |
| 18 | 219-230 | Prologue             | JO1                        | Yohei、UTA                 | UTA                   | UTA for TinyVoice,Production             | |
| 19 | 231-242 | VOLTAGE              | Anly                       | Anly                       | Anly                  | Louis(Natural Lag), MEG.ME               | |
| 20 | 243-255 | トワイライト・ファズ | THIS IS JAPAN              | 杉森ジャック               | 杉森ジャック          | THIS IS JAPAN                            | |
| 21 | 256-268 | ビボウロク           | Lenny code fiction         | 片桐航                     | 片桐航                | Lenny code fiction、江口亮               | |
| 22 | 269-281 | Ladder               | Anonymouz                  | Anonymouz                  | Anonymouz             | クレハリュウイチ・TomoLow                | |
| 23 | 282-293 | またね               | ハンブレッダーズ           | ムツムロアキラ             | ハンブレッダーズ      | ハンブレッダーズ                         | 第284話からは一部映像変更。第287話ではエンディング映像は使用されず、本編Bパートに挿入されている。                                                                          |

### 挿入歌
全て作詞はRay、作曲は高梨康治、歌は刃-yaiba。
「風になれ」
第15話・第34話で使用。編曲は高梨康治。
「Become the Wind」
第175話で使用。

### 各話リスト
各編の名称は基本的に、テレビアニメの公式Twitterアカウントにて宣伝されている題や、アニプレックスからリリースされているDVD-BOXに付けられている題に基づく。

#### 第一部（各話リスト）
| 話数                       | サブタイトル               | 脚本                | 絵コンテ                         | 演出                           | 作画監督 | 総作画監督                                              | 初放送日       |
| 忍者学校入学編             | 忍者学校入学編             | 忍者学校入学編      | 忍者学校入学編                   | 忍者学校入学編                 | 忍者学校入学編 | 忍者学校入学編                                          | 忍者学校入学編 |
| -------------------------- | -------------------------- | ------------------- | -------------------------------- | ------------------------------ | --- | ------------------------------------------------------- | -------------- |
| 第1話                      | うずまきボルト!!           | 上江洲誠            | 山下宏幸                         | 山下宏幸                       | 甲田正行 | -                                                       | 2017年 4月5日  |
| 第2話                      | 火影の息子…!!              | 三輪清宗 上江洲誠   | 阿部記之                         | 小野歩                         | 武内啓、南伸一郎 粟井重紀                                                                                         | 松井祐子                                                | 4月12日        |
| 第3話                      | 暴走、メタル・リー!!       | 田中秀人 上江洲誠   | 今千秋                           | 長山延好                       | 飯飼一幸、菊池一真 飯塚葉子、池田竜也 藤田和行                                                                    | 佐藤綾子                                                | 4月19日        |
| 第4話                      | 男女対抗忍術合戦!!         | 大久保昌弘          | 渡部穏寛                         | 佐藤光                         | 夘野一郎 | -                                                       | 4月26日        |
| 第5話                      | 謎の転校生…!!              | 中村浩二郎 重信康   | ユキヒロマツシタ                 | 左藤洋二                       | 門智昭、奥野浩行 粟井重紀、森田実 武内啓                                                                          | 鈴木陽子                                                | 5月3日         |
| 第6話                      | 最後の授業…!!              | 重信康              | 田中孝行                         | 藏本穂高                       | 一ノ瀬結梨、伊藤秀次 粟井重紀、飯飼一幸 坪田慎太郎、服部憲知                                                      | 藪野浩二 清水義治 今木宏明                              | 5月10日        |
| 第7話                      | 恋とポテチ…!!              | 田中秀人            | 小平麻紀                         | 小平麻紀                       | 甲田正行 津曲大介                                                                                                 | -                                                       | 5月17日        |
| 第8話                      | 夢のお告げ                 | 三輪清宗            | 小山菜穂                         | まつきけいいち                 | 飯飼一幸、菊池一真 飯塚葉子、斉藤和也 池原百合子、細田沙織 吉井勝也                                               | 佐藤綾子 松井祐子 鈴木陽子                              | 5月24日        |
| 第9話                      | 自分の証明                 | 三輪清宗            | 今千秋 ユキヒロマツシタ          | 小野歩                         | 武内啓、南伸一郎 森田実、工藤大誠                                                                                 | 清水義治                                                | 5月31日        |
| 第10話                     | ゴースト事件、捜査開始!!   | 本田雅也            | ユキヒロマツシタ                 | 高田昌豊                       | 大河原烈、富田美文 Shin Hey                                                                                       | -                                                       | 6月7日         |
| 第11話                     | 黒幕の影                   | 本田雅也            | 今千秋 ユキヒロマツシタ          | 佐藤光                         | 夘野一郎 | -                                                       | 6月14日        |
| 第12話                     | ボルトとミツキ             | 大久保昌弘          | 藤原良二                         | 水本葉月                       | 門智昭、櫻井拓郎 粟井重紀、森田実 武内啓                                                                          | 鈴木陽子                                                | 6月21日        |
| 第13話                     | 魔獣、現る…!!              | 重信康              | 渡部穏寛                         | 長山延好                       | 伊藤秀次、飯飼一幸 池原百合子、斉藤和也                                                                           | 藪野浩二 清水義治                                       | 6月28日        |
| 第14話                     | ボルトに見える道           | 上江洲誠            | 阿部記之                         | 阿部記之                       | 松井祐子、甲田正行                                                                                                | -                                                       | 7月5日         |
| 第15話                     | 新しい道                   | 大久保昌弘          | ユキヒロマツシタ                 | 高田昌豊 松本マサユキ          | 張紹偉 | 佐藤綾子                                                | 7月12日        |
| うちはサラダ編             |                            |                     |                                  |                                | |                                                         |                |
| 第16話                     | 留年の危機                 | 田中秀人            | 今千秋                           | 川奈可奈                       | 武内啓、南伸一郎 森田実、はっとりますみ 細川修平、猿渡聖加 関本美穂、八角彩香 工藤大誠                            | 藪野浩二 今木宏明 夘野一郎 清水義治                     | 7月19日        |
| 第17話                     | サラダ、走る!!             | 本田雅也            | 成田歳法                         | 熊谷雅晃                       | 鈴木陽子、大河原烈                                                                                                | -                                                       | 7月26日        |
| 第18話                     | うずまき家の一日           | 重信康              | 小山菜穂                         | 長山延好                       | 斉藤和也 池原百合子 吉井勝也                                                                                      | 佐藤綾子 今木宏明 清水義治 藪野浩二                     | 8月2日         |
| 第19話                     | うちはサラダ               | 本田雅也            | 嶌田惣一                         | 安藤貴史                       | 柳瀬譲二、櫻井拓郎 服部憲知、森田実 服部益実                                                                      | 夘野一郎                                                | 8月9日         |
| 第20話                     | 写輪眼の少年               | 中村浩二郎          | 田中雄一                         | 佐藤光                         | 津曲大介、今木宏明 Shin Hey Ran、Lee Sok-yun                                                                      | 鈴木陽子                                                | 8月16日        |
| 第21話                     | サスケとサラダ             | 本田雅也            | 菅井嘉浩                         | 小野田雄亮                     | 高橋恒星、徳倉栄一                                                                                                | 藪野浩二                                                | 8月23日        |
| 第22話                     | つながる想い               | 中村浩二郎          | ユキヒロマツシタ                 | 荻原露光                       | 高橋直樹、矢野久仁子                                                                                              | 鈴木陽子                                                | 8月30日        |
| 第23話                     | つながりのカタチ           | 中村浩二郎          | 藤澤研一 今千秋                  | 藤澤研一 浅倉カイト            | 甲田正行 清水義治                                                                                                 | -                                                       | 9月6日         |
| 第24話                     | ボルトとサラダ             | 本田雅也            | ユキヒロマツシタ                 | 小野歩                         | 柳瀬譲二、武内啓 南伸一郎、森田実 服部益実、朱8号 たとば丈                                                        | 今木宏明 佐藤綾子                                       | 9月13日        |
| 修学旅行編                 |                            |                     |                                  |                                | |                                                         |                |
| 第25話                     | 波乱の修学旅行!!           | 上江洲誠            | 今千秋 長山延好                  | 浅見松雄                       | 中山和子、宇都木勇 飯飼一幸、佐藤愛架 阿部安佳里、白石悟 興石暁、契里昇                                           | 夘野一郎 鈴木陽子                                       | 9月20日        |
| 第26話                     | 水影の後継者               | 三輪清宗            | 嶌田惣一                         | 荻原健、藤原智樹 城所聖明      | 津曲大介、Park myoung hun Seo jin won                                                                             | -                                                       | 9月27日        |
| 第27話                     | 友情のシノビバウト         | 大久保昌弘          | 成田歳法                         | 水本葉月                       | 柳瀬譲二 櫻井拓郎 服部憲知 服部益実                                                                               | 甲田正行 清水義治 鈴木陽子 今木宏明                     | 10月4日        |
| 第28話                     | 宣戦布告                   | 重信康 上江洲誠     | 古川順康                         | 小野田雄亮                     | 高橋恒星、平良哲朗                                                                                                | 夘野一郎                                                | 10月11日       |
| 第29話                     | 新・忍刀七人衆!!           | 重信康              | ユキヒロマツシタ                 | 堀口和樹                       | 大河原烈、佐藤綾子 鈴木陽子、Park myoung hun                                                                      | -                                                       | 10月18日       |
| 第30話                     | 写輪眼VS雷刀・牙           | 本田雅也            | 嶌田惣一                         | 菱川直樹                       | 張紹偉、田中ちゆき 野澤吉樹、松井祐子 今木宏明、塩川真琴                                                          | -                                                       | 10月25日       |
| 第31話                     | ボルトとかぐら             | 大久保昌弘          | 古川順康                         | 佐藤光                         | 甲田正行、藪野浩二                                                                                                | -                                                       | 11月1日        |
| 第32話                     | おみやげクエスト           | 本田雅也            | 藤原良二                         | 左藤洋二                       | 南伸一郎 森田実 櫻井拓郎                                                                                          | 佐藤綾子 夘野一郎 鈴木陽子                              | 11月8日        |
| 忍者学校卒業編             |                            |                     |                                  |                                | |                                                         |                |
| 第33話                     | スランプ!!超獣偽画         | 田中秀人            | ユキヒロマツシタ 藤原智樹 荻原健 | 藤原智樹 荻原健                | Lee Sok-Yun Shin Hey Ran                                                                                          | 夘野一郎 鈴木陽子                                       | 11月15日       |
| 第34話                     | 星降る夜                   | 三輪清宗 小太刀右京 | 城所聖明                         | 城所聖明                       | 清水義治、野澤吉樹 鈴木陽子、大河原烈                                                                             | -                                                       | 11月22日       |
| 第35話                     | 三者面談…!!                | 重信康              | 藤原良二                         | 藤原智樹                       | 南伸一郎 はっとりますみ 森田実 宇都木勇                                                                           | 夘野一郎 佐藤綾子 甲田正行 鈴木陽子                     | 11月29日       |
| 第36話                     | 卒業試験、開始!!           | 大久保昌弘          | 飯田薫久                         | 安部祐二郞                     | 津曲大介、松井祐子 Park myoung hun Seo jin won Kim gi nam                                                         | -                                                       | 12月6日        |
| 第37話                     | 忍の覚悟                   | 大久保昌弘          | 菅井嘉浩 森田侑希                | 小野田雄亮                     | 高橋恒星、徳倉栄一 吉田肇、小田多恵子                                                                             | 夘野一郎 清水義治 佐藤綾子                              | 12月13日       |
| 第38話                     | スリーマンセル、結成…?     | 本田雅也            | 成田歳法                         | 奥野浩行                       | 劉雲留 | 大河原烈                                                | 12月20日       |
| 第39話                     | 満ちた月が照らす道         | 田中秀人            | 荻原健 阿部記之                  | 荻原健                         | 甲田正行 | -                                                       | 12月27日       |
| 下忍編                     |                            |                     |                                  |                                | |                                                         |                |
| 第40話                     | 第七班・初任務!!           | 待田堂子            | 田中雄一                         | 秦義人                         | 高橋直樹、矢野久仁子 清原寮、川口弘明 小川一郎、服部一郎 鈴木信一                                                 | 佐藤綾子 清水義治 夘野一郎                              | 2018年 1月10日 |
| 第41話                     | 結束の力                   | 待田堂子            | ユキヒロマツシタ                 | 朝倉カイト                     | Lee Sok-Yun Shin Hey Ran                                                                                          | 夘野一郎 藪野浩二                                       | 1月17日        |
| 第42話                     | 忍者のお仕事               | 重信康              | 堀口和樹                         | 堀口和樹                       | 鈴木陽子、甲田正行 田中ちゆき、野澤吉樹 Park myoung hun                                                           | -                                                       | 1月24日        |
| 第43話                     | 白夜団、現る!!             | 本田雅也            | 増田敏彦 奥野浩行                | 島崎奈々子                     | 張紹偉 | 藪野浩二                                                | 1月31日        |
| 第44話                     | シカダイの迷い             | 大久保昌弘          | 藤原良二                         | 飯村正之                       | 櫻井拓郎、武内啓 福島豊明、はっとりますみ 服部憲知                                                                | 佐藤綾子 夘野一郎 田中ちゆき                            | 2月7日         |
| 第45話                     | 雪の日の記憶               | 重信康              | ユキヒロマツシタ 菅井嘉浩        | 小野田雄亮                     | 高橋恒星 平良哲朗                                                                                                 | 藪野浩二                                                | 2月14日        |
| 第46話                     | 決行!!極夜作戦             | 中村浩二郎          | 今泉賢一                         | 安部祐二郞                     | 李小雷、大河原烈                                                                                                  | -                                                       | 2月21日        |
| 第47話                     | 成りたい駒                 | 本田雅也            | 荻原健                           | 荻原健                         | Park myoung hun、津曲大介 甲田正行                                                                                | -                                                       | 2月28日        |
| 第48話                     | 下忍ドキュメンタリー!!     | 田中秀人            | 増田敏彦                         | 堀内直樹                       | 服部憲知、高橋直樹 矢野久仁子、吉田肇 川口弘明                                                                    | 夘野一郎 藪野浩二 佐藤綾子                              | 3月7日         |
| 第49話                     | ワサビでなみだ             | 待田堂子            | 成田歳法                         | 青木youイチロー 松本マサユキ   | Shin Hey Ran Lee Sok-yun                                                                                          | 佐藤綾子 夘野一郎                                       | 3月14日        |
| 第50話                     | 中忍選抜試験推薦会議       | 大久保昌弘          | 阿部記之                         | 阿部記之                       | 田中ちゆき | 夘野一郎                                                | 3月21日        |
| 中忍試験編                 |                            |                     |                                  |                                | |                                                         |                |
| 第51話                     | ボルトの誕生日             | 重信康              | ユキヒロマツシタ                 | ながはまのりひこ               | 竹島照子、飯飼一幸                                                                                                | 藪野浩二                                                | 3月28日        |
| 第52話                     | サスケの影                 | 重信康              | 増田敏彦                         | 朝倉カイト                     | Park myoung hun、大河原烈                                                                                         | -                                                       | 4月4日         |
| 第53話                     | ヒマワリの誕生日           | 上江洲誠            | 久城りおん                       | 西村大樹                       | 小林一三、青柳謙二 小笠原理恵                                                                                     | 夘野一郎                                                | 4月11日        |
| 第54話                     | サスケとボルト             | 上江洲誠            | 成田歳法                         | 小野田雄亮                     | 高橋恒星、徳倉栄一 小野寺博文                                                                                     | 佐藤綾子 夘野一郎                                       | 4月18日        |
| 第55話                     | 科学忍具                   | 田中秀人            | ユキヒロマツシタ                 | 藏本穂高                       | 津曲大介 | -                                                       | 4月25日        |
| 第56話                     | ライバル、集結!!           | 中村浩二郎          | 荻原健                           | 荻原健                         | 劉雲留、甲田正行                                                                                                  | 薮野浩二                                                | 5月3日         |
| 第57話                     | 負けられない理由           | 待田堂子            | 今泉賢一                         | 青木youイチロー                | Park myoung hun、高橋直樹 矢野久仁子、服部一郎                                                                    | 夘野一郎                                                | 5月10日        |
| 第58話                     | トーナメント、開始!!       | 本田雅也            | 増田敏彦                         | 大庭秀昭                       | 櫻井拓郎 小川一郎 飯塚葉子 小林ゆかり                                                                             | 薮野浩二 佐藤綾子 清水義治 夘野一郎 甲田正行 田中ちゆき | 5月17日        |
| 第59話                     | ボルトVSシカダイ           | 本田雅也            | ユキヒロマツシタ                 | 朝倉カイト                     | Kim Hyeon Ok Lee Sok-yun                                                                                          | 清水義治                                                | 5月24日        |
| 第60話                     | 木ノ葉隠れVS砂隠れ         | 大久保昌弘          | 奥野浩行                         | 西村大樹                       | 小林一三、和田拓也 桐生政城、久本真実 添田雪                                                                      | 夘野一郎 佐藤綾子                                       | 5月31日        |
| 第61話                     | 砂鉄使い・シンキ           | 重信康              | 荻原健                           | 荻原健                         | Park myoung hun Lee Joung kyung 田中ちゆき、津曲大介                                                              | 薮野浩二                                                | 6月7日         |
| 第62話                     | 大筒木、襲来!!             | 三輪清宗            | 増田敏彦                         | 小野田雄亮                     | 高橋恒星、徳倉栄一 夘野一郎                                                                                       | 清水義治                                                | 6月14日        |
| 第63話                     | サスケの切り札             | 待田堂子            | 松本マサユキ 増田敏彦            | 小高義規                       | 河野真貴、小泉孝司                                                                                                | 佐藤綾子                                                | 6月28日        |
| 第64話                     | ナルト、奪還!!             | 田中秀人            | 今泉賢一                         | 松本マサユキ                   | Lee Joung kyung、刘云留 唐遠見                                                                                    | 薮野浩二                                                | 7月5日         |
| 第65話                     | 父と子                     | 上江洲誠            | 黄成希                           | 黄成希                         | 黄成希、甲田正行 津曲大介、大河原烈 小柳達也、田口愛梨 桝田浩史、西尾鉄也 サトウ太郎                              | -                                                       | 7月19日        |
| 第66話                     | オレの物語…!!              | 大久保昌弘          | 藤原良二                         | 荻原健 鈴木佑太                | 櫻井拓郎 はっとりますみ                                                                                           | 清水義治 夘野一郎                                       | 7月26日        |
| 超チョウチョウ蝶モード編   |                            |                     |                                  |                                | |                                                         |                |
| 第67話                     | 超チョウチョウ蝶モード!!   | 本田雅也            | 藤井俊郎                         | 安部祐二郎                     | 高橋直樹、輪和 服部一郎、Park myoung hun                                                                          | 薮野浩二                                                | 8月2日         |
| 第68話                     | 超チョウチョウキスモード!! | 西山淳史            | ユキヒロマツシタ                 | 西村大樹                       | 小林一三、和田拓也 桐生政城、久本真実 添田雪                                                                      | 佐藤綾子                                                | 8月9日         |
| 第69話                     | 超チョウチョウ恋騒動!!     | 本田雅也            | 増田敏彦                         | 朝倉カイト                     | Lee Seok Yun、Shin Hey Ran                                                                                        | 薮野浩二                                                | 8月16日        |
| 第70話                     | 緊張の向こう側             | 田中秀人            | 金森陽子                         | 金森陽子                       | 渡邊葉瑠 | -                                                       | 8月23日        |
| ミツキ失踪編               |                            |                     |                                  |                                | |                                                         |                |
| 第71話                     | 世界で一番固い石           | 本田雅也            | 藤井俊郎                         | 小野田雄亮                     | 高橋恒星 | 清水義治                                                | 8月30日        |
| 第72話                     | ミツキの意志               | 西山淳史            | 荻原健 鈴木佑太                  | 荻原健 鈴木佑太                | 甲田正行、津曲大介 夘野一郎、野崎麗子                                                                             | -                                                       | 9月6日         |
| 第73話                     | 月の裏側                   | 待田堂子            | ユキヒロマツシタ                 | 松本マサユキ                   | 大河原烈、田中ちゆき Park myoung hun                                                                              | 佐藤綾子                                                | 9月13日        |
| 第74話                     | 敵は猪鹿蝶…!!              | 重信康              | 増田敏彦                         | 青木YOU一朗 小野歩             | 高橋直樹、輪和 服部一郎、唐遠界 CHENG LIANG、劉雲留 櫻井拓郎、はっとりますみ                                      | 清水義治 夘野一郎 佐藤綾子 薮野浩二 田口愛梨            | 9月20日        |
| 第75話                     | 龍地洞の試練               | 重信康              | 増田敏彦                         | 青木YOU一朗 小野歩             | 高橋直樹、輪和 服部一郎、唐遠界 CHENG LIANG、劉雲留 櫻井拓郎、はっとりますみ                                      | 清水義治 夘野一郎 佐藤綾子 薮野浩二 田口愛梨            | 9月20日        |
| 第76話                     | 逆鱗に触れろ               | 田中秀人            | ユキヒロマツシタ                 | ながはまのりひこ               | 竹島照子、飯飼一幸 田口愛梨                                                                                       | 夘野一郎 清水義治                                       | 10月7日        |
| 第77話                     | 強敵、ガラガの猛攻!!       | 西山淳史            | 安部祐二郎                       | 安部祐二郎                     | 大河原烈、薮野浩二 津曲大介、田口愛梨 Shin Hey Ran、Lee Seok Yun                                                  | 甲田正行 大河原烈 薮野浩二                              | 10月14日       |
| 第78話                     | それぞれの思惑             | 待田堂子            | 増田敏彦                         | 西村大樹                       | 小林一三、高瀬ゆり子 桐生政城、久本真実 添田雪                                                                    | 清水義治、佐藤綾子 今木宏明、夘野一郎 田口愛梨          | 10月21日       |
| 第79話                     | 再会、ミツキ…!!            | 重信康              | 荻原健 鈴木佑太                  | 鈴木佑太 荻原健                | Park myoung hum、津曲大介                                                                                         | 薮野浩二                                                | 10月28日       |
| 第80話                     | ミツキのトモダチ           | 本田雅也            | 今泉賢一                         | 小野田雄亮                     | 高橋恒星、徳倉栄一 中谷藍、出口愛梨                                                                               | 薮野浩二 今木宏明                                       | 11月4日        |
| 第81話                     | ボルトの願い               | 西山淳史            | ユキヒロマツシタ                 | 朝倉カイト                     | 田中ちゆき、野澤吉樹 Park myoung hun、Lee Joung kyung                                                             | 田中ちゆき                                              | 11月11日       |
| 第82話                     | 潜入!!岩隠れの里           | 田中秀人            | 増田敏彦                         | 松本マサユキ                   | 稲津辰宣、佐藤静香 新田靖成、濱田悠示                                                                             | 夘野一郎                                                | 11月18日       |
| 第83話                     | オオノキの正義             | 待田堂子            | 今泉賢一                         | 鈴木佑太 青木youイチロー       | 高橋直樹、輪和 Jang Young Sun、今木宏明 永川桃子、田口愛梨                                                        | 佐藤綾子                                                | 11月25日       |
| 第84話                     | オオノキの思い、空の思い   | 大久保昌弘          | 安部裕二郞                       | 安部裕二郞                     | Park myoung hun                                                                                                   | 大河原列 夘野一郎 今木宏明                              | 12月2日        |
| 第85話                     | 心の石                     | 本田雅也            | ユキヒロマツシタ                 | ながはまのりひこ               | 竹島照子、飯飼一幸 永川桃子、田口愛梨                                                                             | 薮野浩二                                                | 12月9日        |
| 第86話                     | コヅチの意志               | 重信康              | 荻原健、鈴木佑太                 | 荻原健、鈴木佑太               | Lee Seok Yun、Kim Hyeon Ok                                                                                        | 今木宏明 夘野一郎                                       | 12月16日       |
| 第87話                     | 生きている実感             | 田中秀人            | 甲田正行                         | 甲田正行                       | 甲田正行、大河原烈                                                                                                | -                                                       | 12月23日       |
| 第88話                     | 激突、コクヨウ!!           | 西山淳史            | 増田敏彦                         | 西村大樹                       | 小林一三、高瀬ゆり子 服部森樹朗、中榮淳 戯画プロダクション                                                        | 佐藤綾子 夘野一郎 今木宏明                              | 2019年 1月6日  |
| 第89話                     | 貫く心                     | 待田堂子            | 門間和弥                         | 小野田雄亮                     | 高橋恒星、徳倉栄一                                                                                                | 薮野浩二                                                | 1月13日        |
| 第90話                     | ミツキとセキエイ           | 大久保昌弘          | 今泉賢一                         | 荻原健                         | 田中ちゆき、Park myoung hun                                                                                       | -                                                       | 1月20日        |
| 第91話                     | オオノキの意志             | 本田雅也            | ユキヒロマツシタ                 | 朝倉カイト                     | 大河原烈、藤田正幸 石橋友紀恵、服部益史                                                                           | 夘野一郎                                                | 1月27日        |
| 第92話                     | 新しい日常                 | 重信康              | 増田敏彦                         | 安部裕二郎                     | 高橋直樹、輪和 | 佐藤綾子                                                | 2月3日         |
| 親子の日編                 |                            |                     |                                  |                                | |                                                         |                |
| 第93話                     | 親子の日                   | 田中秀人            | 斉藤哲人                         | 田口愛梨                       | 竹島照子 | 薮野浩二 佐藤綾子 夘野一郎                              | 2月10日        |
| 第94話                     | てんこ盛り!!大食いバトル   | 西山淳史            | 門間和弥 ユキヒロマツシタ        | 松本マサユキ                   | Park myoung hun、Lee joung kyoung                                                                                 | -                                                       | 2月17日        |
| 第95話                     | 娘とイチャイチャ大作戦     | 待田堂子            | 鈴木佑太、荻原健                 | 鈴木佑太、荻原健               | Lee Seok Yun、Kim Hyeon Ok                                                                                        | 夘野一郎                                                | 2月24日        |
| 呪印感染編                 |                            |                     |                                  |                                | |                                                         |                |
| 第96話                     | 血と汗となみだ             | 田中秀人            | 増田敏彦                         | 荻原健 鈴木佑太                | Park myoung hun、Lee joung kyoung 田中ちゆき                                                                      | -                                                       | 3月3日         |
| 第97話                     | シカダイの決断             | 大久保昌弘          | ユキヒロマツシタ                 | 浅見隆司                       | kim seondbeon、Kim gangwon Hong inse                                                                              | 夘野一郎                                                | 3月10日        |
| 第98話                     | 呪われた森                 | 本田雅也            | 菅井嘉浩                         | 小野田雄亮                     | 高橋恒星、徳倉栄一                                                                                                | 薮野浩二 夘野一郎                                       | 3月17日        |
| 第99話                     | 重吾と呪印                 | 西山淳史            | 田中雄一                         | 松本マサユキ                   | 大河原烈、佐藤誠之、野崎麗子 Park myoung hun、Lee joung kyoung                                                    | -                                                       | 3月24日        |
| 第100話                    | 決められた道               | 待田堂子            | 今泉賢一                         | 小野歩                         | 田中ちゆき、高橋直樹                                                                                              | 夘野一郎                                                | 3月31日        |
| 第101話                    | 重吾の援軍                 | 重信康              | 成田歳法                         | 影山楙倫 安江菜津美            | Lee Seok Yun、Jang Young Sun                                                                                      | 薮野浩二                                                | 4月7日         |
| 第102話                    | 乱戦!!                     | 西山淳史            | 藤井俊郎 黒川智之                | 安部祐二郞                     | Park myoung hun、Lee joung kyuong Kim kyoung hwan                                                                 | 薮野浩二                                                | 4月14日        |
| 第103話                    | 渡りの季節                 | 本田雅也            | 増田敏彦 甲田正行                | 荻原健                         | 夘野一郎、高木勝弘、小柳達也 野澤吉樹、清水義治                                                                   | -                                                       | 4月21日        |
| 第104話                    | 小さな同居人               | 待田堂子            | ユキヒロマツシタ                 | 鈴木佑太                       | Lee Seok Yun、Kim Hyeon Ok                                                                                        | 薮野浩二                                                | 4月28日        |
| 第105話                    | 心の傷口                   | 田中秀人            | 鈴木佑太                         | 粟井重紀                       | Lee Youngmi | 清水義治                                                | 5月5日         |
| 湯煙忍法帖編               |                            |                     |                                  |                                | |                                                         |                |
| 第106話                    | 湯煙忍法帖・Sランク任務!!  | 本田雅也            | 甲田正行                         | 松本マサユキ                   | Park myoung hun、田中ちゆき                                                                                       | -                                                       | 5月12日        |
| 第107話                    | 湯煙忍法帖・犬猫戦争!!     | 重信康              | 増田敏彦                         | 小野田雄亮                     | 高橋恒星、徳倉栄一、木村麻亜紗 中谷藍、谷翔太郎                                                                   | 夘野一郎 清水義治                                       | 5月19日        |
| 第108話                    | 湯煙忍法帖・幽霊旅館!!     | 大久保昌弘          | ユキヒロマツシタ                 | 朝倉カイト                     | Park myoung hun、Lee joung kyuong                                                                                 | -                                                       | 5月26日        |
| 第109話                    | 湯煙忍法帖・ポテチと大岩!! | 西山淳史            | 今泉賢一                         | 青木youイチロー                | 西原理奈子、高橋直樹、輪和                                                                                        | 薮野浩二                                                | 6月2日         |
| 第110話                    | 湯煙忍法帖・蘇り温泉!!     | 待田堂子            | 若林厚史                         | 川西泰二                       | Lee Sok Yun、Park Hey Run Kim Yoo Mi                                                                              | 清水義治 薮野浩二                                       | 6月9日         |
| 第111話                    | 湯煙忍法帖・ミライの玉!!   | 本田雅也            | 増田敏彦                         | 荻原健                         | Park myoung hun、田中ちゆき                                                                                       | -                                                       | 6月16日        |
| 第112話                    | 中忍昇格首脳会議           | 田中秀人            | 鈴木裕太                         | 鈴木裕太                       | Lee Seok Yun | 夘野一郎                                                | 6月23日        |
| 第113話                    | 隊長の素質                 | 西山淳史            | ユキヒロマツシタ                 | 三好なお                       | Park myoung hun、Lee joung kyuong                                                                                 | -                                                       | 6月30日        |
| 第114話                    | ゲマキ代理戦争!!           | 重信康              | 今泉賢一                         | 粟井重紀                       | Jeong Cheolgyo、Joo Hyounwoo Jung Jihui、Choi Yeonghui                                                            | 清水義治                                                | 7月7日         |
| 第115話                    | 第二十五班                 | 大久保昌弘          | 今泉賢一                         | 栗山美秀                       | Heo Hye Jung、Kim Hyeon Ok                                                                                        | 夘野一郎                                                | 7月14日        |
| 木ノ葉丸の恋編             |                            |                     |                                  |                                | |                                                         |                |
| 第116話                    | 木ノ葉丸とレモン           | 田中秀人            | 朝倉カイト                       | 朝倉カイト                     | Park myoung hun、加藤久美子 西原理奈子、甲田正行                                                                  | -                                                       | 7月21日        |
| 第117話                    | レモンの秘密               | 西山淳史            | 久城りおん                       | 小野田雄亮                     | 高橋恒星、徳倉栄一                                                                                                | 清水義治                                                | 7月28日        |
| 第118話                    | 記憶を喰らうモノ           | 待田堂子            | 藤原智樹                         | 松本マサユキ                   | 田中ちゆき、高橋直樹 川口弘明、輪和、大河原烈                                                                     | 夘野一郎                                                | 8月4日         |
| 第119話                    | 木ノ葉丸の忍道             | 田中秀人            | 増田敏彦                         | 小野歩                         | Park myoung hun、Lee joung kyuong Kim kyoung hwan、甲田正行                                                       | -                                                       | 8月11日        |
| 一尾護衛編                 |                            |                     |                                  |                                | |                                                         |                |
| 第120話                    | サスケを目指して           | 本田雅也            | ユキヒロマツシタ                 | 佐々木こうじ                   | Kim Changkui、Kim Seoungbum Kim lin、Kim Youngjin 大河原烈、甲田正行                                              | 夘野一郎 今木宏明                                       | 8月18日        |
| 第121話                    | 一尾を守れ!!託された任務   | 木村匡希 本田雅也   | 荻原建                           | 荻原建                         | 清水義治、西原理奈子 田中ちゆき                                                                                   | -                                                       | 8月25日        |
| 第122話                    | 傀儡バトル!!               | 重信康              | 鈴木佑太                         | 鈴木佑太                       | Lee Seok Yun、Kim Hyeon Ok                                                                                        | 今木宏明                                                | 9月1日         |
| 第123話                    | ウラシキ、復活             | 大久保昌弘          | 飯田崇                           | 栗井重紀                       | Kim San、Jang Sangmi Jeong Jinyoung                                                                               | 清水義治、夘野一郎 今木宏明                             | 9月8日         |
| 第124話                    | 決断の時                   | 西山淳史            | ユキヒロマツシタ                 | 福田皖                         | Park myoung hun、Kim kyuong hwan                                                                                  | -                                                       | 9月15日        |
| 第125話                    | ボルトとシンキ             | 田中秀人            | 斉藤哲人 増田敏彦                | 松本マサユキ                   | 田中ちゆき、今木宏明、加藤久美子 大河原烈、甲田正行                                                               | -                                                       | 9月22日        |
| 第126話                    | 守鶴の企み                 | 重信康              | 若林厚史                         | 小野田雄亮                     | 高橋恒星、徳倉栄一                                                                                                | 夘野一郎                                                | 9月29日        |
| タイムスリップ編           |                            |                     |                                  |                                | |                                                         |                |
| 第127話                    | イチャイチャタクティクス   | 待田堂子            | ユキヒロマツシタ                 | 鈴木佑太                       | 井口忠一 | 清水義治                                                | 10月6日        |
| 第128話                    | ウラシキの狙い             | 本田雅也            | 石平信司                         | 奥野浩行                       | Park myoung hun、今木宏明                                                                                         | -                                                       | 10月13日       |
| 第129話                    | 木ノ葉隠れの里             | 西山淳史            | 久城りおん                       | 向山鶴美                       | 田中ちゆき、高橋直樹、川口弘明 輪和                                                                               | 夘野一郎                                                | 10月20日       |
| 第130話                    | 集まれ、下忍!!             | 大久保昌弘          | 鈴木佑太                         | 鈴木佑太                       | Lee Seok Yun、Kim Hyeon Ok                                                                                        | 今木宏明                                                | 10月27日       |
| 第131話                    | 九尾の力                   | 田中秀人            | 増田敏彦                         | 松本マサユキ                   | Park myoung hun、西尾理奈子 今木宏明、加藤久美子                                                                  | -                                                       | 11月3日        |
| 第132話                    | 自来也の課題               | 重信康              | ユキヒロマツシタ                 | 栗井重紀                       | Kim San Jang Young-sun、Jang Sang-mi Jung Jin-young、Han Eun-mi                                                   | 夘野一郎                                                | 11月10日       |
| 第133話                    | サスケのいない里           | 待田堂子            | 増田敏彦                         | 山田晃                         | 高橋恒星、今木宏明                                                                                                | -                                                       | 11月24日       |
| 第134話                    | 未来を読むチカラ           | 本田雅也            | 若林厚史                         | 神原敏昭                       | Park myoung hun、Lee joung kyoung Kim kyoung hwan                                                                 | -                                                       | 12月1日        |
| 第135話                    | 最終決戦、ウラシキ         | 西山淳史            | 甲田正行                         | 甲田正行                       | 田中ちゆき、大河原烈、伊藤香奈 甲田正行                                                                           | -                                                       | 12月8日        |
| 第136話                    | 時を越えて!!               | 大久保昌弘          | 石平信司                         | 小野田雄亮                     | 高橋恒星、徳倉栄一                                                                                                | 夘野一郎、清水義治 西原理奈子                           | 12月15日       |
| 貉強盗団編                 |                            |                     |                                  |                                | |                                                         |                |
| 第137話                    | サムライ留学生             | 勝治京子            | 小野歩                           | 小野歩                         | Park myoung hun、今木宏明                                                                                         | -                                                       | 12月22日       |
| 第138話                    | ヒアシの誕生日             | 重信康              | 藤原良二                         | 白石道太                       | 谷口繁則、川口弘明、高橋直樹 輪和                                                                                 | 田中ちゆき                                              | 12月29日       |
| 第139話                    | 恐怖!!鬼熊えんこ           | 田中秀人            | ユキヒロマツシタ                 | 向山鶴美                       | Lee Seok Yun、Kim Hyeon Ok                                                                                        | 夘野一郎、今木宏明 西原理奈子                           | 2020年 1月12日 |
| 第140話                    | ポテチに負けた心転身の術   | 待田堂子            | 増田敏彦                         | 松本マサユキ                   | Park myoung hun、Kim Kyuong hwan                                                                                  | -                                                       | 1月19日        |
| 第141話                    | 忍監獄・鬼灯城             | 本田雅也            | 若林厚史                         | 栗井重紀                       | Park Eun-a、Jang Sang-mi Jung Jin-young、Han Eun-mi Kim San                                                       | 今木宏明                                                | 1月26日        |
| 第142話                    | 根性試し                   | 西山淳史            | 斉藤哲人                         | 福田皖                         | 輪和、田中ちゆき、加藤久美子 野澤吉樹、西原理奈子                                                                 | -                                                       | 2月2日         |
| 第143話                    | コクリを狙った犯人         | 大久保昌弘          | 鈴木佑太                         | 鈴木佑太                       | 今木宏明、Park myoung hun Kim kyuoung hwan                                                                        | -                                                       | 2月9日         |
| 第144話                    | コクリの秘密               | 勝治京子            | 石平信司                         | 藏本穂高                       | 大河原烈、夘野一郎                                                                                                | -                                                       | 2月16日        |
| 第145話                    | 鬼灯城を脱獄せよ           | 本田雅也            | ユキヒロマツシタ                 | 小野田雄亮                     | 高橋恒星、徳倉栄一                                                                                                | ムラオミノル、今木宏明                                  | 2月23日        |
| 第146話                    | 脱獄、決行!!               | 西山淳史            | 増田敏彦                         | 上原秀明                       | Park myoung hun、Lee joung kyoung                                                                                 | -                                                       | 3月1日         |
| 第147話                    | 月下の決戦                 | 重信康              | ユキヒロマツシタ                 | 鈴木佑太                       | 今木宏明、田中ちゆき、ムラオミノル                                                                                | -                                                       | 3月8日         |
| 第148話                    | 新たな任務!!               | 田中秀人            | 藤原良二                         | 白石道太                       | 谷口繁則、川口弘明、高橋直樹 輪和                                                                                 | 加藤久美子、西原理奈子 大河原烈、ムラオミノル           | 3月15日        |
| 第149話                    | 友達…!!                    | 待田堂子            | 井之川慎太郎                     | 田村圭                         | Lee Seok Yun、Kim Hyeon Ok                                                                                        | 夘野一郎                                                | 3月22日        |
| 第150話                    | 切り札の価値               | 勝治京子            | 増田敏彦                         | 松本マサユキ                   | Park myoung hun、Kim Kyuong hwan                                                                                  | -                                                       | 3月29日        |
| 第151話                    | ボルトとテントウ           | 大久保昌弘          | 朝倉カイト                       | 鈴木佑太                       | 田中ちゆき、今木宏明、ムラオミノル 佐藤誠之                                                                       | -                                                       | 4月5日         |
| 第152話                    | 医療忍術のすすめ           | 勝治京子            | ユキヒロマツシタ                 | 栗井重紀                       | Um Ikhyun、Kim Myeonghui Jang Sangmi、野澤吉樹                                                                    | 夘野一郎、ムラオミノル                                  | 4月12日        |
| 第153話                    | 黄金のハーモニー           | 西山淳史            | 小野歩                           | 小野歩                         | Park myoung hun、斉藤和也 Shelia Loewito、西原理奈子 加藤久美子                                                   | -                                                       | 4月19日        |
| 第154話                    | ヒマワリ、忍者体験!!       | 田中秀人            | 増田敏彦                         | 小野田雄亮                     | 高橋恒星、徳倉栄一、小野寺博文                                                                                    | 今木宏明                                                | 4月26日        |
| 第155話                    | 雨の日のミツキ             | 重信康              | 上原秀明                         | 上原秀明                       | 大河原烈、田中ちゆき、ムラオミノル 夘野一郎                                                                       | -                                                       | 7月5日         |
| 第156話                    | スリムなままじゃいられない | 待田堂子            | 藤原良二                         | 白石道太                       | 川口弘明、高橋直樹、輪和                                                                                          | 今木宏明                                                | 7月12日        |
| 『殻』編                   |                            |                     |                                  |                                | |                                                         |                |
| 第157話                    | 「殻」の足跡               | 大久保昌弘          | 松本マサユキ                     | 松本マサユキ                   | Park myoung hun、Lee joung kyoung Kim kyoung hwan                                                                 | -                                                       | 7月19日        |
| 第158話                    | 消えた男                   | 本田雅也            | ユキヒロマツシタ                 | 向山鶴美                       | Lee Seok Yun、Kim Hyeon Ok                                                                                        | ムラオミノル、今木宏明                                  | 7月26日        |
| 第159話                    | 柱間細胞                   | 西山淳史            | 井之川慎太郎                     | 井之川慎太郎                   | 夘野一郎、西原理奈子 Park Hoon、Oh Eun soo                                                                        | 今木宏明                                                | 8月2日         |
| 第160話                    | 黙の国へ                   | 勝冶京子            | 朝倉カイト                       | 朝倉カイト                     | 田中ちゆき、野澤吉樹 偉展強、Park myoung hun                                                                      | -                                                       | 8月9日         |
| 第161話                    | 悪夢の城                   | 本田雅也            | 若林厚史                         | 山口美浩                       | 小林一三、金正男 呉賢景、朴馬江                                                                                   | 今木宏明                                                | 8月16日        |
| 第162話                    | 包囲網を脱出せよ!          | 重信康              | 鈴木佑太                         | 鈴木佑太                       | 清水義治、ムラオミノル Yu Seung Hee、Lee Kawan Woo Park Myoung hwan、Kim Jun O                                    | ムラオミノル、今木宏明                                  | 8月23日        |
| 第163話                    | 追跡者たち                 | 待田堂子            | 増田敏彦                         | 小野田雄亮                     | 高橋恒星、徳倉栄一                                                                                                | 加藤久美子、夘野一郎                                    | 8月30日        |
| 第164話                    | 死の禁術                   | 大久保昌弘          | 小野歩                           | 小野歩                         | Park myoung hun、Kim kyuoung hwan Lee joung kyuong、夘野一郎                                                      | -                                                       | 9月6日         |
| 第165話                    | 四つ子の使命               | 田中秀人            | ユキヒロマツシタ                 | 白石道太                       | 川口弘明、高橋直樹 井口忠一、輪和                                                                                 | ムラオミノル、今木宏明                                  | 9月13日        |
| 第166話                    | 死闘                       | 西山淳史            | 久城りおん                       | 朝倉カイト                     | 大河原烈、今木宏明 斉藤和也、Shelia Loewito 偉展強                                                                | -                                                       | 9月20日        |
| 第167話                    | 二人の覚悟                 | 本田雅也            | 阿部記之 福井のぞみ              | 阿部記之                       | 田中ちゆき、Park myoung hun                                                                                       | -                                                       | 9月27日        |
| 第168話                    | 修業開始!!                 | 勝冶京子            | ユキヒロマツシタ 増田敏彦        | 井之川慎太郎                   | Lee Seok Yun、Kim Hyeon Ok                                                                                        | 今木宏明、ムラオミノル 田中ちゆき、西原理奈子           | 10月4日        |
| 第169話                    | 砂との共同作戦             | 待田堂子            | 若林厚史                         | 安川央里                       | 加藤久美子、清水義治 西原理奈子、Park Hoon Oh Eun soo                                                             | 佐藤綾子                                                | 10月11日       |
| 第170話                    | 新しい螺旋丸               | 重信康              | 増田敏彦                         | 浅見隆司                       | 小林一三、野澤吉樹                                                                                                | 今木宏明、ムラオミノル                                  | 10月18日       |
| 第171話                    | 修業の成果                 | 大久保昌弘          | 松本マサユキ                     | 松本マサユキ                   | Park myoung hun、Kim kyuong hwan Lee joung kyuong、夘野一郎 偉展強                                                | -                                                       | 10月25日       |
| 第172話                    | 恐怖のサイン               | 西山淳史            | ユキヒロマツシタ                 | 小野田雄亮                     | 高橋恒星、徳倉栄一                                                                                                | 佐藤綾子、西原理奈子                                    | 11月1日        |
| 第173話                    | 地下室の秘密               | 本田雅也            | 鈴木佑太                         | 鈴木佑太                       | JUNG JIN YOUNG、YU SEUNG HEE CHOI HEE EUN 田中ちゆき、今木宏明                                                    | ムラオミノル                                            | 11月8日        |
| 第174話                    | 神樹再生                   | 田中秀人            | 朝倉カイト                       | 松本マサユキ                   | 清水義治、加藤久美子 野澤吉樹、Park myoung hun                                                                    | -                                                       | 11月15日       |
| 第175話                    | 限界の先へ…!!              | 勝冶京子            | 荻原健                           | 朝倉カイト 安川央里            | 今木宏明、大河原烈 斉藤和也、夘野一郎 杉本麻菜美、Shelia Loewito 西原理奈子、加藤久美子                           | -                                                       | 11月22日       |
| 第176話                    | あ・んの門を封鎖せよ!!     | 本田雅也            | 藤原良二                         | 白石道太                       | 井口忠一、川口弘明 高橋直樹、南伸一郎                                                                             | 佐藤綾子、ムラオミノル                                  | 11月29日       |
| 器編                       |                            |                     |                                  |                                | |                                                         |                |
| 第177話                    | 鉄壁の感知システム         | 大久保昌弘          | 阿部記之 福井のぞみ              | 阿部記之                       | 清水義治、Park myoung hun 大河原烈                                                                                | -                                                       | 12月6日        |
| 第178話                    | 父の背中                   | 待田堂子            | 小野歩                           | 小野歩                         | Lee Seok Yun、Kim Hyeon Ok                                                                                        | 西原理奈子、加藤久美子                                  | 12月13日       |
| 第179話                    | ヴィクタの陰謀             | 重信康              | ユキヒロマツシタ                 | 浅見隆司                       | 小林一三、斎藤千英                                                                                                | 田中ちゆき                                              | 12月20日       |
| 第180話                    | 暗殺者ムギノ               | 西山淳史            | 若林厚史                         | 松本マサユキ                   | Park myoung hun、Lee joung kyoung                                                                                 | -                                                       | 12月27日       |
| 第181話                    | 器                         | 本田雅也            | 増田敏彦                         | 鈴木佑太                       | Won Chang hee、Shin Jae iK Kim Hyung iL、佐藤綾子                                                                 | ムラオミノル                                            | 2021年 1月10日 |
| 第182話                    | 青                         | 田中秀人            | 成田歳法                         | 小野田雄亮                     | 高橋恒星、徳倉栄一                                                                                                | 斉藤和也、加藤久美子                                    | 1月17日        |
| 第183話                    | 手                         | 勝冶京子            | ユキヒロマツシタ                 | 向山鶴美                       | Park myoung hun、西原理奈子 ムラオミノル、加藤久美子                                                              | -                                                       | 1月24日        |
| 第184話                    | 人形                       | 待田堂子            | 増田敏彦                         | 菅原静貴                       | 田中ちゆき、Kim Yeong chan Shin Jae ik、Kim Hyung iL                                                              | ムラオミノル                                            | 1月31日        |
| 第185話                    | 道具                       | 重信康              | 藤原良二                         | 白石道太                       | 井口忠一、川口弘明 高橋直樹、4tune                                                                                | 佐藤綾子                                                | 2月7日         |
| 第186話                    | 使い方                     | 西山淳史            | 阿部記之、福井のぞみ             | 阿部記之、福井のぞみ           | 今木宏明、大河原烈 Park myoung hun                                                                                | -                                                       | 2月14日        |
| 第187話                    | 楔                         | 勝冶京子            | 若林厚史                         | 金文宣                         | Lee Seok Yoon、Kim Hyeon OK                                                                                       | 斉藤和也、ムラオミノル                                  | 2月21日        |
| 第188話                    | 目覚め                     | 大久保昌弘          | ユキヒロマツシタ                 | 浅見隆司                       | 小林一三、斎藤千英 持田愛                                                                                         | 西原理奈子、加藤久美子 清水義治                         | 2月28日        |
| 第189話                    | 共鳴                       | ・・                | ・・                             | ・・                           | 夘野一郎 | -                                                       | 3月7日         |
| カワキ編『殻』激突         |                            |                     |                                  |                                | |                                                         |                |
| 第190話                    | 脱走                       | 田中秀人            | 増田敏彦                         | 松本マサユキ                   | Park myoung hun、Lee joung kyuong                                                                                 | -                                                       | 3月14日        |
| 第191話                    | 野良犬                     | 本田雅也            | 若林厚史                         | 小野田雄亮                     | 高橋恒星、徳倉栄一                                                                                                | 今木宏明、斉藤和也                                      | 3月21日        |
| 第192話                    | 過去                       | 本田雅也            | 甲田正行                         | 甲田正行                       | 甲田正行、今泉健 杉本麻菜美                                                                                       | -                                                       | 3月28日        |
| 第193話                    | 同居                       | 西山淳史            | 宮繁之                           | 安江菜津美                     | 渡辺伸弘、吉岡佳宏 Kim Hyeon Ok                                                                                   | -                                                       | 4月4日         |
| 第194話                    | うずまき家                 | 勝治京子            | ユキヒロマツシタ                 | 池田重隆                       | 萩原省智、酒井KEI 青木裕子、Zearth Sato 偉展強                                                                    | 西原理奈子、加藤久美子 今木宏明                         | 4月11日        |
| 第195話                    | 花瓶                       | 待田堂子            | ユキヒロマツシタ                 | 白石道太                       | 武内啓、高橋直樹 井口忠一、川口弘明                                                                               | 佐藤綾子                                                | 4月18日        |
| 第196話                    | 繋ぐ力                     | 重信康              | 増田敏彦                         | 鈴木佑太                       | 田中ちゆき、一ノ瀬結梨 Park myoung hun                                                                            | -                                                       | 4月25日        |
| 第197話                    | デルタ                     | 大久保昌弘          | 上野壮大                         | 金文宣                         | Shin Min Seop、Lee Sang Jin                                                                                       | 今木宏明                                                | 5月2日         |
| 第198話                    | 怪物                       | 田中秀人            | 福井のぞみ                       | 福井のぞみ                     | Lee Seok Yun、Kim Hyeon Ok Jang Yeong Seon、Kim Hyeon Jin                                                         | 夘野一郎                                                | 5月9日         |
| 第199話                    | オーバーロード             | 待田堂子            | 若林厚史                         | 松本マサユキ                   | 大河原烈、杉本麻菜美 野澤吉樹、Joung Eun joung                                                                    | 斉藤和也                                                | 5月16日        |
| 第200話                    | 弟子入り                   | 勝治京子            | 増田敏彦                         | 小野田雄亮                     | 高橋恒星、徳倉栄一                                                                                                | 西原理奈子、加藤久美子                                  | 5月23日        |
| 第201話                    | 空っぽの涙                 | 西山淳史            | 吉本毅                           | 吉本毅                         | 佐藤綾子、田中ちゆき                                                                                              | -                                                       | 5月30日        |
| 第202話                    | 教団                       | 本田雅也            | 菅原静貴                         | 菅原静貴                       | Park myoung hun                                                                                                   | -                                                       | 6月6日         |
| 第203話                    | 急襲…!!                    | 重信康              | ユキヒロマツシタ                 | 池田重隆                       | 萩原省智、Zearth Sato、酒井KEI 青木裕子、王其琪                                                                   | 斉藤和也、西原理奈子 加藤久美子                         | 6月13日        |
| 第204話                    | ヤバイ野郎                 | 大久保昌弘          | 荻原健                           | 荻原健                         | 一ノ瀬結梨、今木宏明、夘野一郎                                                                                    | -                                                       | 6月20日        |
| 第205話                    | 証明                       | 西山淳史            | 藤原良二                         | 白石道太                       | 武内啓、高橋直樹、井口忠一 川口弘明、服部益実、陳潔瓊 胡威                                                        | 今木宏明                                                | 6月27日        |
| カワキ編 大筒木覚醒        |                            |                     |                                  |                                | |                                                         |                |
| 第206話                    | 新生第七班                 | 田中秀人            | 横手颯太                         | 横手颯太                       | Park myoung hun 田中ちゆき、佐藤綾子                                                                              | -                                                       | 7月4日         |
| 第207話                    | 再生                       | 勝治京子            | 小野歩                           | 小野歩                         | Park myoung hun、西原理奈子、加藤久美子 黄成希、大野勉、中林繭子                                                  | 西原理奈子                                              | 7月11日        |
| 第208話                    | モモシキ顕現               | 待田堂子            | 山本隆太                         | 山本隆太                       | 大河原烈、杉本麻菜美、Joung Eun joung                                                                             | 斉藤和也                                                | 7月18日        |
| 第209話                    | ノケモノ                   | 本田雅也            | 若林厚史                         | 小野田雄亮                     | 高橋恒星 | 西原理奈子                                              | 8月1日         |
| 第210話                    | 殻の手がかり               | 大久保昌弘          | 福井のぞみ                       | 福井のぞみ                     | Park myoung hun、Kim kyoung hwan                                                                                  | -                                                       | 8月8日         |
| 第211話                    | 追跡                       | 重信康              | ユキヒロマツシタ                 | 鈴木佑太                       | 野澤吉樹 Lee Seok Yun、Kim Hyeon Ok                                                                               | 佐藤綾子、田中ちゆき                                    | 8月15日        |
| 第212話                    | アマドの亡命               | 勝治京子            | 増田敏彦                         | 池田重隆                       | 酒井KEI、徳田拓也、青木裕子 谷本馨、Zearth Sato、寧波麦冬映画 王其琪、徐学武                                      | 今木宏明                                                | 8月22日        |
| 第213話                    | 正体                       | 本田雅也            | 安川央里                         | 安川央里                       | Park myoung hun、Kim kyoung hwan                                                                                  | -                                                       | 8月29日        |
| 第214話                    | 宿命                       | 西山淳史            | ユキヒロマツシタ                 | 阿部記之 松本マサユキ 斉藤えま | 加藤久美子、Choi Jong ki                                                                                          | 斉藤和也、西原理奈子 加藤久美子                         | 9月5日         |
| 第215話                    | 覚悟                       | 田中秀人            | 若林厚史                         | 橋本みつお                     | 川口弘明、武内啓、井口忠一 服部一郎、高橋直樹、松本勝次 陳潔瓊                                                    | 夘野一郎、今木宏明                                      | 9月12日        |
| 第216話                    | 生贄                       | 本田雅也            | 黒津安明                         | 小野歩                         | 杉本麻菜美、今木宏明、大野勉 黄成希、斉藤和也、Park myoung hun                                                    | -                                                       | 9月19日        |
| 第217話                    | 決意                       | 本田雅也            | 福井のぞみ、黒津安明             | 福井のぞみ                     | 田中ちゆき、佐藤綾子、大河原烈 杉本麻菜美                                                                         | -                                                       | 9月26日        |
| 第218話                    | 相棒                       | 本田雅也            | 若林厚史 甲田正行                | 甲田正行 小野田雄亮            | 高橋恒星、徳倉栄一、津曲大介                                                                                      | 夘野一郎                                                | 10月3日        |
| 第219話                    | 帰還                       | 重信康              | ユキヒロマツシタ                 | 向山鶴美                       | Park myoung hun                                                                                                   | -                                                       | 10月10日       |
| 第220話                    | 残された時間               | 本田雅也            | 吉本毅                           | 吉本毅                         | Lee Seok Yun、Kim Hyeon Ok Park Hye Ran                                                                           | 斉藤和也                                                | 10月17日       |
| 中忍再試験編               |                            |                     |                                  |                                | |                                                         |                |
| 第221話                    | 中忍試験、再び             | 勝治京子            | ユキヒロマツシタ                 | 池田重隆                       | 酒井KEI、青木裕子、Zearth Sato 徳田拓也、清水拓磨、柿畑文乃                                                       | 今木宏明                                                | 10月24日       |
| 第222話                    | 決戦前夜                   | 西山淳史            | 児谷直樹                         | 児谷直樹                       | 今木宏明、西原理奈子、杉本麻菜美 一ノ瀬結梨                                                                       | -                                                       | 10月31日       |
| 第223話                    | いのじん対ホウキ           | 大久保昌弘          | 笹原嘉文                         | 笹原嘉文                       | Park myoung hun、田中ちゆき、佐藤綾子 杉本麻菜美                                                                  | -                                                       | 11月7日        |
| 第224話                    | 化け猫伝説                 | 田中秀人            | 増田敏彦                         | 橋本みつお                     | 高橋直樹、佐藤元、服部一郎 大塚多恵子、南伸一郎、金凱                                                             | 夘野一郎                                                | 11月14日       |
| 第225話                    | 親友対決                   | 待田堂子            | 阿部記之、斉藤えま               | 阿部記之、斉藤えま             | 今木宏明、Park myoung hun、大野勉 西原理奈子                                                                      | -                                                       | 11月21日       |
| 第226話                    | サムライ対カガク           | 重信康              | 小野歩                           | 小野歩                         | 大河原烈、斉藤和也、野澤吉樹 Jang Hee kyu                                                                         | 斉藤和也                                                | 11月28日       |
| 第227話                    | 第七班、最後の任務!?       | 大久保昌弘          | 児谷直樹                         | 小野田雄亮                     | 高橋恒星、徳倉栄一                                                                                                | 今木宏明                                                | 12月5日        |
| 第228話                    | カワキ、忍への道           | 勝治京子            | 古川順康                         | 松本マサユキ                   | Park myoung hun                                                                                                   | -                                                       | 12月12日       |
| 第229話                    | 命令違反                   | 勝治京子            | ユキヒロマツシタ                 | 鈴木佑太                       | Lee Seok Yun、Kim Hyeon Ok Kim Yun-jeong、Bang Seung-Jin                                                          | 今木宏明                                                | 12月19日       |
| 第230話                    | 願い                       | 勝治京子            | 若林厚史                         | 向山鶴美                       | 田中ちゆき、佐藤綾子 Park myoung hun                                                                              | -                                                       | 12月26日       |
| 第231話                    | 錆びた刀                   | 西山淳史            | ユキヒロマツシタ                 | 池田重隆                       | 酒井KEI、徳田拓也、郁山想 寧波麦冬映画、徐学武                                                                    | 夘野一郎                                                | 2022年 1月9日  |
| 第232話                    | デンキ隊長の初任務         | 待田堂子            | 古川順康                         | 吉本毅                         | 杉本麻菜美、西原理奈子、斉藤和也                                                                                  | -                                                       | 1月16日        |
| 霧隠れ大海戦編             |                            |                     |                                  |                                | |                                                         |                |
| 第233話                    | 新生第七班、発動           | 本田雅也            | 古川順康                         | 青木youイチロー                | Park myoung hun、Seo jin won                                                                                      | -                                                       | 1月23日        |
| 第234話                    | 放たれた悪党               | 本田雅也            | 古川順康                         | 荻原露光                       | 高橋直樹、佐藤元、大塚多恵子 川口弘明、星茴香                                                                     | 今木宏明                                                | 1月30日        |
| 第235話                    | 潜入、ドトウ島             | 西山淳史            | 若林厚史                         | 松本マサユキ                   | 大河原烈、Park myoung hun                                                                                         | -                                                       | 2月6日         |
| 第236話                    | 脱出                       | 勝治京子            | ユキヒロマツシタ                 | 小野田雄亮                     | 高橋恒星、徳倉栄一                                                                                                | 夘野一郎                                                | 2月13日        |
| 第237話                    | 移動要塞                   | 田中秀人            | 斉藤えま                         | 斉藤えま                       | 田中ちゆき、佐藤綾子 Park myoung hun                                                                              | -                                                       | 2月20日        |
| 第238話                    | 殺人鬼の船                 | 重信康              | 若林厚史                         | 清水明                         | 杉本麻菜美、大野勉、斉藤和也 Jang Hee kyu                                                                         | 斉藤和也                                                | 2月27日        |
| 第239話                    | 造船の島の少年             | 大久保昌弘          | ユキヒロマツシタ                 | 池田重隆                       | 徳田拓也、青木裕子、酒井KEI Zearth Sato、清水拓麿、柿畑文乃 寧波麦冬映画、徐学武、権伍撰                          | 今木宏明                                                | 3月6日         |
| 第240話                    | イカダの夢                 | 大久保昌弘          | 増田敏彦                         | 向山鶴美                       | Park myoung hun、Seo jin wo                                                                                       | -                                                       | 3月13日        |
| 第241話                    | イカダの秘密               | 待田堂子            | 笹原嘉文                         | 笹原嘉文                       | Lee Seok Yun、Kim Hyeon Ok                                                                                        | 夘野一郎                                                | 3月20日        |
| 第242話                    | 青煉                       | 本田雅也            | 小野歩                           | 小野歩                         | Park myoung hun、田中ちゆき 佐藤綾子、黄成希                                                                      | -                                                       | 3月27日        |
| 第243話                    | 居場所                     | 西山淳史            | 成田歳法                         | 荻原露光                       | 高橋直樹、大塚多恵子、川口弘明 佐藤元、金凱、邸錦、除浩瓊                                                         | 今木宏明                                                | 4月3日         |
| 第244話                    | 亀裂                       | 勝治京子            | 児谷直樹                         | 児谷直樹                       | 大河原烈 Park myoung hun                                                                                          | -                                                       | 4月10日        |
| 第245話                    | フナムシの執念             | 重信康              | 若林厚史                         | 小野田雄亮                     | 高橋恒星、徳倉栄一、中谷藍 清水雄介                                                                               | 今木宏明                                                | 4月17日        |
| 第246話                    | 痛手                       | 待田堂子            | 吉本毅                           | 吉本毅                         | 中田麻菜美、中島舞、Vinicius Dias 田中ちゆき、佐藤綾子、西原理奈子 持田愛、片岡英之                               | -                                                       | 4月24日        |
| 第247話                    | かぐらのために             | 田中秀人            | ユキヒロマツシタ                 | 清水あきら                     | Park myoung hun                                                                                                   | -                                                       | 5月1日         |
| 第248話                    | 死闘、再び                 | 西山淳史            | 若林厚史                         | 松本マサユキ                   | 片岡英之、大野勉、斉藤和也 佐藤綾子、中林蘭子、中田麻菜美 西原理奈子、服部憲知、中島舞                            | -                                                       | 5月8日         |
| 第249話                    | 憎しみの芽                 | 勝治京子            | 若林厚史                         | 池田重隆                       | 酒井KEI、青木裕子、Zearth Sato 徐学武、王其琪、Evergreen 持田愛                                                   | 今木宏明                                                | 5月15日        |
| 第250話                    | 舟戸の血                   | 本田雅也            | 斉藤えま                         | 斉藤えま                       | Lee Seok Yun、Kim Hyeon Ok Lee Jong Guk                                                                           | 夘野一郎、清水義治                                      | 5月22日        |
| 第251話                    | 二人の決意                 | 大久保昌弘          | ユキヒロマツシタ                 | 向山鶴美                       | Park myoung hun、大河原烈 中林蘭子、黄成希                                                                        | -                                                       | 5月29日        |
| 第252話                    | 信じる気持ち               | 待田堂子            | 古川順康                         | 荻原露光                       | 川口弘明、大塚多恵子、高橋直樹 佐藤元、霊嵐、金凱、胡威                                                           | 今木宏明                                                | 6月5日         |
| 第253話                    | 相容れない想い             | 待田堂子 西山淳史   | ユキヒロマツシタ                 | 橋本みつお                     | Park myoung hun                                                                                                   | -                                                       | 6月12日        |
| 第254話                    | 復讐の渦                   | 西山淳史            | 若林厚史                         | 山本隆太                       | 佐藤綾子、田中ちゆき                                                                                              | -                                                       | 6月19日        |
| 第255話                    | 厄介な宿題                 | 大久保昌弘          | JOLちゃん                        | JOLちゃん                      | Park myoung hun、西原理奈子 中島舞、斉藤和也、持田愛                                                              | -                                                       | 6月26日        |
| 第256話                    | 極上のレシピ               | 勝治京子            | 若林厚史                         | 小野田雄亮                     | 高橋恒星、徳倉栄一、清水雄介 中谷藍                                                                               | 今木宏明                                                | 7月3日         |
| 第257話                    | 火影になった木ノ葉丸!?     | 田中秀人            | 児谷直樹                         | 児谷直樹                       | Park myoung hun、Lee joung kyoung 中田麻菜美、大河原烈、田中ちゆき                                                | -                                                       | 7月10日        |
| 第258話                    | うずまき家の温泉旅行       | 待田堂子            | 若林厚史                         | 吉本毅                         | Lee Seok Yun、Kim Hyeon Ok Lee Jong Guk                                                                           | 今木宏明                                                | 7月17日        |
| 第259話                    | 癒えない傷                 | 勝治京子            | ユキヒロマツシタ                 | 清水あきら                     | Park myoung hun 大野勉、田中ちゆき、中林蘭子                                                                      | -                                                       | 7月24日        |
| 第260話                    | 恋の打ち上げ花火           | 西山淳史            | 若林厚史                         | 鈴木佑太                       | 清水義治、玄機、杨彤琤 黄华、周婧                                                                                 | 今木宏明                                                | 7月31日        |
| カワキ・ヒマワリ忍者学校編 |                            |                     |                                  |                                | |                                                         |                |
| 第261話                    | カワキ、忍者学校入学!!     | 重信康              | 増田敏彦                         | 松本マサユキ                   | Park myoung hun、Lee joung kyoung 津曲大介                                                                        | -                                                       | 8月7日         |
| 第262話                    | お姫様のお茶会             | 重信康              | 小野歩                           | 小野歩                         | Ju Hyeong jong、Jang Hee kyu 佐藤綾子、大河原烈                                                                   | 夘野一郎                                                | 8月14日        |
| 第263話                    | 花開け!!教師の才能         | 勝治京子            | ユキヒロマツシタ                 | 荻原露光                       | 高橋直樹、佐藤元、胡威                                                                                            | 今木宏明                                                | 8月21日        |
| 第264話                    | 七不思議探検隊結成!!       | 西山淳史            | 若林厚史                         | 向山鶴美                       | JIWOO ANIMATION、Lee joung kyoung Park myoung hun、斉藤和也                                                       | -                                                       | 8月28日        |
| 第265話                    | チーム対抗、実技実習!!     | 待田堂子            | 斉藤えま                         | 斉藤えま                       | 西原理奈子、黄成希、中島舞 佐藤綾子、今木宏明、持田愛 中林繭子、大野勉、田中ちゆき                                | -                                                       | 9月4日         |
| 第266話                    | ヒマワリ誘拐事件           | 大久保昌弘          | 安川央里                         | 安川央里                       | Park myoung hun                                                                                                   | -                                                       | 9月11日        |
| 第267話                    | カワキ、正体発覚!?         | 田中秀人            | 若林厚史                         | 小野田雄亮                     | 清水雄介、徳倉栄一、中谷藍 高橋恒星                                                                               | 高橋恒星                                                | 9月18日        |
| 第268話                    | 狙われた学園祭             | 重信康              | 増田敏彦                         | 山本隆太                       | 田中ちゆき、佐藤綾子、今木宏明                                                                                    | -                                                       | 9月25日        |
| 第269話                    | 忍び寄る影                 | 勝治京子            | 若林厚史                         | 神崎ユウジ                     | Lee Seok Yun、Kim Hyeon Ok                                                                                        | 斉藤和也                                                | 10月2日        |
| 第270話                    | 表裏一体                   | 待田堂子            | 児谷直樹                         | 児谷直樹                       | Park myuoung hun、持田愛 西原理奈子                                                                               | -                                                       | 10月9日        |
| 第271話                    | 裏切りの島                 | 大久保昌弘          | ユキヒロマツシタ                 | 橋本みつお                     | 今木宏明 | 田中ちゆき、佐藤綾子                                    | 10月16日       |
| 第272話                    | 生徒団結!!                 | 勝治京子            | 若林厚史                         | 鈴木佑太                       | Park myoung hun、Lee joung kyoung 野澤吉樹、大野勉、宮司好文 野崎麗子                                             | -                                                       | 10月23日       |
| 第273話                    | さらば忍者学校!!           | 重信康              | 増田敏彦                         | 青木youイチロー                | 高橋直樹、松本勝次、佐藤元 陳潔瓊、胡威、周剛 趙親雲、夏木洋                                                      | 夘野一郎、加藤久美子 斉藤和也、田中ちゆき 持田愛        | 10月30日       |
| 第274話                    | 翔べない鷹                 | 本田雅也            | ユキヒロマツシタ                 | 清水あきら                     | 大河原烈、Park myoung hun                                                                                         | -                                                       | 11月6日        |
| 第275話                    | 再び空へ                   | 本田雅也            | 神崎コウジ                       | 神崎コウジ                     | 西原理奈子、持田愛、中島舞 中林蘭子、大野勉、野崎麗子 Fun DO、陳秋字、Koeda Animation                             | -                                                       | 11月13日       |
| 第276話                    | 迷宮へようこそ             | 本田雅也            | 福井のぞみ                       | 福井のぞみ                     | Park myoung hun、Lee joung kyoung 夘野一郎、福井のぞみ、持田愛 加藤久美子、斉藤和也、大野勉 中島舞                | -                                                       | 11月20日       |
| 第277話                    | 消える命                   | 西山淳史            | 増田敏彦                         | 小野田雄亮                     | 清水雄介、徳倉栄一、中谷藍 半扇門、STUDIO CL、暁                                                                  | -                                                       | 11月27日       |
| 第278話                    | 椅子取りゲーム             | 本田雅也            | 斉藤えま                         | 斉藤えま                       | 田中ちゆき、佐藤綾子、持田愛 JIWOO ANIMATION、Park myoung hun、玄機                                               | -                                                       | 12月4日        |
| 第279話                    | 七の壁                     | 本田雅也            | ユキヒロマツシタ                 | 松本マサユキ                   | Lee Seok Yun、Lee Jong Kook、Kim Jeong Soon Kim Jin Sook                                                          | 夘野一郎                                                | 12月11日       |
| 第280話                    | 突破口                     | 西山淳史            | 若林厚史                         | 吉本毅                         | 野澤吉樹、高橋直樹、佐藤元 松本勝次、陳潔瓊、趙親雲 胡威、金凱                                                    | 加藤久美子、西原理奈子 斉藤和也                         | 12月18日       |
| 第281話                    | 八つ目の真実               | 本田雅也            | 小野歩                           | 小野歩                         | Park myoung hun                                                                                                   | -                                                       | 12月25日       |
| サスケ烈伝                 |                            |                     |                                  |                                | |                                                         |                |
| 第282話                    | サスケ烈伝・潜入           | 待田堂子            | 鈴木佑太                         | 鈴木佑太                       | 佐藤綾子、田中ちゆき、持田愛                                                                                      | -                                                       | 2023年 1月8日  |
| 第283話                    | サスケ烈伝・星ならべ       | 西山淳史            | 福井のぞみ                       | 福井のぞみ                     | 大河原烈、Park myoung hun                                                                                         | -                                                       | 1月15日        |
| 第284話                    | サスケ烈伝・地下室の秘密   | 大久保昌弘          | 若林厚史                         | 神崎ユウジ                     | studio BUS、柳昇希、姜美愛 金慶鎬、朴在石、玄機                                                                   | 西原理奈子、加藤久美子                                  | 1月22日        |
| 第285話                    | サスケ烈伝・地に降りし空   | 勝治京子            | 斉藤えま                         | 斉藤えま                       | Lee joung kyoung、Park myoung hun 持田愛 王培非、劉劍、陈娇娇                                                     | -                                                       | 1月29日        |
| 第286話                    | サスケ烈伝・指輪           | 重信康              | 長井惟社子、阿部記之             | 長井惟社子、阿部記之           | 佐藤綾子、田中ちゆき、夘野一郎 加藤久美子、勝谷優夏、斉藤和也 津曲大輔、西原理奈子、張益 アラウナ、セブンシーズ   | -                                                       | 2月5日         |
| コード襲来編               |                            |                     |                                  |                                | |                                                         |                |
| 第287話                    | 爪痕                       | 本田雅也            | 甲田正行 ユキヒロマツシタ        | 小野歩 甲田正行                | 甲田正行、江端恭平、持田愛 中島舞、大野勉、中林蘭子 野崎麗子、Fun Do JIWOO ANIMATION、Park myoung hun             | -                                                       | 2月12日        |
| 第288話                    | 虜                         | 田中秀人            | 若林厚史                         | 鈴木佑太                       | 野澤吉樹、Lee Seok Yun、Lee Jong Kook                                                                             | 斉藤和也                                                | 2月19日        |
| 第289話                    | 資格                       | 本田雅也            | ユキヒロマツシタ                 | 小野田雄亮                     | 中谷藍、徳倉栄一、半扇門 RAD plus                                                                                 | 夘野一郎                                                | 2月26日        |
| 第290話                    | 気配                       | 本田雅也            | 笹原嘉文                         | 笹原嘉文                       | 西原理奈子、加藤久美子、今泉健 JIWOO ANIMETION、Park myoung hun                                                   | 西原理奈子、加藤久美子                                  | 3月5日         |
| 第291話                    | 支配                       | 本田雅也            | 斉藤えま                         | 斉藤えま                       | 斉藤和也、持田愛、大野勉 中林蘭子、野澤吉樹、イズモヒロミ JIWOO ANIMETION、Park myoung hun Studio Bus             | -                                                       | 3月12日        |
| 第292話                    | 渇望                       | 本田雅也            | 甲田正行                         | 甲田正行                       | 甲田正行、大河原烈、田中ちゆき 佐藤綾子、夘野一郎                                                                 | -                                                       | 3月19日        |
| 第293話                    | 別れ                       | 本田雅也            | 福井のぞみ                       | 福井のぞみ                     | 藪野浩二、黄成希、加藤久美子 西原理奈子、イズモヒロミ、野澤吉樹 中島舞、江端恭平 JIWOO ANIMATION、Park myoung hun | -                                                       | 3月26日        |

### 放送局
| 放送期間 | 放送時間 | 放送局                             | 放送地域・備考                                                               |
| --- | --- | ---------------------------------- | ---------------------------------------------------------------------------- |
| 2017年4月5日 - 2018年4月25日 2018年5月3日 - 9月20日 2018年10月7日 - 2023年3月26日                                                                                        | 水曜 17:55 - 18:25 木曜 19:25 - 19:53 日曜 17:30 - 18:00                                                                              | テレビ東京（製作局） ほか系列全6局 | 北海道・関東広域圏・愛知県・ 大阪府・岡山県・香川県・福岡県 リピート放送あり |
| 2017年4月12日 - 2018年3月28日 2018年4月4日 - 2023年3月29日 | 水曜 0:58 - 1:28（火曜深夜） 水曜 0:30 - 0:59（火曜深夜）                                                                             | BSテレ東                           | BS/BS4K放送                                                                  |
| 2017年6月2日 - 2023年6月16日 | 金曜 19:00 - 19:30 | アニマックス                       | BS/CS放送 リピート放送あり                                                   |
| 2017年6月12日 - 2019年9月30日 2019年10月7日 - 2020年3月23日 2020年4月1日 - 2021年3月17日 2021年4月9日 - 7月9日 2021年7月22日 - 2022年3月31日 2022年4月7日 - 2023年7月6日 | 月曜 17:30 - 18:00 月曜 18:25 - 18:55 水曜 18:25 - 18:57 金曜 19:00 - 19:30 木曜 18:25 - 18:53 木曜 18:25 - 18:55                     | 岐阜放送                           | 岐阜県                                                                       |
| 2017年11月27日 - 2020年3月30日 2020年4月7日 - 6月9日 2020年6月16日 - 9月29日 2020年10月9日 - 2021年3月26日 2021年3月31日 - 2023年3月29日 2023年4月12日 - 9月27日         | 月曜 1:30 - 2:00（日曜深夜） 火曜 18:25 - 18:55 火曜 18:25 - 18:54 金曜 17:55 - 18:25 水曜 1:30 - 2:00（火曜深夜） 水曜 17:25 - 17:55 | びわ湖放送                         | 滋賀県                                                                       |
| 2017年12月18日 - 2023年10月2日 | 月曜 17:00 - 17:30 | 三重テレビ                         | 三重県                                                                       |
| テレビ東京系列（BSテレ東を含む）・アニマックスのみ字幕放送対応。 | |                                    |                                                                              |

- 『NARUTO -ナルト- 疾風伝』の後番組として本作を放送しているのは、岐阜放送・びわ湖放送・三重テレビ・テレビ和歌山の4局のみである（いずれも独立局で、その他の地方局では後番組で他のアニメ作品の放送またはアニメ枠廃止となっている）。
- 『NARUTO -ナルト- 疾風伝』を同時ネットしていた奈良テレビでも同番組のエンディング・次回予告の後に告知を行ったものの、あくまで独立局かつ番販ネットであり、放送枠の関係で同時ネットされなかった（『NARUTO -ナルト- 疾風伝』の後番組である『スナックワールド』の同時ネットに変更、開始当初の水曜の本来の時間帯は自社制作番組『ゆうドキッ!』を放送。なお、キー局では2018年5月3日から『スナックワールド』の後番組として移動となるも、同時ネットとして放送されず、最終的には遅れネットで開始されることになった）。

| テレビ東京系列 水曜 17:55 - 18:25                                                                                          | テレビ東京系列 水曜 17:55 - 18:25                                                                      | テレビ東京系列 水曜 17:55 - 18:25                                                                   |
| 前番組 | 番組名                                                                                                 | 次番組                                                                                              |
| --- | --- | --------------------------------------------------------------------------------------------------- |
| バトルスピリッツ ダブルドライブ （2016年4月6日 - 2017年3月29日）                                                           | BORUTO-ボルト- NARUTO NEXT GENERATIONS （2017年4月5日 - 2018年4月25日）                                | スナックワールド 大冒険セレクション （2018年5月2日 - 9月26日） - ※再放送                            |
| テレビ東京系列 木曜 19:25 - 19:53                                                                                          | | |
| スナックワールド （2017年4月13日 - 2018年4月19日）                                                                         | BORUTO-ボルト- NARUTO NEXT GENERATIONS （2018年5月3日 - 9月20日） - ※本番組までテレビアニメ            | 突撃！しあわせ買取隊 （2018年10月11日 - 2019年2月7日） - ※18:55 - 19:53 - ※本番組よりバラエティ番組 |
| テレビ東京系列 日曜 17:30 - 18:00                                                                                          | | |
| 知られざるガリバー 〜エクセレントカンパニーファイル〜 （2017年10月1日 - 2018年9月30日） - ※土曜18:00 - 18:30に移動して継続 | BORUTO-ボルト- NARUTO NEXT GENERATIONS （2018年10月7日 - 2023年3月26日） - ※本番組より再びテレビアニメ | BLEACH 千年血戦篇 （2023年4月2日 - 6月25日） - ※再放送                                              |

### DVD-BOX
| 巻     | 発売日        | 収録話            | 規格品番          |
| 第一部 | 第一部        | 第一部            | 第一部            |
| ------ | ------------- | ----------------- | ----------------- |
| 1      | 2017年11月1日 | 第1話 - 第15話    | ANZB-14501〜14504 |
| 2      | 2018年3月7日  | 第16話 - 第32話   | ANZB-14505〜14508 |
| 3      | 2018年8月8日  | 第33話 - 第50話   | ANZB-14509〜14513 |
| 4      | 2019年1月9日  | 第51話 - 第70話   | ANZB-14514〜14518 |
| 5      | 2019年6月5日  | 第71話 - 第92話   | ANZB-14519〜14523 |
| 6      | 2019年11月6日 | 第93話 - 第115話  | ANZB-14524〜14528 |
| 7      | 2020年4月1日  | 第116話 - 第136話 | ANZB-14529～14533 |
| 8      | 2020年10月7日 | 第137話 - 第156話 | ANZB-14534〜14538 |
| 9      | 2021年4月7日  | 第157話 - 第176話 | ANZB-14539〜14543 |
| 10     | 2021年8月4日  | 第177話 - 第189話 | ANZB-14544〜14547 |
| 11     | 2021年12月1日 | 第190話 - 第205話 | ANZB-14548〜14551 |
| 12     | 2022年4月6日  | 第206話 - 第220話 | ANZB-14552〜14555 |
| 13     | 2022年8月3日  | 第221話 - 第232話 | ANZB-14556〜14559 |
| 14     | 2022年12月7日 | 第233話 - 第246話 | ANZB-14560〜14563 |
| 15     | 2023年4月5日  | 第247話 - 第260話 | ANZB-14564〜14567 |
| 16     | 2023年8月2日  | 第261話 - 第273話 | ANZB-14568〜14571 |

### OVA
ジャンプスペシャルアニメフェスタ2016にてオリジナルアニメが公開。後に『ナルティメットストーム TRILOGY』の早期購入特典として付属するシリアルコードにより限定配信された。

#### キャスト
- うずまきボルト - 三瓶由布子
- うちはサラダ - 菊池こころ
- ミツキ - 木島隆一
- 奈良シカダイ - 小野賢章
- 山中いのじん - 阿部敦
- 秋道チョウチョウ - 白石涼子
- 猿飛木ノ葉丸 - 高橋英則
- 秋道チョウジ - 伊藤健太郎
- 秋道チョウベエ - 後藤光祐
- うずまきナルト - 竹内順子

### 「BORUTO -ボルト-」傑作選
「NARUTO -ナルト-」テレビアニメの放送20周年を記念したセレクション放送。
「NARUTO -ナルト-」完全新作エピソードの放送スケジュールに遅れが生じた為、急遽セレクション放送が決定した。　
2023年9月3日からテレビ東京系列で「BORUTO -ボルト-」と同じ毎週日曜日17時30分～18時00分の枠で放送。